# Combinaison (échecs)
Pour les articles homonymes, voir Combinaison.
Une combinaison aux échecs est une suite de coups forcée (une manœuvre tactique) permettant au camp qui en est l'origine de gagner la partie (combinaison de mat), d'obtenir un gain matériel, d'obtenir un avantage positionnel (par exemple doubler les pions de l'adversaire, ou déroquer son roi) ou de sauver une partie désespérée (combinaison de nulle). Hans Müller a analysé 8000 parties de maîtres jouées entre 1900 et 1950 : 82% étaient gagnées au moyen de combinaisons. A fortiori, dans son livre Rapid Chess Improvement : a study plan for adult players, Michael de la Maza avance qu'entre joueurs amateurs « pratiquement toutes les parties » sont décidées par des manœuvres tactiques.
Dans toute la suite, ligne désigne aussi bien une colonne qu'une diagonale.
Les combinaisons sont généralement basées sur un ou plusieurs motifs tactiques suivant : 

## Attaque double
|   | a | b | c | d | e | f | g | h |   |
| 8 | Tour noire sur case blanche e8 · Roi noir sur case noire h8 · Dame noire sur case noire c7 · Pion noir sur case blanche f7 · Pion noir sur case blanche h7 · Cavalier blanc sur case noire f6 · Pion noir sur case blanche g6 · Fou blanc sur case noire h6 · Pion blanc sur case noire a5 · Pion blanc sur case noire f2 · Pion blanc sur case blanche g2 · Pion blanc sur case noire h2 · Roi blanc sur case noire g1 | Tour noire sur case blanche e8 · Roi noir sur case noire h8 · Dame noire sur case noire c7 · Pion noir sur case blanche f7 · Pion noir sur case blanche h7 · Cavalier blanc sur case noire f6 · Pion noir sur case blanche g6 · Fou blanc sur case noire h6 · Pion blanc sur case noire a5 · Pion blanc sur case noire f2 · Pion blanc sur case blanche g2 · Pion blanc sur case noire h2 · Roi blanc sur case noire g1 | Tour noire sur case blanche e8 · Roi noir sur case noire h8 · Dame noire sur case noire c7 · Pion noir sur case blanche f7 · Pion noir sur case blanche h7 · Cavalier blanc sur case noire f6 · Pion noir sur case blanche g6 · Fou blanc sur case noire h6 · Pion blanc sur case noire a5 · Pion blanc sur case noire f2 · Pion blanc sur case blanche g2 · Pion blanc sur case noire h2 · Roi blanc sur case noire g1 | Tour noire sur case blanche e8 · Roi noir sur case noire h8 · Dame noire sur case noire c7 · Pion noir sur case blanche f7 · Pion noir sur case blanche h7 · Cavalier blanc sur case noire f6 · Pion noir sur case blanche g6 · Fou blanc sur case noire h6 · Pion blanc sur case noire a5 · Pion blanc sur case noire f2 · Pion blanc sur case blanche g2 · Pion blanc sur case noire h2 · Roi blanc sur case noire g1 | Tour noire sur case blanche e8 · Roi noir sur case noire h8 · Dame noire sur case noire c7 · Pion noir sur case blanche f7 · Pion noir sur case blanche h7 · Cavalier blanc sur case noire f6 · Pion noir sur case blanche g6 · Fou blanc sur case noire h6 · Pion blanc sur case noire a5 · Pion blanc sur case noire f2 · Pion blanc sur case blanche g2 · Pion blanc sur case noire h2 · Roi blanc sur case noire g1 | Tour noire sur case blanche e8 · Roi noir sur case noire h8 · Dame noire sur case noire c7 · Pion noir sur case blanche f7 · Pion noir sur case blanche h7 · Cavalier blanc sur case noire f6 · Pion noir sur case blanche g6 · Fou blanc sur case noire h6 · Pion blanc sur case noire a5 · Pion blanc sur case noire f2 · Pion blanc sur case blanche g2 · Pion blanc sur case noire h2 · Roi blanc sur case noire g1 | Tour noire sur case blanche e8 · Roi noir sur case noire h8 · Dame noire sur case noire c7 · Pion noir sur case blanche f7 · Pion noir sur case blanche h7 · Cavalier blanc sur case noire f6 · Pion noir sur case blanche g6 · Fou blanc sur case noire h6 · Pion blanc sur case noire a5 · Pion blanc sur case noire f2 · Pion blanc sur case blanche g2 · Pion blanc sur case noire h2 · Roi blanc sur case noire g1 | Tour noire sur case blanche e8 · Roi noir sur case noire h8 · Dame noire sur case noire c7 · Pion noir sur case blanche f7 · Pion noir sur case blanche h7 · Cavalier blanc sur case noire f6 · Pion noir sur case blanche g6 · Fou blanc sur case noire h6 · Pion blanc sur case noire a5 · Pion blanc sur case noire f2 · Pion blanc sur case blanche g2 · Pion blanc sur case noire h2 · Roi blanc sur case noire g1 | 8 |
| 7 | Tour noire sur case blanche e8 · Roi noir sur case noire h8 · Dame noire sur case noire c7 · Pion noir sur case blanche f7 · Pion noir sur case blanche h7 · Cavalier blanc sur case noire f6 · Pion noir sur case blanche g6 · Fou blanc sur case noire h6 · Pion blanc sur case noire a5 · Pion blanc sur case noire f2 · Pion blanc sur case blanche g2 · Pion blanc sur case noire h2 · Roi blanc sur case noire g1 | Tour noire sur case blanche e8 · Roi noir sur case noire h8 · Dame noire sur case noire c7 · Pion noir sur case blanche f7 · Pion noir sur case blanche h7 · Cavalier blanc sur case noire f6 · Pion noir sur case blanche g6 · Fou blanc sur case noire h6 · Pion blanc sur case noire a5 · Pion blanc sur case noire f2 · Pion blanc sur case blanche g2 · Pion blanc sur case noire h2 · Roi blanc sur case noire g1 | Tour noire sur case blanche e8 · Roi noir sur case noire h8 · Dame noire sur case noire c7 · Pion noir sur case blanche f7 · Pion noir sur case blanche h7 · Cavalier blanc sur case noire f6 · Pion noir sur case blanche g6 · Fou blanc sur case noire h6 · Pion blanc sur case noire a5 · Pion blanc sur case noire f2 · Pion blanc sur case blanche g2 · Pion blanc sur case noire h2 · Roi blanc sur case noire g1 | Tour noire sur case blanche e8 · Roi noir sur case noire h8 · Dame noire sur case noire c7 · Pion noir sur case blanche f7 · Pion noir sur case blanche h7 · Cavalier blanc sur case noire f6 · Pion noir sur case blanche g6 · Fou blanc sur case noire h6 · Pion blanc sur case noire a5 · Pion blanc sur case noire f2 · Pion blanc sur case blanche g2 · Pion blanc sur case noire h2 · Roi blanc sur case noire g1 | Tour noire sur case blanche e8 · Roi noir sur case noire h8 · Dame noire sur case noire c7 · Pion noir sur case blanche f7 · Pion noir sur case blanche h7 · Cavalier blanc sur case noire f6 · Pion noir sur case blanche g6 · Fou blanc sur case noire h6 · Pion blanc sur case noire a5 · Pion blanc sur case noire f2 · Pion blanc sur case blanche g2 · Pion blanc sur case noire h2 · Roi blanc sur case noire g1 | Tour noire sur case blanche e8 · Roi noir sur case noire h8 · Dame noire sur case noire c7 · Pion noir sur case blanche f7 · Pion noir sur case blanche h7 · Cavalier blanc sur case noire f6 · Pion noir sur case blanche g6 · Fou blanc sur case noire h6 · Pion blanc sur case noire a5 · Pion blanc sur case noire f2 · Pion blanc sur case blanche g2 · Pion blanc sur case noire h2 · Roi blanc sur case noire g1 | Tour noire sur case blanche e8 · Roi noir sur case noire h8 · Dame noire sur case noire c7 · Pion noir sur case blanche f7 · Pion noir sur case blanche h7 · Cavalier blanc sur case noire f6 · Pion noir sur case blanche g6 · Fou blanc sur case noire h6 · Pion blanc sur case noire a5 · Pion blanc sur case noire f2 · Pion blanc sur case blanche g2 · Pion blanc sur case noire h2 · Roi blanc sur case noire g1 | Tour noire sur case blanche e8 · Roi noir sur case noire h8 · Dame noire sur case noire c7 · Pion noir sur case blanche f7 · Pion noir sur case blanche h7 · Cavalier blanc sur case noire f6 · Pion noir sur case blanche g6 · Fou blanc sur case noire h6 · Pion blanc sur case noire a5 · Pion blanc sur case noire f2 · Pion blanc sur case blanche g2 · Pion blanc sur case noire h2 · Roi blanc sur case noire g1 | 7 |
| 6 | Tour noire sur case blanche e8 · Roi noir sur case noire h8 · Dame noire sur case noire c7 · Pion noir sur case blanche f7 · Pion noir sur case blanche h7 · Cavalier blanc sur case noire f6 · Pion noir sur case blanche g6 · Fou blanc sur case noire h6 · Pion blanc sur case noire a5 · Pion blanc sur case noire f2 · Pion blanc sur case blanche g2 · Pion blanc sur case noire h2 · Roi blanc sur case noire g1 | Tour noire sur case blanche e8 · Roi noir sur case noire h8 · Dame noire sur case noire c7 · Pion noir sur case blanche f7 · Pion noir sur case blanche h7 · Cavalier blanc sur case noire f6 · Pion noir sur case blanche g6 · Fou blanc sur case noire h6 · Pion blanc sur case noire a5 · Pion blanc sur case noire f2 · Pion blanc sur case blanche g2 · Pion blanc sur case noire h2 · Roi blanc sur case noire g1 | Tour noire sur case blanche e8 · Roi noir sur case noire h8 · Dame noire sur case noire c7 · Pion noir sur case blanche f7 · Pion noir sur case blanche h7 · Cavalier blanc sur case noire f6 · Pion noir sur case blanche g6 · Fou blanc sur case noire h6 · Pion blanc sur case noire a5 · Pion blanc sur case noire f2 · Pion blanc sur case blanche g2 · Pion blanc sur case noire h2 · Roi blanc sur case noire g1 | Tour noire sur case blanche e8 · Roi noir sur case noire h8 · Dame noire sur case noire c7 · Pion noir sur case blanche f7 · Pion noir sur case blanche h7 · Cavalier blanc sur case noire f6 · Pion noir sur case blanche g6 · Fou blanc sur case noire h6 · Pion blanc sur case noire a5 · Pion blanc sur case noire f2 · Pion blanc sur case blanche g2 · Pion blanc sur case noire h2 · Roi blanc sur case noire g1 | Tour noire sur case blanche e8 · Roi noir sur case noire h8 · Dame noire sur case noire c7 · Pion noir sur case blanche f7 · Pion noir sur case blanche h7 · Cavalier blanc sur case noire f6 · Pion noir sur case blanche g6 · Fou blanc sur case noire h6 · Pion blanc sur case noire a5 · Pion blanc sur case noire f2 · Pion blanc sur case blanche g2 · Pion blanc sur case noire h2 · Roi blanc sur case noire g1 | Tour noire sur case blanche e8 · Roi noir sur case noire h8 · Dame noire sur case noire c7 · Pion noir sur case blanche f7 · Pion noir sur case blanche h7 · Cavalier blanc sur case noire f6 · Pion noir sur case blanche g6 · Fou blanc sur case noire h6 · Pion blanc sur case noire a5 · Pion blanc sur case noire f2 · Pion blanc sur case blanche g2 · Pion blanc sur case noire h2 · Roi blanc sur case noire g1 | Tour noire sur case blanche e8 · Roi noir sur case noire h8 · Dame noire sur case noire c7 · Pion noir sur case blanche f7 · Pion noir sur case blanche h7 · Cavalier blanc sur case noire f6 · Pion noir sur case blanche g6 · Fou blanc sur case noire h6 · Pion blanc sur case noire a5 · Pion blanc sur case noire f2 · Pion blanc sur case blanche g2 · Pion blanc sur case noire h2 · Roi blanc sur case noire g1 | Tour noire sur case blanche e8 · Roi noir sur case noire h8 · Dame noire sur case noire c7 · Pion noir sur case blanche f7 · Pion noir sur case blanche h7 · Cavalier blanc sur case noire f6 · Pion noir sur case blanche g6 · Fou blanc sur case noire h6 · Pion blanc sur case noire a5 · Pion blanc sur case noire f2 · Pion blanc sur case blanche g2 · Pion blanc sur case noire h2 · Roi blanc sur case noire g1 | 6 |
| 5 | Tour noire sur case blanche e8 · Roi noir sur case noire h8 · Dame noire sur case noire c7 · Pion noir sur case blanche f7 · Pion noir sur case blanche h7 · Cavalier blanc sur case noire f6 · Pion noir sur case blanche g6 · Fou blanc sur case noire h6 · Pion blanc sur case noire a5 · Pion blanc sur case noire f2 · Pion blanc sur case blanche g2 · Pion blanc sur case noire h2 · Roi blanc sur case noire g1 | Tour noire sur case blanche e8 · Roi noir sur case noire h8 · Dame noire sur case noire c7 · Pion noir sur case blanche f7 · Pion noir sur case blanche h7 · Cavalier blanc sur case noire f6 · Pion noir sur case blanche g6 · Fou blanc sur case noire h6 · Pion blanc sur case noire a5 · Pion blanc sur case noire f2 · Pion blanc sur case blanche g2 · Pion blanc sur case noire h2 · Roi blanc sur case noire g1 | Tour noire sur case blanche e8 · Roi noir sur case noire h8 · Dame noire sur case noire c7 · Pion noir sur case blanche f7 · Pion noir sur case blanche h7 · Cavalier blanc sur case noire f6 · Pion noir sur case blanche g6 · Fou blanc sur case noire h6 · Pion blanc sur case noire a5 · Pion blanc sur case noire f2 · Pion blanc sur case blanche g2 · Pion blanc sur case noire h2 · Roi blanc sur case noire g1 | Tour noire sur case blanche e8 · Roi noir sur case noire h8 · Dame noire sur case noire c7 · Pion noir sur case blanche f7 · Pion noir sur case blanche h7 · Cavalier blanc sur case noire f6 · Pion noir sur case blanche g6 · Fou blanc sur case noire h6 · Pion blanc sur case noire a5 · Pion blanc sur case noire f2 · Pion blanc sur case blanche g2 · Pion blanc sur case noire h2 · Roi blanc sur case noire g1 | Tour noire sur case blanche e8 · Roi noir sur case noire h8 · Dame noire sur case noire c7 · Pion noir sur case blanche f7 · Pion noir sur case blanche h7 · Cavalier blanc sur case noire f6 · Pion noir sur case blanche g6 · Fou blanc sur case noire h6 · Pion blanc sur case noire a5 · Pion blanc sur case noire f2 · Pion blanc sur case blanche g2 · Pion blanc sur case noire h2 · Roi blanc sur case noire g1 | Tour noire sur case blanche e8 · Roi noir sur case noire h8 · Dame noire sur case noire c7 · Pion noir sur case blanche f7 · Pion noir sur case blanche h7 · Cavalier blanc sur case noire f6 · Pion noir sur case blanche g6 · Fou blanc sur case noire h6 · Pion blanc sur case noire a5 · Pion blanc sur case noire f2 · Pion blanc sur case blanche g2 · Pion blanc sur case noire h2 · Roi blanc sur case noire g1 | Tour noire sur case blanche e8 · Roi noir sur case noire h8 · Dame noire sur case noire c7 · Pion noir sur case blanche f7 · Pion noir sur case blanche h7 · Cavalier blanc sur case noire f6 · Pion noir sur case blanche g6 · Fou blanc sur case noire h6 · Pion blanc sur case noire a5 · Pion blanc sur case noire f2 · Pion blanc sur case blanche g2 · Pion blanc sur case noire h2 · Roi blanc sur case noire g1 | Tour noire sur case blanche e8 · Roi noir sur case noire h8 · Dame noire sur case noire c7 · Pion noir sur case blanche f7 · Pion noir sur case blanche h7 · Cavalier blanc sur case noire f6 · Pion noir sur case blanche g6 · Fou blanc sur case noire h6 · Pion blanc sur case noire a5 · Pion blanc sur case noire f2 · Pion blanc sur case blanche g2 · Pion blanc sur case noire h2 · Roi blanc sur case noire g1 | 5 |
| 4 | Tour noire sur case blanche e8 · Roi noir sur case noire h8 · Dame noire sur case noire c7 · Pion noir sur case blanche f7 · Pion noir sur case blanche h7 · Cavalier blanc sur case noire f6 · Pion noir sur case blanche g6 · Fou blanc sur case noire h6 · Pion blanc sur case noire a5 · Pion blanc sur case noire f2 · Pion blanc sur case blanche g2 · Pion blanc sur case noire h2 · Roi blanc sur case noire g1 | Tour noire sur case blanche e8 · Roi noir sur case noire h8 · Dame noire sur case noire c7 · Pion noir sur case blanche f7 · Pion noir sur case blanche h7 · Cavalier blanc sur case noire f6 · Pion noir sur case blanche g6 · Fou blanc sur case noire h6 · Pion blanc sur case noire a5 · Pion blanc sur case noire f2 · Pion blanc sur case blanche g2 · Pion blanc sur case noire h2 · Roi blanc sur case noire g1 | Tour noire sur case blanche e8 · Roi noir sur case noire h8 · Dame noire sur case noire c7 · Pion noir sur case blanche f7 · Pion noir sur case blanche h7 · Cavalier blanc sur case noire f6 · Pion noir sur case blanche g6 · Fou blanc sur case noire h6 · Pion blanc sur case noire a5 · Pion blanc sur case noire f2 · Pion blanc sur case blanche g2 · Pion blanc sur case noire h2 · Roi blanc sur case noire g1 | Tour noire sur case blanche e8 · Roi noir sur case noire h8 · Dame noire sur case noire c7 · Pion noir sur case blanche f7 · Pion noir sur case blanche h7 · Cavalier blanc sur case noire f6 · Pion noir sur case blanche g6 · Fou blanc sur case noire h6 · Pion blanc sur case noire a5 · Pion blanc sur case noire f2 · Pion blanc sur case blanche g2 · Pion blanc sur case noire h2 · Roi blanc sur case noire g1 | Tour noire sur case blanche e8 · Roi noir sur case noire h8 · Dame noire sur case noire c7 · Pion noir sur case blanche f7 · Pion noir sur case blanche h7 · Cavalier blanc sur case noire f6 · Pion noir sur case blanche g6 · Fou blanc sur case noire h6 · Pion blanc sur case noire a5 · Pion blanc sur case noire f2 · Pion blanc sur case blanche g2 · Pion blanc sur case noire h2 · Roi blanc sur case noire g1 | Tour noire sur case blanche e8 · Roi noir sur case noire h8 · Dame noire sur case noire c7 · Pion noir sur case blanche f7 · Pion noir sur case blanche h7 · Cavalier blanc sur case noire f6 · Pion noir sur case blanche g6 · Fou blanc sur case noire h6 · Pion blanc sur case noire a5 · Pion blanc sur case noire f2 · Pion blanc sur case blanche g2 · Pion blanc sur case noire h2 · Roi blanc sur case noire g1 | Tour noire sur case blanche e8 · Roi noir sur case noire h8 · Dame noire sur case noire c7 · Pion noir sur case blanche f7 · Pion noir sur case blanche h7 · Cavalier blanc sur case noire f6 · Pion noir sur case blanche g6 · Fou blanc sur case noire h6 · Pion blanc sur case noire a5 · Pion blanc sur case noire f2 · Pion blanc sur case blanche g2 · Pion blanc sur case noire h2 · Roi blanc sur case noire g1 | Tour noire sur case blanche e8 · Roi noir sur case noire h8 · Dame noire sur case noire c7 · Pion noir sur case blanche f7 · Pion noir sur case blanche h7 · Cavalier blanc sur case noire f6 · Pion noir sur case blanche g6 · Fou blanc sur case noire h6 · Pion blanc sur case noire a5 · Pion blanc sur case noire f2 · Pion blanc sur case blanche g2 · Pion blanc sur case noire h2 · Roi blanc sur case noire g1 | 4 |
| 3 | Tour noire sur case blanche e8 · Roi noir sur case noire h8 · Dame noire sur case noire c7 · Pion noir sur case blanche f7 · Pion noir sur case blanche h7 · Cavalier blanc sur case noire f6 · Pion noir sur case blanche g6 · Fou blanc sur case noire h6 · Pion blanc sur case noire a5 · Pion blanc sur case noire f2 · Pion blanc sur case blanche g2 · Pion blanc sur case noire h2 · Roi blanc sur case noire g1 | Tour noire sur case blanche e8 · Roi noir sur case noire h8 · Dame noire sur case noire c7 · Pion noir sur case blanche f7 · Pion noir sur case blanche h7 · Cavalier blanc sur case noire f6 · Pion noir sur case blanche g6 · Fou blanc sur case noire h6 · Pion blanc sur case noire a5 · Pion blanc sur case noire f2 · Pion blanc sur case blanche g2 · Pion blanc sur case noire h2 · Roi blanc sur case noire g1 | Tour noire sur case blanche e8 · Roi noir sur case noire h8 · Dame noire sur case noire c7 · Pion noir sur case blanche f7 · Pion noir sur case blanche h7 · Cavalier blanc sur case noire f6 · Pion noir sur case blanche g6 · Fou blanc sur case noire h6 · Pion blanc sur case noire a5 · Pion blanc sur case noire f2 · Pion blanc sur case blanche g2 · Pion blanc sur case noire h2 · Roi blanc sur case noire g1 | Tour noire sur case blanche e8 · Roi noir sur case noire h8 · Dame noire sur case noire c7 · Pion noir sur case blanche f7 · Pion noir sur case blanche h7 · Cavalier blanc sur case noire f6 · Pion noir sur case blanche g6 · Fou blanc sur case noire h6 · Pion blanc sur case noire a5 · Pion blanc sur case noire f2 · Pion blanc sur case blanche g2 · Pion blanc sur case noire h2 · Roi blanc sur case noire g1 | Tour noire sur case blanche e8 · Roi noir sur case noire h8 · Dame noire sur case noire c7 · Pion noir sur case blanche f7 · Pion noir sur case blanche h7 · Cavalier blanc sur case noire f6 · Pion noir sur case blanche g6 · Fou blanc sur case noire h6 · Pion blanc sur case noire a5 · Pion blanc sur case noire f2 · Pion blanc sur case blanche g2 · Pion blanc sur case noire h2 · Roi blanc sur case noire g1 | Tour noire sur case blanche e8 · Roi noir sur case noire h8 · Dame noire sur case noire c7 · Pion noir sur case blanche f7 · Pion noir sur case blanche h7 · Cavalier blanc sur case noire f6 · Pion noir sur case blanche g6 · Fou blanc sur case noire h6 · Pion blanc sur case noire a5 · Pion blanc sur case noire f2 · Pion blanc sur case blanche g2 · Pion blanc sur case noire h2 · Roi blanc sur case noire g1 | Tour noire sur case blanche e8 · Roi noir sur case noire h8 · Dame noire sur case noire c7 · Pion noir sur case blanche f7 · Pion noir sur case blanche h7 · Cavalier blanc sur case noire f6 · Pion noir sur case blanche g6 · Fou blanc sur case noire h6 · Pion blanc sur case noire a5 · Pion blanc sur case noire f2 · Pion blanc sur case blanche g2 · Pion blanc sur case noire h2 · Roi blanc sur case noire g1 | Tour noire sur case blanche e8 · Roi noir sur case noire h8 · Dame noire sur case noire c7 · Pion noir sur case blanche f7 · Pion noir sur case blanche h7 · Cavalier blanc sur case noire f6 · Pion noir sur case blanche g6 · Fou blanc sur case noire h6 · Pion blanc sur case noire a5 · Pion blanc sur case noire f2 · Pion blanc sur case blanche g2 · Pion blanc sur case noire h2 · Roi blanc sur case noire g1 | 3 |
| 2 | Tour noire sur case blanche e8 · Roi noir sur case noire h8 · Dame noire sur case noire c7 · Pion noir sur case blanche f7 · Pion noir sur case blanche h7 · Cavalier blanc sur case noire f6 · Pion noir sur case blanche g6 · Fou blanc sur case noire h6 · Pion blanc sur case noire a5 · Pion blanc sur case noire f2 · Pion blanc sur case blanche g2 · Pion blanc sur case noire h2 · Roi blanc sur case noire g1 | Tour noire sur case blanche e8 · Roi noir sur case noire h8 · Dame noire sur case noire c7 · Pion noir sur case blanche f7 · Pion noir sur case blanche h7 · Cavalier blanc sur case noire f6 · Pion noir sur case blanche g6 · Fou blanc sur case noire h6 · Pion blanc sur case noire a5 · Pion blanc sur case noire f2 · Pion blanc sur case blanche g2 · Pion blanc sur case noire h2 · Roi blanc sur case noire g1 | Tour noire sur case blanche e8 · Roi noir sur case noire h8 · Dame noire sur case noire c7 · Pion noir sur case blanche f7 · Pion noir sur case blanche h7 · Cavalier blanc sur case noire f6 · Pion noir sur case blanche g6 · Fou blanc sur case noire h6 · Pion blanc sur case noire a5 · Pion blanc sur case noire f2 · Pion blanc sur case blanche g2 · Pion blanc sur case noire h2 · Roi blanc sur case noire g1 | Tour noire sur case blanche e8 · Roi noir sur case noire h8 · Dame noire sur case noire c7 · Pion noir sur case blanche f7 · Pion noir sur case blanche h7 · Cavalier blanc sur case noire f6 · Pion noir sur case blanche g6 · Fou blanc sur case noire h6 · Pion blanc sur case noire a5 · Pion blanc sur case noire f2 · Pion blanc sur case blanche g2 · Pion blanc sur case noire h2 · Roi blanc sur case noire g1 | Tour noire sur case blanche e8 · Roi noir sur case noire h8 · Dame noire sur case noire c7 · Pion noir sur case blanche f7 · Pion noir sur case blanche h7 · Cavalier blanc sur case noire f6 · Pion noir sur case blanche g6 · Fou blanc sur case noire h6 · Pion blanc sur case noire a5 · Pion blanc sur case noire f2 · Pion blanc sur case blanche g2 · Pion blanc sur case noire h2 · Roi blanc sur case noire g1 | Tour noire sur case blanche e8 · Roi noir sur case noire h8 · Dame noire sur case noire c7 · Pion noir sur case blanche f7 · Pion noir sur case blanche h7 · Cavalier blanc sur case noire f6 · Pion noir sur case blanche g6 · Fou blanc sur case noire h6 · Pion blanc sur case noire a5 · Pion blanc sur case noire f2 · Pion blanc sur case blanche g2 · Pion blanc sur case noire h2 · Roi blanc sur case noire g1 | Tour noire sur case blanche e8 · Roi noir sur case noire h8 · Dame noire sur case noire c7 · Pion noir sur case blanche f7 · Pion noir sur case blanche h7 · Cavalier blanc sur case noire f6 · Pion noir sur case blanche g6 · Fou blanc sur case noire h6 · Pion blanc sur case noire a5 · Pion blanc sur case noire f2 · Pion blanc sur case blanche g2 · Pion blanc sur case noire h2 · Roi blanc sur case noire g1 | Tour noire sur case blanche e8 · Roi noir sur case noire h8 · Dame noire sur case noire c7 · Pion noir sur case blanche f7 · Pion noir sur case blanche h7 · Cavalier blanc sur case noire f6 · Pion noir sur case blanche g6 · Fou blanc sur case noire h6 · Pion blanc sur case noire a5 · Pion blanc sur case noire f2 · Pion blanc sur case blanche g2 · Pion blanc sur case noire h2 · Roi blanc sur case noire g1 | 2 |
| 1 | Tour noire sur case blanche e8 · Roi noir sur case noire h8 · Dame noire sur case noire c7 · Pion noir sur case blanche f7 · Pion noir sur case blanche h7 · Cavalier blanc sur case noire f6 · Pion noir sur case blanche g6 · Fou blanc sur case noire h6 · Pion blanc sur case noire a5 · Pion blanc sur case noire f2 · Pion blanc sur case blanche g2 · Pion blanc sur case noire h2 · Roi blanc sur case noire g1 | Tour noire sur case blanche e8 · Roi noir sur case noire h8 · Dame noire sur case noire c7 · Pion noir sur case blanche f7 · Pion noir sur case blanche h7 · Cavalier blanc sur case noire f6 · Pion noir sur case blanche g6 · Fou blanc sur case noire h6 · Pion blanc sur case noire a5 · Pion blanc sur case noire f2 · Pion blanc sur case blanche g2 · Pion blanc sur case noire h2 · Roi blanc sur case noire g1 | Tour noire sur case blanche e8 · Roi noir sur case noire h8 · Dame noire sur case noire c7 · Pion noir sur case blanche f7 · Pion noir sur case blanche h7 · Cavalier blanc sur case noire f6 · Pion noir sur case blanche g6 · Fou blanc sur case noire h6 · Pion blanc sur case noire a5 · Pion blanc sur case noire f2 · Pion blanc sur case blanche g2 · Pion blanc sur case noire h2 · Roi blanc sur case noire g1 | Tour noire sur case blanche e8 · Roi noir sur case noire h8 · Dame noire sur case noire c7 · Pion noir sur case blanche f7 · Pion noir sur case blanche h7 · Cavalier blanc sur case noire f6 · Pion noir sur case blanche g6 · Fou blanc sur case noire h6 · Pion blanc sur case noire a5 · Pion blanc sur case noire f2 · Pion blanc sur case blanche g2 · Pion blanc sur case noire h2 · Roi blanc sur case noire g1 | Tour noire sur case blanche e8 · Roi noir sur case noire h8 · Dame noire sur case noire c7 · Pion noir sur case blanche f7 · Pion noir sur case blanche h7 · Cavalier blanc sur case noire f6 · Pion noir sur case blanche g6 · Fou blanc sur case noire h6 · Pion blanc sur case noire a5 · Pion blanc sur case noire f2 · Pion blanc sur case blanche g2 · Pion blanc sur case noire h2 · Roi blanc sur case noire g1 | Tour noire sur case blanche e8 · Roi noir sur case noire h8 · Dame noire sur case noire c7 · Pion noir sur case blanche f7 · Pion noir sur case blanche h7 · Cavalier blanc sur case noire f6 · Pion noir sur case blanche g6 · Fou blanc sur case noire h6 · Pion blanc sur case noire a5 · Pion blanc sur case noire f2 · Pion blanc sur case blanche g2 · Pion blanc sur case noire h2 · Roi blanc sur case noire g1 | Tour noire sur case blanche e8 · Roi noir sur case noire h8 · Dame noire sur case noire c7 · Pion noir sur case blanche f7 · Pion noir sur case blanche h7 · Cavalier blanc sur case noire f6 · Pion noir sur case blanche g6 · Fou blanc sur case noire h6 · Pion blanc sur case noire a5 · Pion blanc sur case noire f2 · Pion blanc sur case blanche g2 · Pion blanc sur case noire h2 · Roi blanc sur case noire g1 | Tour noire sur case blanche e8 · Roi noir sur case noire h8 · Dame noire sur case noire c7 · Pion noir sur case blanche f7 · Pion noir sur case blanche h7 · Cavalier blanc sur case noire f6 · Pion noir sur case blanche g6 · Fou blanc sur case noire h6 · Pion blanc sur case noire a5 · Pion blanc sur case noire f2 · Pion blanc sur case blanche g2 · Pion blanc sur case noire h2 · Roi blanc sur case noire g1 | 1 |
|   | a | b | c | d | e | f | g | h |   |

On appelle attaque double (ou fourchette) le fait d'attaquer simultanément deux pions ou pièces adverses. On peut parer une attaque mais pas les deux à la fois, donc l'une des deux attaques se réalisera.
Dans le diagramme ci-contre, les Noirs au trait effectuent le mat du couloir par 1...Te1#, mais les Blancs au trait disposent d'une attaque double salvatrice après la pointe de leur combinaison : 1. Fg7+!. Il suit : 1...Rxg7 2. Cxe8+, et la fourchette des Blancs sur la dame et le roi noirs gagne non seulement la tour mais également la dame. La partie est ensuite facilement gagnante pour les Blancs, le roi noir n'étant pas dans le carré du pion a5.

## Attaque à la découverte
Une pièce en se déplaçant découvre une autre pièce à longue portée qui attaque le camp adverse. Dans le petit piège qui suit, le Fou, en donnant échec, découvre la Dame d1 qui prendra la Dame d4: 
1. e4 e6 2. d4 d5 3. e5 (la variante d'avance de la défense française) 3...c5 4. c3 Cc6 5. Cf3 Db6 6. Fd3 (le gambit Milner-Barry) 6...cxd4 7. cxd4 Cxd4? 8. Cxd4 Dxd4?? 9. Fb5+.
Si c'est le roi qui est attaqué par la pièce découverte, on parle d'échec à la découverte. 
Le moulinet en est un exemple élaboré.

## Ouverture de ligne
|   | a | b | c | d | e | f | g | h |   |
| 8 | Roi noir sur case blanche c8 · Tour noire sur case blanche e8 · Fou noir sur case noire f8 · Tour noire sur case noire h8 · Pion noir sur case noire a7 · Pion noir sur case blanche b7 · Pion noir sur case noire c7 · Pion noir sur case noire g7 · Pion noir sur case blanche h7 · Cavalier noir sur case blanche c6 · Dame noire sur case noire f6 · Fou blanc sur case blanche d5 · Fou noir sur case blanche f5 · Pion blanc sur case noire f4 · Pion blanc sur case noire c3 · Fou blanc sur case noire e3 · Dame blanche sur case blanche f3 · Pion blanc sur case blanche a2 · Pion blanc sur case noire b2 · Cavalier blanc sur case noire d2 · Pion blanc sur case noire f2 · Pion blanc sur case noire h2 · Roi blanc sur case noire c1 · Tour blanche sur case blanche d1 · Tour blanche sur case blanche h1 | Roi noir sur case blanche c8 · Tour noire sur case blanche e8 · Fou noir sur case noire f8 · Tour noire sur case noire h8 · Pion noir sur case noire a7 · Pion noir sur case blanche b7 · Pion noir sur case noire c7 · Pion noir sur case noire g7 · Pion noir sur case blanche h7 · Cavalier noir sur case blanche c6 · Dame noire sur case noire f6 · Fou blanc sur case blanche d5 · Fou noir sur case blanche f5 · Pion blanc sur case noire f4 · Pion blanc sur case noire c3 · Fou blanc sur case noire e3 · Dame blanche sur case blanche f3 · Pion blanc sur case blanche a2 · Pion blanc sur case noire b2 · Cavalier blanc sur case noire d2 · Pion blanc sur case noire f2 · Pion blanc sur case noire h2 · Roi blanc sur case noire c1 · Tour blanche sur case blanche d1 · Tour blanche sur case blanche h1 | Roi noir sur case blanche c8 · Tour noire sur case blanche e8 · Fou noir sur case noire f8 · Tour noire sur case noire h8 · Pion noir sur case noire a7 · Pion noir sur case blanche b7 · Pion noir sur case noire c7 · Pion noir sur case noire g7 · Pion noir sur case blanche h7 · Cavalier noir sur case blanche c6 · Dame noire sur case noire f6 · Fou blanc sur case blanche d5 · Fou noir sur case blanche f5 · Pion blanc sur case noire f4 · Pion blanc sur case noire c3 · Fou blanc sur case noire e3 · Dame blanche sur case blanche f3 · Pion blanc sur case blanche a2 · Pion blanc sur case noire b2 · Cavalier blanc sur case noire d2 · Pion blanc sur case noire f2 · Pion blanc sur case noire h2 · Roi blanc sur case noire c1 · Tour blanche sur case blanche d1 · Tour blanche sur case blanche h1 | Roi noir sur case blanche c8 · Tour noire sur case blanche e8 · Fou noir sur case noire f8 · Tour noire sur case noire h8 · Pion noir sur case noire a7 · Pion noir sur case blanche b7 · Pion noir sur case noire c7 · Pion noir sur case noire g7 · Pion noir sur case blanche h7 · Cavalier noir sur case blanche c6 · Dame noire sur case noire f6 · Fou blanc sur case blanche d5 · Fou noir sur case blanche f5 · Pion blanc sur case noire f4 · Pion blanc sur case noire c3 · Fou blanc sur case noire e3 · Dame blanche sur case blanche f3 · Pion blanc sur case blanche a2 · Pion blanc sur case noire b2 · Cavalier blanc sur case noire d2 · Pion blanc sur case noire f2 · Pion blanc sur case noire h2 · Roi blanc sur case noire c1 · Tour blanche sur case blanche d1 · Tour blanche sur case blanche h1 | Roi noir sur case blanche c8 · Tour noire sur case blanche e8 · Fou noir sur case noire f8 · Tour noire sur case noire h8 · Pion noir sur case noire a7 · Pion noir sur case blanche b7 · Pion noir sur case noire c7 · Pion noir sur case noire g7 · Pion noir sur case blanche h7 · Cavalier noir sur case blanche c6 · Dame noire sur case noire f6 · Fou blanc sur case blanche d5 · Fou noir sur case blanche f5 · Pion blanc sur case noire f4 · Pion blanc sur case noire c3 · Fou blanc sur case noire e3 · Dame blanche sur case blanche f3 · Pion blanc sur case blanche a2 · Pion blanc sur case noire b2 · Cavalier blanc sur case noire d2 · Pion blanc sur case noire f2 · Pion blanc sur case noire h2 · Roi blanc sur case noire c1 · Tour blanche sur case blanche d1 · Tour blanche sur case blanche h1 | Roi noir sur case blanche c8 · Tour noire sur case blanche e8 · Fou noir sur case noire f8 · Tour noire sur case noire h8 · Pion noir sur case noire a7 · Pion noir sur case blanche b7 · Pion noir sur case noire c7 · Pion noir sur case noire g7 · Pion noir sur case blanche h7 · Cavalier noir sur case blanche c6 · Dame noire sur case noire f6 · Fou blanc sur case blanche d5 · Fou noir sur case blanche f5 · Pion blanc sur case noire f4 · Pion blanc sur case noire c3 · Fou blanc sur case noire e3 · Dame blanche sur case blanche f3 · Pion blanc sur case blanche a2 · Pion blanc sur case noire b2 · Cavalier blanc sur case noire d2 · Pion blanc sur case noire f2 · Pion blanc sur case noire h2 · Roi blanc sur case noire c1 · Tour blanche sur case blanche d1 · Tour blanche sur case blanche h1 | Roi noir sur case blanche c8 · Tour noire sur case blanche e8 · Fou noir sur case noire f8 · Tour noire sur case noire h8 · Pion noir sur case noire a7 · Pion noir sur case blanche b7 · Pion noir sur case noire c7 · Pion noir sur case noire g7 · Pion noir sur case blanche h7 · Cavalier noir sur case blanche c6 · Dame noire sur case noire f6 · Fou blanc sur case blanche d5 · Fou noir sur case blanche f5 · Pion blanc sur case noire f4 · Pion blanc sur case noire c3 · Fou blanc sur case noire e3 · Dame blanche sur case blanche f3 · Pion blanc sur case blanche a2 · Pion blanc sur case noire b2 · Cavalier blanc sur case noire d2 · Pion blanc sur case noire f2 · Pion blanc sur case noire h2 · Roi blanc sur case noire c1 · Tour blanche sur case blanche d1 · Tour blanche sur case blanche h1 | Roi noir sur case blanche c8 · Tour noire sur case blanche e8 · Fou noir sur case noire f8 · Tour noire sur case noire h8 · Pion noir sur case noire a7 · Pion noir sur case blanche b7 · Pion noir sur case noire c7 · Pion noir sur case noire g7 · Pion noir sur case blanche h7 · Cavalier noir sur case blanche c6 · Dame noire sur case noire f6 · Fou blanc sur case blanche d5 · Fou noir sur case blanche f5 · Pion blanc sur case noire f4 · Pion blanc sur case noire c3 · Fou blanc sur case noire e3 · Dame blanche sur case blanche f3 · Pion blanc sur case blanche a2 · Pion blanc sur case noire b2 · Cavalier blanc sur case noire d2 · Pion blanc sur case noire f2 · Pion blanc sur case noire h2 · Roi blanc sur case noire c1 · Tour blanche sur case blanche d1 · Tour blanche sur case blanche h1 | 8 |
| 7 | Roi noir sur case blanche c8 · Tour noire sur case blanche e8 · Fou noir sur case noire f8 · Tour noire sur case noire h8 · Pion noir sur case noire a7 · Pion noir sur case blanche b7 · Pion noir sur case noire c7 · Pion noir sur case noire g7 · Pion noir sur case blanche h7 · Cavalier noir sur case blanche c6 · Dame noire sur case noire f6 · Fou blanc sur case blanche d5 · Fou noir sur case blanche f5 · Pion blanc sur case noire f4 · Pion blanc sur case noire c3 · Fou blanc sur case noire e3 · Dame blanche sur case blanche f3 · Pion blanc sur case blanche a2 · Pion blanc sur case noire b2 · Cavalier blanc sur case noire d2 · Pion blanc sur case noire f2 · Pion blanc sur case noire h2 · Roi blanc sur case noire c1 · Tour blanche sur case blanche d1 · Tour blanche sur case blanche h1 | Roi noir sur case blanche c8 · Tour noire sur case blanche e8 · Fou noir sur case noire f8 · Tour noire sur case noire h8 · Pion noir sur case noire a7 · Pion noir sur case blanche b7 · Pion noir sur case noire c7 · Pion noir sur case noire g7 · Pion noir sur case blanche h7 · Cavalier noir sur case blanche c6 · Dame noire sur case noire f6 · Fou blanc sur case blanche d5 · Fou noir sur case blanche f5 · Pion blanc sur case noire f4 · Pion blanc sur case noire c3 · Fou blanc sur case noire e3 · Dame blanche sur case blanche f3 · Pion blanc sur case blanche a2 · Pion blanc sur case noire b2 · Cavalier blanc sur case noire d2 · Pion blanc sur case noire f2 · Pion blanc sur case noire h2 · Roi blanc sur case noire c1 · Tour blanche sur case blanche d1 · Tour blanche sur case blanche h1 | Roi noir sur case blanche c8 · Tour noire sur case blanche e8 · Fou noir sur case noire f8 · Tour noire sur case noire h8 · Pion noir sur case noire a7 · Pion noir sur case blanche b7 · Pion noir sur case noire c7 · Pion noir sur case noire g7 · Pion noir sur case blanche h7 · Cavalier noir sur case blanche c6 · Dame noire sur case noire f6 · Fou blanc sur case blanche d5 · Fou noir sur case blanche f5 · Pion blanc sur case noire f4 · Pion blanc sur case noire c3 · Fou blanc sur case noire e3 · Dame blanche sur case blanche f3 · Pion blanc sur case blanche a2 · Pion blanc sur case noire b2 · Cavalier blanc sur case noire d2 · Pion blanc sur case noire f2 · Pion blanc sur case noire h2 · Roi blanc sur case noire c1 · Tour blanche sur case blanche d1 · Tour blanche sur case blanche h1 | Roi noir sur case blanche c8 · Tour noire sur case blanche e8 · Fou noir sur case noire f8 · Tour noire sur case noire h8 · Pion noir sur case noire a7 · Pion noir sur case blanche b7 · Pion noir sur case noire c7 · Pion noir sur case noire g7 · Pion noir sur case blanche h7 · Cavalier noir sur case blanche c6 · Dame noire sur case noire f6 · Fou blanc sur case blanche d5 · Fou noir sur case blanche f5 · Pion blanc sur case noire f4 · Pion blanc sur case noire c3 · Fou blanc sur case noire e3 · Dame blanche sur case blanche f3 · Pion blanc sur case blanche a2 · Pion blanc sur case noire b2 · Cavalier blanc sur case noire d2 · Pion blanc sur case noire f2 · Pion blanc sur case noire h2 · Roi blanc sur case noire c1 · Tour blanche sur case blanche d1 · Tour blanche sur case blanche h1 | Roi noir sur case blanche c8 · Tour noire sur case blanche e8 · Fou noir sur case noire f8 · Tour noire sur case noire h8 · Pion noir sur case noire a7 · Pion noir sur case blanche b7 · Pion noir sur case noire c7 · Pion noir sur case noire g7 · Pion noir sur case blanche h7 · Cavalier noir sur case blanche c6 · Dame noire sur case noire f6 · Fou blanc sur case blanche d5 · Fou noir sur case blanche f5 · Pion blanc sur case noire f4 · Pion blanc sur case noire c3 · Fou blanc sur case noire e3 · Dame blanche sur case blanche f3 · Pion blanc sur case blanche a2 · Pion blanc sur case noire b2 · Cavalier blanc sur case noire d2 · Pion blanc sur case noire f2 · Pion blanc sur case noire h2 · Roi blanc sur case noire c1 · Tour blanche sur case blanche d1 · Tour blanche sur case blanche h1 | Roi noir sur case blanche c8 · Tour noire sur case blanche e8 · Fou noir sur case noire f8 · Tour noire sur case noire h8 · Pion noir sur case noire a7 · Pion noir sur case blanche b7 · Pion noir sur case noire c7 · Pion noir sur case noire g7 · Pion noir sur case blanche h7 · Cavalier noir sur case blanche c6 · Dame noire sur case noire f6 · Fou blanc sur case blanche d5 · Fou noir sur case blanche f5 · Pion blanc sur case noire f4 · Pion blanc sur case noire c3 · Fou blanc sur case noire e3 · Dame blanche sur case blanche f3 · Pion blanc sur case blanche a2 · Pion blanc sur case noire b2 · Cavalier blanc sur case noire d2 · Pion blanc sur case noire f2 · Pion blanc sur case noire h2 · Roi blanc sur case noire c1 · Tour blanche sur case blanche d1 · Tour blanche sur case blanche h1 | Roi noir sur case blanche c8 · Tour noire sur case blanche e8 · Fou noir sur case noire f8 · Tour noire sur case noire h8 · Pion noir sur case noire a7 · Pion noir sur case blanche b7 · Pion noir sur case noire c7 · Pion noir sur case noire g7 · Pion noir sur case blanche h7 · Cavalier noir sur case blanche c6 · Dame noire sur case noire f6 · Fou blanc sur case blanche d5 · Fou noir sur case blanche f5 · Pion blanc sur case noire f4 · Pion blanc sur case noire c3 · Fou blanc sur case noire e3 · Dame blanche sur case blanche f3 · Pion blanc sur case blanche a2 · Pion blanc sur case noire b2 · Cavalier blanc sur case noire d2 · Pion blanc sur case noire f2 · Pion blanc sur case noire h2 · Roi blanc sur case noire c1 · Tour blanche sur case blanche d1 · Tour blanche sur case blanche h1 | Roi noir sur case blanche c8 · Tour noire sur case blanche e8 · Fou noir sur case noire f8 · Tour noire sur case noire h8 · Pion noir sur case noire a7 · Pion noir sur case blanche b7 · Pion noir sur case noire c7 · Pion noir sur case noire g7 · Pion noir sur case blanche h7 · Cavalier noir sur case blanche c6 · Dame noire sur case noire f6 · Fou blanc sur case blanche d5 · Fou noir sur case blanche f5 · Pion blanc sur case noire f4 · Pion blanc sur case noire c3 · Fou blanc sur case noire e3 · Dame blanche sur case blanche f3 · Pion blanc sur case blanche a2 · Pion blanc sur case noire b2 · Cavalier blanc sur case noire d2 · Pion blanc sur case noire f2 · Pion blanc sur case noire h2 · Roi blanc sur case noire c1 · Tour blanche sur case blanche d1 · Tour blanche sur case blanche h1 | 7 |
| 6 | Roi noir sur case blanche c8 · Tour noire sur case blanche e8 · Fou noir sur case noire f8 · Tour noire sur case noire h8 · Pion noir sur case noire a7 · Pion noir sur case blanche b7 · Pion noir sur case noire c7 · Pion noir sur case noire g7 · Pion noir sur case blanche h7 · Cavalier noir sur case blanche c6 · Dame noire sur case noire f6 · Fou blanc sur case blanche d5 · Fou noir sur case blanche f5 · Pion blanc sur case noire f4 · Pion blanc sur case noire c3 · Fou blanc sur case noire e3 · Dame blanche sur case blanche f3 · Pion blanc sur case blanche a2 · Pion blanc sur case noire b2 · Cavalier blanc sur case noire d2 · Pion blanc sur case noire f2 · Pion blanc sur case noire h2 · Roi blanc sur case noire c1 · Tour blanche sur case blanche d1 · Tour blanche sur case blanche h1 | Roi noir sur case blanche c8 · Tour noire sur case blanche e8 · Fou noir sur case noire f8 · Tour noire sur case noire h8 · Pion noir sur case noire a7 · Pion noir sur case blanche b7 · Pion noir sur case noire c7 · Pion noir sur case noire g7 · Pion noir sur case blanche h7 · Cavalier noir sur case blanche c6 · Dame noire sur case noire f6 · Fou blanc sur case blanche d5 · Fou noir sur case blanche f5 · Pion blanc sur case noire f4 · Pion blanc sur case noire c3 · Fou blanc sur case noire e3 · Dame blanche sur case blanche f3 · Pion blanc sur case blanche a2 · Pion blanc sur case noire b2 · Cavalier blanc sur case noire d2 · Pion blanc sur case noire f2 · Pion blanc sur case noire h2 · Roi blanc sur case noire c1 · Tour blanche sur case blanche d1 · Tour blanche sur case blanche h1 | Roi noir sur case blanche c8 · Tour noire sur case blanche e8 · Fou noir sur case noire f8 · Tour noire sur case noire h8 · Pion noir sur case noire a7 · Pion noir sur case blanche b7 · Pion noir sur case noire c7 · Pion noir sur case noire g7 · Pion noir sur case blanche h7 · Cavalier noir sur case blanche c6 · Dame noire sur case noire f6 · Fou blanc sur case blanche d5 · Fou noir sur case blanche f5 · Pion blanc sur case noire f4 · Pion blanc sur case noire c3 · Fou blanc sur case noire e3 · Dame blanche sur case blanche f3 · Pion blanc sur case blanche a2 · Pion blanc sur case noire b2 · Cavalier blanc sur case noire d2 · Pion blanc sur case noire f2 · Pion blanc sur case noire h2 · Roi blanc sur case noire c1 · Tour blanche sur case blanche d1 · Tour blanche sur case blanche h1 | Roi noir sur case blanche c8 · Tour noire sur case blanche e8 · Fou noir sur case noire f8 · Tour noire sur case noire h8 · Pion noir sur case noire a7 · Pion noir sur case blanche b7 · Pion noir sur case noire c7 · Pion noir sur case noire g7 · Pion noir sur case blanche h7 · Cavalier noir sur case blanche c6 · Dame noire sur case noire f6 · Fou blanc sur case blanche d5 · Fou noir sur case blanche f5 · Pion blanc sur case noire f4 · Pion blanc sur case noire c3 · Fou blanc sur case noire e3 · Dame blanche sur case blanche f3 · Pion blanc sur case blanche a2 · Pion blanc sur case noire b2 · Cavalier blanc sur case noire d2 · Pion blanc sur case noire f2 · Pion blanc sur case noire h2 · Roi blanc sur case noire c1 · Tour blanche sur case blanche d1 · Tour blanche sur case blanche h1 | Roi noir sur case blanche c8 · Tour noire sur case blanche e8 · Fou noir sur case noire f8 · Tour noire sur case noire h8 · Pion noir sur case noire a7 · Pion noir sur case blanche b7 · Pion noir sur case noire c7 · Pion noir sur case noire g7 · Pion noir sur case blanche h7 · Cavalier noir sur case blanche c6 · Dame noire sur case noire f6 · Fou blanc sur case blanche d5 · Fou noir sur case blanche f5 · Pion blanc sur case noire f4 · Pion blanc sur case noire c3 · Fou blanc sur case noire e3 · Dame blanche sur case blanche f3 · Pion blanc sur case blanche a2 · Pion blanc sur case noire b2 · Cavalier blanc sur case noire d2 · Pion blanc sur case noire f2 · Pion blanc sur case noire h2 · Roi blanc sur case noire c1 · Tour blanche sur case blanche d1 · Tour blanche sur case blanche h1 | Roi noir sur case blanche c8 · Tour noire sur case blanche e8 · Fou noir sur case noire f8 · Tour noire sur case noire h8 · Pion noir sur case noire a7 · Pion noir sur case blanche b7 · Pion noir sur case noire c7 · Pion noir sur case noire g7 · Pion noir sur case blanche h7 · Cavalier noir sur case blanche c6 · Dame noire sur case noire f6 · Fou blanc sur case blanche d5 · Fou noir sur case blanche f5 · Pion blanc sur case noire f4 · Pion blanc sur case noire c3 · Fou blanc sur case noire e3 · Dame blanche sur case blanche f3 · Pion blanc sur case blanche a2 · Pion blanc sur case noire b2 · Cavalier blanc sur case noire d2 · Pion blanc sur case noire f2 · Pion blanc sur case noire h2 · Roi blanc sur case noire c1 · Tour blanche sur case blanche d1 · Tour blanche sur case blanche h1 | Roi noir sur case blanche c8 · Tour noire sur case blanche e8 · Fou noir sur case noire f8 · Tour noire sur case noire h8 · Pion noir sur case noire a7 · Pion noir sur case blanche b7 · Pion noir sur case noire c7 · Pion noir sur case noire g7 · Pion noir sur case blanche h7 · Cavalier noir sur case blanche c6 · Dame noire sur case noire f6 · Fou blanc sur case blanche d5 · Fou noir sur case blanche f5 · Pion blanc sur case noire f4 · Pion blanc sur case noire c3 · Fou blanc sur case noire e3 · Dame blanche sur case blanche f3 · Pion blanc sur case blanche a2 · Pion blanc sur case noire b2 · Cavalier blanc sur case noire d2 · Pion blanc sur case noire f2 · Pion blanc sur case noire h2 · Roi blanc sur case noire c1 · Tour blanche sur case blanche d1 · Tour blanche sur case blanche h1 | Roi noir sur case blanche c8 · Tour noire sur case blanche e8 · Fou noir sur case noire f8 · Tour noire sur case noire h8 · Pion noir sur case noire a7 · Pion noir sur case blanche b7 · Pion noir sur case noire c7 · Pion noir sur case noire g7 · Pion noir sur case blanche h7 · Cavalier noir sur case blanche c6 · Dame noire sur case noire f6 · Fou blanc sur case blanche d5 · Fou noir sur case blanche f5 · Pion blanc sur case noire f4 · Pion blanc sur case noire c3 · Fou blanc sur case noire e3 · Dame blanche sur case blanche f3 · Pion blanc sur case blanche a2 · Pion blanc sur case noire b2 · Cavalier blanc sur case noire d2 · Pion blanc sur case noire f2 · Pion blanc sur case noire h2 · Roi blanc sur case noire c1 · Tour blanche sur case blanche d1 · Tour blanche sur case blanche h1 | 6 |
| 5 | Roi noir sur case blanche c8 · Tour noire sur case blanche e8 · Fou noir sur case noire f8 · Tour noire sur case noire h8 · Pion noir sur case noire a7 · Pion noir sur case blanche b7 · Pion noir sur case noire c7 · Pion noir sur case noire g7 · Pion noir sur case blanche h7 · Cavalier noir sur case blanche c6 · Dame noire sur case noire f6 · Fou blanc sur case blanche d5 · Fou noir sur case blanche f5 · Pion blanc sur case noire f4 · Pion blanc sur case noire c3 · Fou blanc sur case noire e3 · Dame blanche sur case blanche f3 · Pion blanc sur case blanche a2 · Pion blanc sur case noire b2 · Cavalier blanc sur case noire d2 · Pion blanc sur case noire f2 · Pion blanc sur case noire h2 · Roi blanc sur case noire c1 · Tour blanche sur case blanche d1 · Tour blanche sur case blanche h1 | Roi noir sur case blanche c8 · Tour noire sur case blanche e8 · Fou noir sur case noire f8 · Tour noire sur case noire h8 · Pion noir sur case noire a7 · Pion noir sur case blanche b7 · Pion noir sur case noire c7 · Pion noir sur case noire g7 · Pion noir sur case blanche h7 · Cavalier noir sur case blanche c6 · Dame noire sur case noire f6 · Fou blanc sur case blanche d5 · Fou noir sur case blanche f5 · Pion blanc sur case noire f4 · Pion blanc sur case noire c3 · Fou blanc sur case noire e3 · Dame blanche sur case blanche f3 · Pion blanc sur case blanche a2 · Pion blanc sur case noire b2 · Cavalier blanc sur case noire d2 · Pion blanc sur case noire f2 · Pion blanc sur case noire h2 · Roi blanc sur case noire c1 · Tour blanche sur case blanche d1 · Tour blanche sur case blanche h1 | Roi noir sur case blanche c8 · Tour noire sur case blanche e8 · Fou noir sur case noire f8 · Tour noire sur case noire h8 · Pion noir sur case noire a7 · Pion noir sur case blanche b7 · Pion noir sur case noire c7 · Pion noir sur case noire g7 · Pion noir sur case blanche h7 · Cavalier noir sur case blanche c6 · Dame noire sur case noire f6 · Fou blanc sur case blanche d5 · Fou noir sur case blanche f5 · Pion blanc sur case noire f4 · Pion blanc sur case noire c3 · Fou blanc sur case noire e3 · Dame blanche sur case blanche f3 · Pion blanc sur case blanche a2 · Pion blanc sur case noire b2 · Cavalier blanc sur case noire d2 · Pion blanc sur case noire f2 · Pion blanc sur case noire h2 · Roi blanc sur case noire c1 · Tour blanche sur case blanche d1 · Tour blanche sur case blanche h1 | Roi noir sur case blanche c8 · Tour noire sur case blanche e8 · Fou noir sur case noire f8 · Tour noire sur case noire h8 · Pion noir sur case noire a7 · Pion noir sur case blanche b7 · Pion noir sur case noire c7 · Pion noir sur case noire g7 · Pion noir sur case blanche h7 · Cavalier noir sur case blanche c6 · Dame noire sur case noire f6 · Fou blanc sur case blanche d5 · Fou noir sur case blanche f5 · Pion blanc sur case noire f4 · Pion blanc sur case noire c3 · Fou blanc sur case noire e3 · Dame blanche sur case blanche f3 · Pion blanc sur case blanche a2 · Pion blanc sur case noire b2 · Cavalier blanc sur case noire d2 · Pion blanc sur case noire f2 · Pion blanc sur case noire h2 · Roi blanc sur case noire c1 · Tour blanche sur case blanche d1 · Tour blanche sur case blanche h1 | Roi noir sur case blanche c8 · Tour noire sur case blanche e8 · Fou noir sur case noire f8 · Tour noire sur case noire h8 · Pion noir sur case noire a7 · Pion noir sur case blanche b7 · Pion noir sur case noire c7 · Pion noir sur case noire g7 · Pion noir sur case blanche h7 · Cavalier noir sur case blanche c6 · Dame noire sur case noire f6 · Fou blanc sur case blanche d5 · Fou noir sur case blanche f5 · Pion blanc sur case noire f4 · Pion blanc sur case noire c3 · Fou blanc sur case noire e3 · Dame blanche sur case blanche f3 · Pion blanc sur case blanche a2 · Pion blanc sur case noire b2 · Cavalier blanc sur case noire d2 · Pion blanc sur case noire f2 · Pion blanc sur case noire h2 · Roi blanc sur case noire c1 · Tour blanche sur case blanche d1 · Tour blanche sur case blanche h1 | Roi noir sur case blanche c8 · Tour noire sur case blanche e8 · Fou noir sur case noire f8 · Tour noire sur case noire h8 · Pion noir sur case noire a7 · Pion noir sur case blanche b7 · Pion noir sur case noire c7 · Pion noir sur case noire g7 · Pion noir sur case blanche h7 · Cavalier noir sur case blanche c6 · Dame noire sur case noire f6 · Fou blanc sur case blanche d5 · Fou noir sur case blanche f5 · Pion blanc sur case noire f4 · Pion blanc sur case noire c3 · Fou blanc sur case noire e3 · Dame blanche sur case blanche f3 · Pion blanc sur case blanche a2 · Pion blanc sur case noire b2 · Cavalier blanc sur case noire d2 · Pion blanc sur case noire f2 · Pion blanc sur case noire h2 · Roi blanc sur case noire c1 · Tour blanche sur case blanche d1 · Tour blanche sur case blanche h1 | Roi noir sur case blanche c8 · Tour noire sur case blanche e8 · Fou noir sur case noire f8 · Tour noire sur case noire h8 · Pion noir sur case noire a7 · Pion noir sur case blanche b7 · Pion noir sur case noire c7 · Pion noir sur case noire g7 · Pion noir sur case blanche h7 · Cavalier noir sur case blanche c6 · Dame noire sur case noire f6 · Fou blanc sur case blanche d5 · Fou noir sur case blanche f5 · Pion blanc sur case noire f4 · Pion blanc sur case noire c3 · Fou blanc sur case noire e3 · Dame blanche sur case blanche f3 · Pion blanc sur case blanche a2 · Pion blanc sur case noire b2 · Cavalier blanc sur case noire d2 · Pion blanc sur case noire f2 · Pion blanc sur case noire h2 · Roi blanc sur case noire c1 · Tour blanche sur case blanche d1 · Tour blanche sur case blanche h1 | Roi noir sur case blanche c8 · Tour noire sur case blanche e8 · Fou noir sur case noire f8 · Tour noire sur case noire h8 · Pion noir sur case noire a7 · Pion noir sur case blanche b7 · Pion noir sur case noire c7 · Pion noir sur case noire g7 · Pion noir sur case blanche h7 · Cavalier noir sur case blanche c6 · Dame noire sur case noire f6 · Fou blanc sur case blanche d5 · Fou noir sur case blanche f5 · Pion blanc sur case noire f4 · Pion blanc sur case noire c3 · Fou blanc sur case noire e3 · Dame blanche sur case blanche f3 · Pion blanc sur case blanche a2 · Pion blanc sur case noire b2 · Cavalier blanc sur case noire d2 · Pion blanc sur case noire f2 · Pion blanc sur case noire h2 · Roi blanc sur case noire c1 · Tour blanche sur case blanche d1 · Tour blanche sur case blanche h1 | 5 |
| 4 | Roi noir sur case blanche c8 · Tour noire sur case blanche e8 · Fou noir sur case noire f8 · Tour noire sur case noire h8 · Pion noir sur case noire a7 · Pion noir sur case blanche b7 · Pion noir sur case noire c7 · Pion noir sur case noire g7 · Pion noir sur case blanche h7 · Cavalier noir sur case blanche c6 · Dame noire sur case noire f6 · Fou blanc sur case blanche d5 · Fou noir sur case blanche f5 · Pion blanc sur case noire f4 · Pion blanc sur case noire c3 · Fou blanc sur case noire e3 · Dame blanche sur case blanche f3 · Pion blanc sur case blanche a2 · Pion blanc sur case noire b2 · Cavalier blanc sur case noire d2 · Pion blanc sur case noire f2 · Pion blanc sur case noire h2 · Roi blanc sur case noire c1 · Tour blanche sur case blanche d1 · Tour blanche sur case blanche h1 | Roi noir sur case blanche c8 · Tour noire sur case blanche e8 · Fou noir sur case noire f8 · Tour noire sur case noire h8 · Pion noir sur case noire a7 · Pion noir sur case blanche b7 · Pion noir sur case noire c7 · Pion noir sur case noire g7 · Pion noir sur case blanche h7 · Cavalier noir sur case blanche c6 · Dame noire sur case noire f6 · Fou blanc sur case blanche d5 · Fou noir sur case blanche f5 · Pion blanc sur case noire f4 · Pion blanc sur case noire c3 · Fou blanc sur case noire e3 · Dame blanche sur case blanche f3 · Pion blanc sur case blanche a2 · Pion blanc sur case noire b2 · Cavalier blanc sur case noire d2 · Pion blanc sur case noire f2 · Pion blanc sur case noire h2 · Roi blanc sur case noire c1 · Tour blanche sur case blanche d1 · Tour blanche sur case blanche h1 | Roi noir sur case blanche c8 · Tour noire sur case blanche e8 · Fou noir sur case noire f8 · Tour noire sur case noire h8 · Pion noir sur case noire a7 · Pion noir sur case blanche b7 · Pion noir sur case noire c7 · Pion noir sur case noire g7 · Pion noir sur case blanche h7 · Cavalier noir sur case blanche c6 · Dame noire sur case noire f6 · Fou blanc sur case blanche d5 · Fou noir sur case blanche f5 · Pion blanc sur case noire f4 · Pion blanc sur case noire c3 · Fou blanc sur case noire e3 · Dame blanche sur case blanche f3 · Pion blanc sur case blanche a2 · Pion blanc sur case noire b2 · Cavalier blanc sur case noire d2 · Pion blanc sur case noire f2 · Pion blanc sur case noire h2 · Roi blanc sur case noire c1 · Tour blanche sur case blanche d1 · Tour blanche sur case blanche h1 | Roi noir sur case blanche c8 · Tour noire sur case blanche e8 · Fou noir sur case noire f8 · Tour noire sur case noire h8 · Pion noir sur case noire a7 · Pion noir sur case blanche b7 · Pion noir sur case noire c7 · Pion noir sur case noire g7 · Pion noir sur case blanche h7 · Cavalier noir sur case blanche c6 · Dame noire sur case noire f6 · Fou blanc sur case blanche d5 · Fou noir sur case blanche f5 · Pion blanc sur case noire f4 · Pion blanc sur case noire c3 · Fou blanc sur case noire e3 · Dame blanche sur case blanche f3 · Pion blanc sur case blanche a2 · Pion blanc sur case noire b2 · Cavalier blanc sur case noire d2 · Pion blanc sur case noire f2 · Pion blanc sur case noire h2 · Roi blanc sur case noire c1 · Tour blanche sur case blanche d1 · Tour blanche sur case blanche h1 | Roi noir sur case blanche c8 · Tour noire sur case blanche e8 · Fou noir sur case noire f8 · Tour noire sur case noire h8 · Pion noir sur case noire a7 · Pion noir sur case blanche b7 · Pion noir sur case noire c7 · Pion noir sur case noire g7 · Pion noir sur case blanche h7 · Cavalier noir sur case blanche c6 · Dame noire sur case noire f6 · Fou blanc sur case blanche d5 · Fou noir sur case blanche f5 · Pion blanc sur case noire f4 · Pion blanc sur case noire c3 · Fou blanc sur case noire e3 · Dame blanche sur case blanche f3 · Pion blanc sur case blanche a2 · Pion blanc sur case noire b2 · Cavalier blanc sur case noire d2 · Pion blanc sur case noire f2 · Pion blanc sur case noire h2 · Roi blanc sur case noire c1 · Tour blanche sur case blanche d1 · Tour blanche sur case blanche h1 | Roi noir sur case blanche c8 · Tour noire sur case blanche e8 · Fou noir sur case noire f8 · Tour noire sur case noire h8 · Pion noir sur case noire a7 · Pion noir sur case blanche b7 · Pion noir sur case noire c7 · Pion noir sur case noire g7 · Pion noir sur case blanche h7 · Cavalier noir sur case blanche c6 · Dame noire sur case noire f6 · Fou blanc sur case blanche d5 · Fou noir sur case blanche f5 · Pion blanc sur case noire f4 · Pion blanc sur case noire c3 · Fou blanc sur case noire e3 · Dame blanche sur case blanche f3 · Pion blanc sur case blanche a2 · Pion blanc sur case noire b2 · Cavalier blanc sur case noire d2 · Pion blanc sur case noire f2 · Pion blanc sur case noire h2 · Roi blanc sur case noire c1 · Tour blanche sur case blanche d1 · Tour blanche sur case blanche h1 | Roi noir sur case blanche c8 · Tour noire sur case blanche e8 · Fou noir sur case noire f8 · Tour noire sur case noire h8 · Pion noir sur case noire a7 · Pion noir sur case blanche b7 · Pion noir sur case noire c7 · Pion noir sur case noire g7 · Pion noir sur case blanche h7 · Cavalier noir sur case blanche c6 · Dame noire sur case noire f6 · Fou blanc sur case blanche d5 · Fou noir sur case blanche f5 · Pion blanc sur case noire f4 · Pion blanc sur case noire c3 · Fou blanc sur case noire e3 · Dame blanche sur case blanche f3 · Pion blanc sur case blanche a2 · Pion blanc sur case noire b2 · Cavalier blanc sur case noire d2 · Pion blanc sur case noire f2 · Pion blanc sur case noire h2 · Roi blanc sur case noire c1 · Tour blanche sur case blanche d1 · Tour blanche sur case blanche h1 | Roi noir sur case blanche c8 · Tour noire sur case blanche e8 · Fou noir sur case noire f8 · Tour noire sur case noire h8 · Pion noir sur case noire a7 · Pion noir sur case blanche b7 · Pion noir sur case noire c7 · Pion noir sur case noire g7 · Pion noir sur case blanche h7 · Cavalier noir sur case blanche c6 · Dame noire sur case noire f6 · Fou blanc sur case blanche d5 · Fou noir sur case blanche f5 · Pion blanc sur case noire f4 · Pion blanc sur case noire c3 · Fou blanc sur case noire e3 · Dame blanche sur case blanche f3 · Pion blanc sur case blanche a2 · Pion blanc sur case noire b2 · Cavalier blanc sur case noire d2 · Pion blanc sur case noire f2 · Pion blanc sur case noire h2 · Roi blanc sur case noire c1 · Tour blanche sur case blanche d1 · Tour blanche sur case blanche h1 | 4 |
| 3 | Roi noir sur case blanche c8 · Tour noire sur case blanche e8 · Fou noir sur case noire f8 · Tour noire sur case noire h8 · Pion noir sur case noire a7 · Pion noir sur case blanche b7 · Pion noir sur case noire c7 · Pion noir sur case noire g7 · Pion noir sur case blanche h7 · Cavalier noir sur case blanche c6 · Dame noire sur case noire f6 · Fou blanc sur case blanche d5 · Fou noir sur case blanche f5 · Pion blanc sur case noire f4 · Pion blanc sur case noire c3 · Fou blanc sur case noire e3 · Dame blanche sur case blanche f3 · Pion blanc sur case blanche a2 · Pion blanc sur case noire b2 · Cavalier blanc sur case noire d2 · Pion blanc sur case noire f2 · Pion blanc sur case noire h2 · Roi blanc sur case noire c1 · Tour blanche sur case blanche d1 · Tour blanche sur case blanche h1 | Roi noir sur case blanche c8 · Tour noire sur case blanche e8 · Fou noir sur case noire f8 · Tour noire sur case noire h8 · Pion noir sur case noire a7 · Pion noir sur case blanche b7 · Pion noir sur case noire c7 · Pion noir sur case noire g7 · Pion noir sur case blanche h7 · Cavalier noir sur case blanche c6 · Dame noire sur case noire f6 · Fou blanc sur case blanche d5 · Fou noir sur case blanche f5 · Pion blanc sur case noire f4 · Pion blanc sur case noire c3 · Fou blanc sur case noire e3 · Dame blanche sur case blanche f3 · Pion blanc sur case blanche a2 · Pion blanc sur case noire b2 · Cavalier blanc sur case noire d2 · Pion blanc sur case noire f2 · Pion blanc sur case noire h2 · Roi blanc sur case noire c1 · Tour blanche sur case blanche d1 · Tour blanche sur case blanche h1 | Roi noir sur case blanche c8 · Tour noire sur case blanche e8 · Fou noir sur case noire f8 · Tour noire sur case noire h8 · Pion noir sur case noire a7 · Pion noir sur case blanche b7 · Pion noir sur case noire c7 · Pion noir sur case noire g7 · Pion noir sur case blanche h7 · Cavalier noir sur case blanche c6 · Dame noire sur case noire f6 · Fou blanc sur case blanche d5 · Fou noir sur case blanche f5 · Pion blanc sur case noire f4 · Pion blanc sur case noire c3 · Fou blanc sur case noire e3 · Dame blanche sur case blanche f3 · Pion blanc sur case blanche a2 · Pion blanc sur case noire b2 · Cavalier blanc sur case noire d2 · Pion blanc sur case noire f2 · Pion blanc sur case noire h2 · Roi blanc sur case noire c1 · Tour blanche sur case blanche d1 · Tour blanche sur case blanche h1 | Roi noir sur case blanche c8 · Tour noire sur case blanche e8 · Fou noir sur case noire f8 · Tour noire sur case noire h8 · Pion noir sur case noire a7 · Pion noir sur case blanche b7 · Pion noir sur case noire c7 · Pion noir sur case noire g7 · Pion noir sur case blanche h7 · Cavalier noir sur case blanche c6 · Dame noire sur case noire f6 · Fou blanc sur case blanche d5 · Fou noir sur case blanche f5 · Pion blanc sur case noire f4 · Pion blanc sur case noire c3 · Fou blanc sur case noire e3 · Dame blanche sur case blanche f3 · Pion blanc sur case blanche a2 · Pion blanc sur case noire b2 · Cavalier blanc sur case noire d2 · Pion blanc sur case noire f2 · Pion blanc sur case noire h2 · Roi blanc sur case noire c1 · Tour blanche sur case blanche d1 · Tour blanche sur case blanche h1 | Roi noir sur case blanche c8 · Tour noire sur case blanche e8 · Fou noir sur case noire f8 · Tour noire sur case noire h8 · Pion noir sur case noire a7 · Pion noir sur case blanche b7 · Pion noir sur case noire c7 · Pion noir sur case noire g7 · Pion noir sur case blanche h7 · Cavalier noir sur case blanche c6 · Dame noire sur case noire f6 · Fou blanc sur case blanche d5 · Fou noir sur case blanche f5 · Pion blanc sur case noire f4 · Pion blanc sur case noire c3 · Fou blanc sur case noire e3 · Dame blanche sur case blanche f3 · Pion blanc sur case blanche a2 · Pion blanc sur case noire b2 · Cavalier blanc sur case noire d2 · Pion blanc sur case noire f2 · Pion blanc sur case noire h2 · Roi blanc sur case noire c1 · Tour blanche sur case blanche d1 · Tour blanche sur case blanche h1 | Roi noir sur case blanche c8 · Tour noire sur case blanche e8 · Fou noir sur case noire f8 · Tour noire sur case noire h8 · Pion noir sur case noire a7 · Pion noir sur case blanche b7 · Pion noir sur case noire c7 · Pion noir sur case noire g7 · Pion noir sur case blanche h7 · Cavalier noir sur case blanche c6 · Dame noire sur case noire f6 · Fou blanc sur case blanche d5 · Fou noir sur case blanche f5 · Pion blanc sur case noire f4 · Pion blanc sur case noire c3 · Fou blanc sur case noire e3 · Dame blanche sur case blanche f3 · Pion blanc sur case blanche a2 · Pion blanc sur case noire b2 · Cavalier blanc sur case noire d2 · Pion blanc sur case noire f2 · Pion blanc sur case noire h2 · Roi blanc sur case noire c1 · Tour blanche sur case blanche d1 · Tour blanche sur case blanche h1 | Roi noir sur case blanche c8 · Tour noire sur case blanche e8 · Fou noir sur case noire f8 · Tour noire sur case noire h8 · Pion noir sur case noire a7 · Pion noir sur case blanche b7 · Pion noir sur case noire c7 · Pion noir sur case noire g7 · Pion noir sur case blanche h7 · Cavalier noir sur case blanche c6 · Dame noire sur case noire f6 · Fou blanc sur case blanche d5 · Fou noir sur case blanche f5 · Pion blanc sur case noire f4 · Pion blanc sur case noire c3 · Fou blanc sur case noire e3 · Dame blanche sur case blanche f3 · Pion blanc sur case blanche a2 · Pion blanc sur case noire b2 · Cavalier blanc sur case noire d2 · Pion blanc sur case noire f2 · Pion blanc sur case noire h2 · Roi blanc sur case noire c1 · Tour blanche sur case blanche d1 · Tour blanche sur case blanche h1 | Roi noir sur case blanche c8 · Tour noire sur case blanche e8 · Fou noir sur case noire f8 · Tour noire sur case noire h8 · Pion noir sur case noire a7 · Pion noir sur case blanche b7 · Pion noir sur case noire c7 · Pion noir sur case noire g7 · Pion noir sur case blanche h7 · Cavalier noir sur case blanche c6 · Dame noire sur case noire f6 · Fou blanc sur case blanche d5 · Fou noir sur case blanche f5 · Pion blanc sur case noire f4 · Pion blanc sur case noire c3 · Fou blanc sur case noire e3 · Dame blanche sur case blanche f3 · Pion blanc sur case blanche a2 · Pion blanc sur case noire b2 · Cavalier blanc sur case noire d2 · Pion blanc sur case noire f2 · Pion blanc sur case noire h2 · Roi blanc sur case noire c1 · Tour blanche sur case blanche d1 · Tour blanche sur case blanche h1 | 3 |
| 2 | Roi noir sur case blanche c8 · Tour noire sur case blanche e8 · Fou noir sur case noire f8 · Tour noire sur case noire h8 · Pion noir sur case noire a7 · Pion noir sur case blanche b7 · Pion noir sur case noire c7 · Pion noir sur case noire g7 · Pion noir sur case blanche h7 · Cavalier noir sur case blanche c6 · Dame noire sur case noire f6 · Fou blanc sur case blanche d5 · Fou noir sur case blanche f5 · Pion blanc sur case noire f4 · Pion blanc sur case noire c3 · Fou blanc sur case noire e3 · Dame blanche sur case blanche f3 · Pion blanc sur case blanche a2 · Pion blanc sur case noire b2 · Cavalier blanc sur case noire d2 · Pion blanc sur case noire f2 · Pion blanc sur case noire h2 · Roi blanc sur case noire c1 · Tour blanche sur case blanche d1 · Tour blanche sur case blanche h1 | Roi noir sur case blanche c8 · Tour noire sur case blanche e8 · Fou noir sur case noire f8 · Tour noire sur case noire h8 · Pion noir sur case noire a7 · Pion noir sur case blanche b7 · Pion noir sur case noire c7 · Pion noir sur case noire g7 · Pion noir sur case blanche h7 · Cavalier noir sur case blanche c6 · Dame noire sur case noire f6 · Fou blanc sur case blanche d5 · Fou noir sur case blanche f5 · Pion blanc sur case noire f4 · Pion blanc sur case noire c3 · Fou blanc sur case noire e3 · Dame blanche sur case blanche f3 · Pion blanc sur case blanche a2 · Pion blanc sur case noire b2 · Cavalier blanc sur case noire d2 · Pion blanc sur case noire f2 · Pion blanc sur case noire h2 · Roi blanc sur case noire c1 · Tour blanche sur case blanche d1 · Tour blanche sur case blanche h1 | Roi noir sur case blanche c8 · Tour noire sur case blanche e8 · Fou noir sur case noire f8 · Tour noire sur case noire h8 · Pion noir sur case noire a7 · Pion noir sur case blanche b7 · Pion noir sur case noire c7 · Pion noir sur case noire g7 · Pion noir sur case blanche h7 · Cavalier noir sur case blanche c6 · Dame noire sur case noire f6 · Fou blanc sur case blanche d5 · Fou noir sur case blanche f5 · Pion blanc sur case noire f4 · Pion blanc sur case noire c3 · Fou blanc sur case noire e3 · Dame blanche sur case blanche f3 · Pion blanc sur case blanche a2 · Pion blanc sur case noire b2 · Cavalier blanc sur case noire d2 · Pion blanc sur case noire f2 · Pion blanc sur case noire h2 · Roi blanc sur case noire c1 · Tour blanche sur case blanche d1 · Tour blanche sur case blanche h1 | Roi noir sur case blanche c8 · Tour noire sur case blanche e8 · Fou noir sur case noire f8 · Tour noire sur case noire h8 · Pion noir sur case noire a7 · Pion noir sur case blanche b7 · Pion noir sur case noire c7 · Pion noir sur case noire g7 · Pion noir sur case blanche h7 · Cavalier noir sur case blanche c6 · Dame noire sur case noire f6 · Fou blanc sur case blanche d5 · Fou noir sur case blanche f5 · Pion blanc sur case noire f4 · Pion blanc sur case noire c3 · Fou blanc sur case noire e3 · Dame blanche sur case blanche f3 · Pion blanc sur case blanche a2 · Pion blanc sur case noire b2 · Cavalier blanc sur case noire d2 · Pion blanc sur case noire f2 · Pion blanc sur case noire h2 · Roi blanc sur case noire c1 · Tour blanche sur case blanche d1 · Tour blanche sur case blanche h1 | Roi noir sur case blanche c8 · Tour noire sur case blanche e8 · Fou noir sur case noire f8 · Tour noire sur case noire h8 · Pion noir sur case noire a7 · Pion noir sur case blanche b7 · Pion noir sur case noire c7 · Pion noir sur case noire g7 · Pion noir sur case blanche h7 · Cavalier noir sur case blanche c6 · Dame noire sur case noire f6 · Fou blanc sur case blanche d5 · Fou noir sur case blanche f5 · Pion blanc sur case noire f4 · Pion blanc sur case noire c3 · Fou blanc sur case noire e3 · Dame blanche sur case blanche f3 · Pion blanc sur case blanche a2 · Pion blanc sur case noire b2 · Cavalier blanc sur case noire d2 · Pion blanc sur case noire f2 · Pion blanc sur case noire h2 · Roi blanc sur case noire c1 · Tour blanche sur case blanche d1 · Tour blanche sur case blanche h1 | Roi noir sur case blanche c8 · Tour noire sur case blanche e8 · Fou noir sur case noire f8 · Tour noire sur case noire h8 · Pion noir sur case noire a7 · Pion noir sur case blanche b7 · Pion noir sur case noire c7 · Pion noir sur case noire g7 · Pion noir sur case blanche h7 · Cavalier noir sur case blanche c6 · Dame noire sur case noire f6 · Fou blanc sur case blanche d5 · Fou noir sur case blanche f5 · Pion blanc sur case noire f4 · Pion blanc sur case noire c3 · Fou blanc sur case noire e3 · Dame blanche sur case blanche f3 · Pion blanc sur case blanche a2 · Pion blanc sur case noire b2 · Cavalier blanc sur case noire d2 · Pion blanc sur case noire f2 · Pion blanc sur case noire h2 · Roi blanc sur case noire c1 · Tour blanche sur case blanche d1 · Tour blanche sur case blanche h1 | Roi noir sur case blanche c8 · Tour noire sur case blanche e8 · Fou noir sur case noire f8 · Tour noire sur case noire h8 · Pion noir sur case noire a7 · Pion noir sur case blanche b7 · Pion noir sur case noire c7 · Pion noir sur case noire g7 · Pion noir sur case blanche h7 · Cavalier noir sur case blanche c6 · Dame noire sur case noire f6 · Fou blanc sur case blanche d5 · Fou noir sur case blanche f5 · Pion blanc sur case noire f4 · Pion blanc sur case noire c3 · Fou blanc sur case noire e3 · Dame blanche sur case blanche f3 · Pion blanc sur case blanche a2 · Pion blanc sur case noire b2 · Cavalier blanc sur case noire d2 · Pion blanc sur case noire f2 · Pion blanc sur case noire h2 · Roi blanc sur case noire c1 · Tour blanche sur case blanche d1 · Tour blanche sur case blanche h1 | Roi noir sur case blanche c8 · Tour noire sur case blanche e8 · Fou noir sur case noire f8 · Tour noire sur case noire h8 · Pion noir sur case noire a7 · Pion noir sur case blanche b7 · Pion noir sur case noire c7 · Pion noir sur case noire g7 · Pion noir sur case blanche h7 · Cavalier noir sur case blanche c6 · Dame noire sur case noire f6 · Fou blanc sur case blanche d5 · Fou noir sur case blanche f5 · Pion blanc sur case noire f4 · Pion blanc sur case noire c3 · Fou blanc sur case noire e3 · Dame blanche sur case blanche f3 · Pion blanc sur case blanche a2 · Pion blanc sur case noire b2 · Cavalier blanc sur case noire d2 · Pion blanc sur case noire f2 · Pion blanc sur case noire h2 · Roi blanc sur case noire c1 · Tour blanche sur case blanche d1 · Tour blanche sur case blanche h1 | 2 |
| 1 | Roi noir sur case blanche c8 · Tour noire sur case blanche e8 · Fou noir sur case noire f8 · Tour noire sur case noire h8 · Pion noir sur case noire a7 · Pion noir sur case blanche b7 · Pion noir sur case noire c7 · Pion noir sur case noire g7 · Pion noir sur case blanche h7 · Cavalier noir sur case blanche c6 · Dame noire sur case noire f6 · Fou blanc sur case blanche d5 · Fou noir sur case blanche f5 · Pion blanc sur case noire f4 · Pion blanc sur case noire c3 · Fou blanc sur case noire e3 · Dame blanche sur case blanche f3 · Pion blanc sur case blanche a2 · Pion blanc sur case noire b2 · Cavalier blanc sur case noire d2 · Pion blanc sur case noire f2 · Pion blanc sur case noire h2 · Roi blanc sur case noire c1 · Tour blanche sur case blanche d1 · Tour blanche sur case blanche h1 | Roi noir sur case blanche c8 · Tour noire sur case blanche e8 · Fou noir sur case noire f8 · Tour noire sur case noire h8 · Pion noir sur case noire a7 · Pion noir sur case blanche b7 · Pion noir sur case noire c7 · Pion noir sur case noire g7 · Pion noir sur case blanche h7 · Cavalier noir sur case blanche c6 · Dame noire sur case noire f6 · Fou blanc sur case blanche d5 · Fou noir sur case blanche f5 · Pion blanc sur case noire f4 · Pion blanc sur case noire c3 · Fou blanc sur case noire e3 · Dame blanche sur case blanche f3 · Pion blanc sur case blanche a2 · Pion blanc sur case noire b2 · Cavalier blanc sur case noire d2 · Pion blanc sur case noire f2 · Pion blanc sur case noire h2 · Roi blanc sur case noire c1 · Tour blanche sur case blanche d1 · Tour blanche sur case blanche h1 | Roi noir sur case blanche c8 · Tour noire sur case blanche e8 · Fou noir sur case noire f8 · Tour noire sur case noire h8 · Pion noir sur case noire a7 · Pion noir sur case blanche b7 · Pion noir sur case noire c7 · Pion noir sur case noire g7 · Pion noir sur case blanche h7 · Cavalier noir sur case blanche c6 · Dame noire sur case noire f6 · Fou blanc sur case blanche d5 · Fou noir sur case blanche f5 · Pion blanc sur case noire f4 · Pion blanc sur case noire c3 · Fou blanc sur case noire e3 · Dame blanche sur case blanche f3 · Pion blanc sur case blanche a2 · Pion blanc sur case noire b2 · Cavalier blanc sur case noire d2 · Pion blanc sur case noire f2 · Pion blanc sur case noire h2 · Roi blanc sur case noire c1 · Tour blanche sur case blanche d1 · Tour blanche sur case blanche h1 | Roi noir sur case blanche c8 · Tour noire sur case blanche e8 · Fou noir sur case noire f8 · Tour noire sur case noire h8 · Pion noir sur case noire a7 · Pion noir sur case blanche b7 · Pion noir sur case noire c7 · Pion noir sur case noire g7 · Pion noir sur case blanche h7 · Cavalier noir sur case blanche c6 · Dame noire sur case noire f6 · Fou blanc sur case blanche d5 · Fou noir sur case blanche f5 · Pion blanc sur case noire f4 · Pion blanc sur case noire c3 · Fou blanc sur case noire e3 · Dame blanche sur case blanche f3 · Pion blanc sur case blanche a2 · Pion blanc sur case noire b2 · Cavalier blanc sur case noire d2 · Pion blanc sur case noire f2 · Pion blanc sur case noire h2 · Roi blanc sur case noire c1 · Tour blanche sur case blanche d1 · Tour blanche sur case blanche h1 | Roi noir sur case blanche c8 · Tour noire sur case blanche e8 · Fou noir sur case noire f8 · Tour noire sur case noire h8 · Pion noir sur case noire a7 · Pion noir sur case blanche b7 · Pion noir sur case noire c7 · Pion noir sur case noire g7 · Pion noir sur case blanche h7 · Cavalier noir sur case blanche c6 · Dame noire sur case noire f6 · Fou blanc sur case blanche d5 · Fou noir sur case blanche f5 · Pion blanc sur case noire f4 · Pion blanc sur case noire c3 · Fou blanc sur case noire e3 · Dame blanche sur case blanche f3 · Pion blanc sur case blanche a2 · Pion blanc sur case noire b2 · Cavalier blanc sur case noire d2 · Pion blanc sur case noire f2 · Pion blanc sur case noire h2 · Roi blanc sur case noire c1 · Tour blanche sur case blanche d1 · Tour blanche sur case blanche h1 | Roi noir sur case blanche c8 · Tour noire sur case blanche e8 · Fou noir sur case noire f8 · Tour noire sur case noire h8 · Pion noir sur case noire a7 · Pion noir sur case blanche b7 · Pion noir sur case noire c7 · Pion noir sur case noire g7 · Pion noir sur case blanche h7 · Cavalier noir sur case blanche c6 · Dame noire sur case noire f6 · Fou blanc sur case blanche d5 · Fou noir sur case blanche f5 · Pion blanc sur case noire f4 · Pion blanc sur case noire c3 · Fou blanc sur case noire e3 · Dame blanche sur case blanche f3 · Pion blanc sur case blanche a2 · Pion blanc sur case noire b2 · Cavalier blanc sur case noire d2 · Pion blanc sur case noire f2 · Pion blanc sur case noire h2 · Roi blanc sur case noire c1 · Tour blanche sur case blanche d1 · Tour blanche sur case blanche h1 | Roi noir sur case blanche c8 · Tour noire sur case blanche e8 · Fou noir sur case noire f8 · Tour noire sur case noire h8 · Pion noir sur case noire a7 · Pion noir sur case blanche b7 · Pion noir sur case noire c7 · Pion noir sur case noire g7 · Pion noir sur case blanche h7 · Cavalier noir sur case blanche c6 · Dame noire sur case noire f6 · Fou blanc sur case blanche d5 · Fou noir sur case blanche f5 · Pion blanc sur case noire f4 · Pion blanc sur case noire c3 · Fou blanc sur case noire e3 · Dame blanche sur case blanche f3 · Pion blanc sur case blanche a2 · Pion blanc sur case noire b2 · Cavalier blanc sur case noire d2 · Pion blanc sur case noire f2 · Pion blanc sur case noire h2 · Roi blanc sur case noire c1 · Tour blanche sur case blanche d1 · Tour blanche sur case blanche h1 | Roi noir sur case blanche c8 · Tour noire sur case blanche e8 · Fou noir sur case noire f8 · Tour noire sur case noire h8 · Pion noir sur case noire a7 · Pion noir sur case blanche b7 · Pion noir sur case noire c7 · Pion noir sur case noire g7 · Pion noir sur case blanche h7 · Cavalier noir sur case blanche c6 · Dame noire sur case noire f6 · Fou blanc sur case blanche d5 · Fou noir sur case blanche f5 · Pion blanc sur case noire f4 · Pion blanc sur case noire c3 · Fou blanc sur case noire e3 · Dame blanche sur case blanche f3 · Pion blanc sur case blanche a2 · Pion blanc sur case noire b2 · Cavalier blanc sur case noire d2 · Pion blanc sur case noire f2 · Pion blanc sur case noire h2 · Roi blanc sur case noire c1 · Tour blanche sur case blanche d1 · Tour blanche sur case blanche h1 | 1 |
|   | a | b | c | d | e | f | g | h |   |

Une ouverture de ligne permet à une pièce à longue portée qui était obstruée d'agir. La partie amicale John Schulten-Samuel Boden de 1853 achevée après juste 15 coups en donne un exemple éclatant conduisant à un mat appelé depuis Mat de Boden : 
1... Df6xc3+!!
2. b2xc3 Ff8-a3#.

## Suppression d'un défenseur
Si une pièce dérange, on la supprime.
Dans la position du diagramme de gauche, si le trait est aux Blancs, ces derniers gagnent par 1.Txg2+ (élimination du défenseur avec échec) : 1.Txg2+ Rxg2 2.Rxc6 Rf2 3.c8D 1 - 0.
Dans le premier diagramme, les Noirs au trait empêchent le pion c7 d'être promu par 1...Txc7+ (échec double à la découverte)  2. Rxc7. La règle des 50 coups s'applique alors. La couleur du fou compte par rapport au coin de l'échiquier où se trouvera confiné le roi noir. En effet, dans le second diagramme (œuvre de 1925 de l'étudiste soviétique V. Platov), 1. Rf5 Rg8 2. Ta4 Fe1 3. Rg6 Rf8 4. Tf4+ suivi de 5. Te4 gagne.
|   | a | b | c | d | e | f | g | h |   |
| 8 | Roi blanc sur case blanche b7 · Pion blanc sur case noire c7 · Tour blanche sur case noire g7 · Tour noire sur case blanche c6 · Fou noir sur case blanche g2 · Roi noir sur case noire h2 | Roi blanc sur case blanche b7 · Pion blanc sur case noire c7 · Tour blanche sur case noire g7 · Tour noire sur case blanche c6 · Fou noir sur case blanche g2 · Roi noir sur case noire h2 | Roi blanc sur case blanche b7 · Pion blanc sur case noire c7 · Tour blanche sur case noire g7 · Tour noire sur case blanche c6 · Fou noir sur case blanche g2 · Roi noir sur case noire h2 | Roi blanc sur case blanche b7 · Pion blanc sur case noire c7 · Tour blanche sur case noire g7 · Tour noire sur case blanche c6 · Fou noir sur case blanche g2 · Roi noir sur case noire h2 | Roi blanc sur case blanche b7 · Pion blanc sur case noire c7 · Tour blanche sur case noire g7 · Tour noire sur case blanche c6 · Fou noir sur case blanche g2 · Roi noir sur case noire h2 | Roi blanc sur case blanche b7 · Pion blanc sur case noire c7 · Tour blanche sur case noire g7 · Tour noire sur case blanche c6 · Fou noir sur case blanche g2 · Roi noir sur case noire h2 | Roi blanc sur case blanche b7 · Pion blanc sur case noire c7 · Tour blanche sur case noire g7 · Tour noire sur case blanche c6 · Fou noir sur case blanche g2 · Roi noir sur case noire h2 | Roi blanc sur case blanche b7 · Pion blanc sur case noire c7 · Tour blanche sur case noire g7 · Tour noire sur case blanche c6 · Fou noir sur case blanche g2 · Roi noir sur case noire h2 | 8 |
| 7 | Roi blanc sur case blanche b7 · Pion blanc sur case noire c7 · Tour blanche sur case noire g7 · Tour noire sur case blanche c6 · Fou noir sur case blanche g2 · Roi noir sur case noire h2 | Roi blanc sur case blanche b7 · Pion blanc sur case noire c7 · Tour blanche sur case noire g7 · Tour noire sur case blanche c6 · Fou noir sur case blanche g2 · Roi noir sur case noire h2 | Roi blanc sur case blanche b7 · Pion blanc sur case noire c7 · Tour blanche sur case noire g7 · Tour noire sur case blanche c6 · Fou noir sur case blanche g2 · Roi noir sur case noire h2 | Roi blanc sur case blanche b7 · Pion blanc sur case noire c7 · Tour blanche sur case noire g7 · Tour noire sur case blanche c6 · Fou noir sur case blanche g2 · Roi noir sur case noire h2 | Roi blanc sur case blanche b7 · Pion blanc sur case noire c7 · Tour blanche sur case noire g7 · Tour noire sur case blanche c6 · Fou noir sur case blanche g2 · Roi noir sur case noire h2 | Roi blanc sur case blanche b7 · Pion blanc sur case noire c7 · Tour blanche sur case noire g7 · Tour noire sur case blanche c6 · Fou noir sur case blanche g2 · Roi noir sur case noire h2 | Roi blanc sur case blanche b7 · Pion blanc sur case noire c7 · Tour blanche sur case noire g7 · Tour noire sur case blanche c6 · Fou noir sur case blanche g2 · Roi noir sur case noire h2 | Roi blanc sur case blanche b7 · Pion blanc sur case noire c7 · Tour blanche sur case noire g7 · Tour noire sur case blanche c6 · Fou noir sur case blanche g2 · Roi noir sur case noire h2 | 7 |
| 6 | Roi blanc sur case blanche b7 · Pion blanc sur case noire c7 · Tour blanche sur case noire g7 · Tour noire sur case blanche c6 · Fou noir sur case blanche g2 · Roi noir sur case noire h2 | Roi blanc sur case blanche b7 · Pion blanc sur case noire c7 · Tour blanche sur case noire g7 · Tour noire sur case blanche c6 · Fou noir sur case blanche g2 · Roi noir sur case noire h2 | Roi blanc sur case blanche b7 · Pion blanc sur case noire c7 · Tour blanche sur case noire g7 · Tour noire sur case blanche c6 · Fou noir sur case blanche g2 · Roi noir sur case noire h2 | Roi blanc sur case blanche b7 · Pion blanc sur case noire c7 · Tour blanche sur case noire g7 · Tour noire sur case blanche c6 · Fou noir sur case blanche g2 · Roi noir sur case noire h2 | Roi blanc sur case blanche b7 · Pion blanc sur case noire c7 · Tour blanche sur case noire g7 · Tour noire sur case blanche c6 · Fou noir sur case blanche g2 · Roi noir sur case noire h2 | Roi blanc sur case blanche b7 · Pion blanc sur case noire c7 · Tour blanche sur case noire g7 · Tour noire sur case blanche c6 · Fou noir sur case blanche g2 · Roi noir sur case noire h2 | Roi blanc sur case blanche b7 · Pion blanc sur case noire c7 · Tour blanche sur case noire g7 · Tour noire sur case blanche c6 · Fou noir sur case blanche g2 · Roi noir sur case noire h2 | Roi blanc sur case blanche b7 · Pion blanc sur case noire c7 · Tour blanche sur case noire g7 · Tour noire sur case blanche c6 · Fou noir sur case blanche g2 · Roi noir sur case noire h2 | 6 |
| 5 | Roi blanc sur case blanche b7 · Pion blanc sur case noire c7 · Tour blanche sur case noire g7 · Tour noire sur case blanche c6 · Fou noir sur case blanche g2 · Roi noir sur case noire h2 | Roi blanc sur case blanche b7 · Pion blanc sur case noire c7 · Tour blanche sur case noire g7 · Tour noire sur case blanche c6 · Fou noir sur case blanche g2 · Roi noir sur case noire h2 | Roi blanc sur case blanche b7 · Pion blanc sur case noire c7 · Tour blanche sur case noire g7 · Tour noire sur case blanche c6 · Fou noir sur case blanche g2 · Roi noir sur case noire h2 | Roi blanc sur case blanche b7 · Pion blanc sur case noire c7 · Tour blanche sur case noire g7 · Tour noire sur case blanche c6 · Fou noir sur case blanche g2 · Roi noir sur case noire h2 | Roi blanc sur case blanche b7 · Pion blanc sur case noire c7 · Tour blanche sur case noire g7 · Tour noire sur case blanche c6 · Fou noir sur case blanche g2 · Roi noir sur case noire h2 | Roi blanc sur case blanche b7 · Pion blanc sur case noire c7 · Tour blanche sur case noire g7 · Tour noire sur case blanche c6 · Fou noir sur case blanche g2 · Roi noir sur case noire h2 | Roi blanc sur case blanche b7 · Pion blanc sur case noire c7 · Tour blanche sur case noire g7 · Tour noire sur case blanche c6 · Fou noir sur case blanche g2 · Roi noir sur case noire h2 | Roi blanc sur case blanche b7 · Pion blanc sur case noire c7 · Tour blanche sur case noire g7 · Tour noire sur case blanche c6 · Fou noir sur case blanche g2 · Roi noir sur case noire h2 | 5 |
| 4 | Roi blanc sur case blanche b7 · Pion blanc sur case noire c7 · Tour blanche sur case noire g7 · Tour noire sur case blanche c6 · Fou noir sur case blanche g2 · Roi noir sur case noire h2 | Roi blanc sur case blanche b7 · Pion blanc sur case noire c7 · Tour blanche sur case noire g7 · Tour noire sur case blanche c6 · Fou noir sur case blanche g2 · Roi noir sur case noire h2 | Roi blanc sur case blanche b7 · Pion blanc sur case noire c7 · Tour blanche sur case noire g7 · Tour noire sur case blanche c6 · Fou noir sur case blanche g2 · Roi noir sur case noire h2 | Roi blanc sur case blanche b7 · Pion blanc sur case noire c7 · Tour blanche sur case noire g7 · Tour noire sur case blanche c6 · Fou noir sur case blanche g2 · Roi noir sur case noire h2 | Roi blanc sur case blanche b7 · Pion blanc sur case noire c7 · Tour blanche sur case noire g7 · Tour noire sur case blanche c6 · Fou noir sur case blanche g2 · Roi noir sur case noire h2 | Roi blanc sur case blanche b7 · Pion blanc sur case noire c7 · Tour blanche sur case noire g7 · Tour noire sur case blanche c6 · Fou noir sur case blanche g2 · Roi noir sur case noire h2 | Roi blanc sur case blanche b7 · Pion blanc sur case noire c7 · Tour blanche sur case noire g7 · Tour noire sur case blanche c6 · Fou noir sur case blanche g2 · Roi noir sur case noire h2 | Roi blanc sur case blanche b7 · Pion blanc sur case noire c7 · Tour blanche sur case noire g7 · Tour noire sur case blanche c6 · Fou noir sur case blanche g2 · Roi noir sur case noire h2 | 4 |
| 3 | Roi blanc sur case blanche b7 · Pion blanc sur case noire c7 · Tour blanche sur case noire g7 · Tour noire sur case blanche c6 · Fou noir sur case blanche g2 · Roi noir sur case noire h2 | Roi blanc sur case blanche b7 · Pion blanc sur case noire c7 · Tour blanche sur case noire g7 · Tour noire sur case blanche c6 · Fou noir sur case blanche g2 · Roi noir sur case noire h2 | Roi blanc sur case blanche b7 · Pion blanc sur case noire c7 · Tour blanche sur case noire g7 · Tour noire sur case blanche c6 · Fou noir sur case blanche g2 · Roi noir sur case noire h2 | Roi blanc sur case blanche b7 · Pion blanc sur case noire c7 · Tour blanche sur case noire g7 · Tour noire sur case blanche c6 · Fou noir sur case blanche g2 · Roi noir sur case noire h2 | Roi blanc sur case blanche b7 · Pion blanc sur case noire c7 · Tour blanche sur case noire g7 · Tour noire sur case blanche c6 · Fou noir sur case blanche g2 · Roi noir sur case noire h2 | Roi blanc sur case blanche b7 · Pion blanc sur case noire c7 · Tour blanche sur case noire g7 · Tour noire sur case blanche c6 · Fou noir sur case blanche g2 · Roi noir sur case noire h2 | Roi blanc sur case blanche b7 · Pion blanc sur case noire c7 · Tour blanche sur case noire g7 · Tour noire sur case blanche c6 · Fou noir sur case blanche g2 · Roi noir sur case noire h2 | Roi blanc sur case blanche b7 · Pion blanc sur case noire c7 · Tour blanche sur case noire g7 · Tour noire sur case blanche c6 · Fou noir sur case blanche g2 · Roi noir sur case noire h2 | 3 |
| 2 | Roi blanc sur case blanche b7 · Pion blanc sur case noire c7 · Tour blanche sur case noire g7 · Tour noire sur case blanche c6 · Fou noir sur case blanche g2 · Roi noir sur case noire h2 | Roi blanc sur case blanche b7 · Pion blanc sur case noire c7 · Tour blanche sur case noire g7 · Tour noire sur case blanche c6 · Fou noir sur case blanche g2 · Roi noir sur case noire h2 | Roi blanc sur case blanche b7 · Pion blanc sur case noire c7 · Tour blanche sur case noire g7 · Tour noire sur case blanche c6 · Fou noir sur case blanche g2 · Roi noir sur case noire h2 | Roi blanc sur case blanche b7 · Pion blanc sur case noire c7 · Tour blanche sur case noire g7 · Tour noire sur case blanche c6 · Fou noir sur case blanche g2 · Roi noir sur case noire h2 | Roi blanc sur case blanche b7 · Pion blanc sur case noire c7 · Tour blanche sur case noire g7 · Tour noire sur case blanche c6 · Fou noir sur case blanche g2 · Roi noir sur case noire h2 | Roi blanc sur case blanche b7 · Pion blanc sur case noire c7 · Tour blanche sur case noire g7 · Tour noire sur case blanche c6 · Fou noir sur case blanche g2 · Roi noir sur case noire h2 | Roi blanc sur case blanche b7 · Pion blanc sur case noire c7 · Tour blanche sur case noire g7 · Tour noire sur case blanche c6 · Fou noir sur case blanche g2 · Roi noir sur case noire h2 | Roi blanc sur case blanche b7 · Pion blanc sur case noire c7 · Tour blanche sur case noire g7 · Tour noire sur case blanche c6 · Fou noir sur case blanche g2 · Roi noir sur case noire h2 | 2 |
| 1 | Roi blanc sur case blanche b7 · Pion blanc sur case noire c7 · Tour blanche sur case noire g7 · Tour noire sur case blanche c6 · Fou noir sur case blanche g2 · Roi noir sur case noire h2 | Roi blanc sur case blanche b7 · Pion blanc sur case noire c7 · Tour blanche sur case noire g7 · Tour noire sur case blanche c6 · Fou noir sur case blanche g2 · Roi noir sur case noire h2 | Roi blanc sur case blanche b7 · Pion blanc sur case noire c7 · Tour blanche sur case noire g7 · Tour noire sur case blanche c6 · Fou noir sur case blanche g2 · Roi noir sur case noire h2 | Roi blanc sur case blanche b7 · Pion blanc sur case noire c7 · Tour blanche sur case noire g7 · Tour noire sur case blanche c6 · Fou noir sur case blanche g2 · Roi noir sur case noire h2 | Roi blanc sur case blanche b7 · Pion blanc sur case noire c7 · Tour blanche sur case noire g7 · Tour noire sur case blanche c6 · Fou noir sur case blanche g2 · Roi noir sur case noire h2 | Roi blanc sur case blanche b7 · Pion blanc sur case noire c7 · Tour blanche sur case noire g7 · Tour noire sur case blanche c6 · Fou noir sur case blanche g2 · Roi noir sur case noire h2 | Roi blanc sur case blanche b7 · Pion blanc sur case noire c7 · Tour blanche sur case noire g7 · Tour noire sur case blanche c6 · Fou noir sur case blanche g2 · Roi noir sur case noire h2 | Roi blanc sur case blanche b7 · Pion blanc sur case noire c7 · Tour blanche sur case noire g7 · Tour noire sur case blanche c6 · Fou noir sur case blanche g2 · Roi noir sur case noire h2 | 1 |
|   | a | b | c | d | e | f | g | h |   |

|   | a | b | c | d | e | f | g | h |   |
| 8 | Roi noir sur case noire h8 · Tour blanche sur case noire a7 · Roi blanc sur case noire e5 · Fou noir sur case noire h4 | Roi noir sur case noire h8 · Tour blanche sur case noire a7 · Roi blanc sur case noire e5 · Fou noir sur case noire h4 | Roi noir sur case noire h8 · Tour blanche sur case noire a7 · Roi blanc sur case noire e5 · Fou noir sur case noire h4 | Roi noir sur case noire h8 · Tour blanche sur case noire a7 · Roi blanc sur case noire e5 · Fou noir sur case noire h4 | Roi noir sur case noire h8 · Tour blanche sur case noire a7 · Roi blanc sur case noire e5 · Fou noir sur case noire h4 | Roi noir sur case noire h8 · Tour blanche sur case noire a7 · Roi blanc sur case noire e5 · Fou noir sur case noire h4 | Roi noir sur case noire h8 · Tour blanche sur case noire a7 · Roi blanc sur case noire e5 · Fou noir sur case noire h4 | Roi noir sur case noire h8 · Tour blanche sur case noire a7 · Roi blanc sur case noire e5 · Fou noir sur case noire h4 | 8 |
| 7 | Roi noir sur case noire h8 · Tour blanche sur case noire a7 · Roi blanc sur case noire e5 · Fou noir sur case noire h4 | Roi noir sur case noire h8 · Tour blanche sur case noire a7 · Roi blanc sur case noire e5 · Fou noir sur case noire h4 | Roi noir sur case noire h8 · Tour blanche sur case noire a7 · Roi blanc sur case noire e5 · Fou noir sur case noire h4 | Roi noir sur case noire h8 · Tour blanche sur case noire a7 · Roi blanc sur case noire e5 · Fou noir sur case noire h4 | Roi noir sur case noire h8 · Tour blanche sur case noire a7 · Roi blanc sur case noire e5 · Fou noir sur case noire h4 | Roi noir sur case noire h8 · Tour blanche sur case noire a7 · Roi blanc sur case noire e5 · Fou noir sur case noire h4 | Roi noir sur case noire h8 · Tour blanche sur case noire a7 · Roi blanc sur case noire e5 · Fou noir sur case noire h4 | Roi noir sur case noire h8 · Tour blanche sur case noire a7 · Roi blanc sur case noire e5 · Fou noir sur case noire h4 | 7 |
| 6 | Roi noir sur case noire h8 · Tour blanche sur case noire a7 · Roi blanc sur case noire e5 · Fou noir sur case noire h4 | Roi noir sur case noire h8 · Tour blanche sur case noire a7 · Roi blanc sur case noire e5 · Fou noir sur case noire h4 | Roi noir sur case noire h8 · Tour blanche sur case noire a7 · Roi blanc sur case noire e5 · Fou noir sur case noire h4 | Roi noir sur case noire h8 · Tour blanche sur case noire a7 · Roi blanc sur case noire e5 · Fou noir sur case noire h4 | Roi noir sur case noire h8 · Tour blanche sur case noire a7 · Roi blanc sur case noire e5 · Fou noir sur case noire h4 | Roi noir sur case noire h8 · Tour blanche sur case noire a7 · Roi blanc sur case noire e5 · Fou noir sur case noire h4 | Roi noir sur case noire h8 · Tour blanche sur case noire a7 · Roi blanc sur case noire e5 · Fou noir sur case noire h4 | Roi noir sur case noire h8 · Tour blanche sur case noire a7 · Roi blanc sur case noire e5 · Fou noir sur case noire h4 | 6 |
| 5 | Roi noir sur case noire h8 · Tour blanche sur case noire a7 · Roi blanc sur case noire e5 · Fou noir sur case noire h4 | Roi noir sur case noire h8 · Tour blanche sur case noire a7 · Roi blanc sur case noire e5 · Fou noir sur case noire h4 | Roi noir sur case noire h8 · Tour blanche sur case noire a7 · Roi blanc sur case noire e5 · Fou noir sur case noire h4 | Roi noir sur case noire h8 · Tour blanche sur case noire a7 · Roi blanc sur case noire e5 · Fou noir sur case noire h4 | Roi noir sur case noire h8 · Tour blanche sur case noire a7 · Roi blanc sur case noire e5 · Fou noir sur case noire h4 | Roi noir sur case noire h8 · Tour blanche sur case noire a7 · Roi blanc sur case noire e5 · Fou noir sur case noire h4 | Roi noir sur case noire h8 · Tour blanche sur case noire a7 · Roi blanc sur case noire e5 · Fou noir sur case noire h4 | Roi noir sur case noire h8 · Tour blanche sur case noire a7 · Roi blanc sur case noire e5 · Fou noir sur case noire h4 | 5 |
| 4 | Roi noir sur case noire h8 · Tour blanche sur case noire a7 · Roi blanc sur case noire e5 · Fou noir sur case noire h4 | Roi noir sur case noire h8 · Tour blanche sur case noire a7 · Roi blanc sur case noire e5 · Fou noir sur case noire h4 | Roi noir sur case noire h8 · Tour blanche sur case noire a7 · Roi blanc sur case noire e5 · Fou noir sur case noire h4 | Roi noir sur case noire h8 · Tour blanche sur case noire a7 · Roi blanc sur case noire e5 · Fou noir sur case noire h4 | Roi noir sur case noire h8 · Tour blanche sur case noire a7 · Roi blanc sur case noire e5 · Fou noir sur case noire h4 | Roi noir sur case noire h8 · Tour blanche sur case noire a7 · Roi blanc sur case noire e5 · Fou noir sur case noire h4 | Roi noir sur case noire h8 · Tour blanche sur case noire a7 · Roi blanc sur case noire e5 · Fou noir sur case noire h4 | Roi noir sur case noire h8 · Tour blanche sur case noire a7 · Roi blanc sur case noire e5 · Fou noir sur case noire h4 | 4 |
| 3 | Roi noir sur case noire h8 · Tour blanche sur case noire a7 · Roi blanc sur case noire e5 · Fou noir sur case noire h4 | Roi noir sur case noire h8 · Tour blanche sur case noire a7 · Roi blanc sur case noire e5 · Fou noir sur case noire h4 | Roi noir sur case noire h8 · Tour blanche sur case noire a7 · Roi blanc sur case noire e5 · Fou noir sur case noire h4 | Roi noir sur case noire h8 · Tour blanche sur case noire a7 · Roi blanc sur case noire e5 · Fou noir sur case noire h4 | Roi noir sur case noire h8 · Tour blanche sur case noire a7 · Roi blanc sur case noire e5 · Fou noir sur case noire h4 | Roi noir sur case noire h8 · Tour blanche sur case noire a7 · Roi blanc sur case noire e5 · Fou noir sur case noire h4 | Roi noir sur case noire h8 · Tour blanche sur case noire a7 · Roi blanc sur case noire e5 · Fou noir sur case noire h4 | Roi noir sur case noire h8 · Tour blanche sur case noire a7 · Roi blanc sur case noire e5 · Fou noir sur case noire h4 | 3 |
| 2 | Roi noir sur case noire h8 · Tour blanche sur case noire a7 · Roi blanc sur case noire e5 · Fou noir sur case noire h4 | Roi noir sur case noire h8 · Tour blanche sur case noire a7 · Roi blanc sur case noire e5 · Fou noir sur case noire h4 | Roi noir sur case noire h8 · Tour blanche sur case noire a7 · Roi blanc sur case noire e5 · Fou noir sur case noire h4 | Roi noir sur case noire h8 · Tour blanche sur case noire a7 · Roi blanc sur case noire e5 · Fou noir sur case noire h4 | Roi noir sur case noire h8 · Tour blanche sur case noire a7 · Roi blanc sur case noire e5 · Fou noir sur case noire h4 | Roi noir sur case noire h8 · Tour blanche sur case noire a7 · Roi blanc sur case noire e5 · Fou noir sur case noire h4 | Roi noir sur case noire h8 · Tour blanche sur case noire a7 · Roi blanc sur case noire e5 · Fou noir sur case noire h4 | Roi noir sur case noire h8 · Tour blanche sur case noire a7 · Roi blanc sur case noire e5 · Fou noir sur case noire h4 | 2 |
| 1 | Roi noir sur case noire h8 · Tour blanche sur case noire a7 · Roi blanc sur case noire e5 · Fou noir sur case noire h4 | Roi noir sur case noire h8 · Tour blanche sur case noire a7 · Roi blanc sur case noire e5 · Fou noir sur case noire h4 | Roi noir sur case noire h8 · Tour blanche sur case noire a7 · Roi blanc sur case noire e5 · Fou noir sur case noire h4 | Roi noir sur case noire h8 · Tour blanche sur case noire a7 · Roi blanc sur case noire e5 · Fou noir sur case noire h4 | Roi noir sur case noire h8 · Tour blanche sur case noire a7 · Roi blanc sur case noire e5 · Fou noir sur case noire h4 | Roi noir sur case noire h8 · Tour blanche sur case noire a7 · Roi blanc sur case noire e5 · Fou noir sur case noire h4 | Roi noir sur case noire h8 · Tour blanche sur case noire a7 · Roi blanc sur case noire e5 · Fou noir sur case noire h4 | Roi noir sur case noire h8 · Tour blanche sur case noire a7 · Roi blanc sur case noire e5 · Fou noir sur case noire h4 | 1 |
|   | a | b | c | d | e | f | g | h |   |

## Déviation
|   | a | b | c | d | e | f | g | h |   |
| 8 | Tour noire sur case blanche a8 · Tour noire sur case blanche e8 · Roi noir sur case blanche g8 · Pion noir sur case noire a7 · Fou noir sur case blanche b7 · Dame noire sur case blanche d7 · Pion noir sur case blanche f7 · Fou noir sur case noire g7 · Pion noir sur case blanche h7 · Pion noir sur case noire b6 · Pion noir sur case blanche g6 · Cavalier blanc sur case noire d4 · Fou blanc sur case noire a3 · Pion blanc sur case blanche b3 · Cavalier blanc sur case noire c3 · Pion blanc sur case noire g3 · Pion blanc sur case blanche a2 · Dame blanche sur case noire d2 · Pion blanc sur case noire h2 · Tour blanche sur case noire a1 · Tour blanche sur case blanche d1 · Roi blanc sur case blanche f1 | Tour noire sur case blanche a8 · Tour noire sur case blanche e8 · Roi noir sur case blanche g8 · Pion noir sur case noire a7 · Fou noir sur case blanche b7 · Dame noire sur case blanche d7 · Pion noir sur case blanche f7 · Fou noir sur case noire g7 · Pion noir sur case blanche h7 · Pion noir sur case noire b6 · Pion noir sur case blanche g6 · Cavalier blanc sur case noire d4 · Fou blanc sur case noire a3 · Pion blanc sur case blanche b3 · Cavalier blanc sur case noire c3 · Pion blanc sur case noire g3 · Pion blanc sur case blanche a2 · Dame blanche sur case noire d2 · Pion blanc sur case noire h2 · Tour blanche sur case noire a1 · Tour blanche sur case blanche d1 · Roi blanc sur case blanche f1 | Tour noire sur case blanche a8 · Tour noire sur case blanche e8 · Roi noir sur case blanche g8 · Pion noir sur case noire a7 · Fou noir sur case blanche b7 · Dame noire sur case blanche d7 · Pion noir sur case blanche f7 · Fou noir sur case noire g7 · Pion noir sur case blanche h7 · Pion noir sur case noire b6 · Pion noir sur case blanche g6 · Cavalier blanc sur case noire d4 · Fou blanc sur case noire a3 · Pion blanc sur case blanche b3 · Cavalier blanc sur case noire c3 · Pion blanc sur case noire g3 · Pion blanc sur case blanche a2 · Dame blanche sur case noire d2 · Pion blanc sur case noire h2 · Tour blanche sur case noire a1 · Tour blanche sur case blanche d1 · Roi blanc sur case blanche f1 | Tour noire sur case blanche a8 · Tour noire sur case blanche e8 · Roi noir sur case blanche g8 · Pion noir sur case noire a7 · Fou noir sur case blanche b7 · Dame noire sur case blanche d7 · Pion noir sur case blanche f7 · Fou noir sur case noire g7 · Pion noir sur case blanche h7 · Pion noir sur case noire b6 · Pion noir sur case blanche g6 · Cavalier blanc sur case noire d4 · Fou blanc sur case noire a3 · Pion blanc sur case blanche b3 · Cavalier blanc sur case noire c3 · Pion blanc sur case noire g3 · Pion blanc sur case blanche a2 · Dame blanche sur case noire d2 · Pion blanc sur case noire h2 · Tour blanche sur case noire a1 · Tour blanche sur case blanche d1 · Roi blanc sur case blanche f1 | Tour noire sur case blanche a8 · Tour noire sur case blanche e8 · Roi noir sur case blanche g8 · Pion noir sur case noire a7 · Fou noir sur case blanche b7 · Dame noire sur case blanche d7 · Pion noir sur case blanche f7 · Fou noir sur case noire g7 · Pion noir sur case blanche h7 · Pion noir sur case noire b6 · Pion noir sur case blanche g6 · Cavalier blanc sur case noire d4 · Fou blanc sur case noire a3 · Pion blanc sur case blanche b3 · Cavalier blanc sur case noire c3 · Pion blanc sur case noire g3 · Pion blanc sur case blanche a2 · Dame blanche sur case noire d2 · Pion blanc sur case noire h2 · Tour blanche sur case noire a1 · Tour blanche sur case blanche d1 · Roi blanc sur case blanche f1 | Tour noire sur case blanche a8 · Tour noire sur case blanche e8 · Roi noir sur case blanche g8 · Pion noir sur case noire a7 · Fou noir sur case blanche b7 · Dame noire sur case blanche d7 · Pion noir sur case blanche f7 · Fou noir sur case noire g7 · Pion noir sur case blanche h7 · Pion noir sur case noire b6 · Pion noir sur case blanche g6 · Cavalier blanc sur case noire d4 · Fou blanc sur case noire a3 · Pion blanc sur case blanche b3 · Cavalier blanc sur case noire c3 · Pion blanc sur case noire g3 · Pion blanc sur case blanche a2 · Dame blanche sur case noire d2 · Pion blanc sur case noire h2 · Tour blanche sur case noire a1 · Tour blanche sur case blanche d1 · Roi blanc sur case blanche f1 | Tour noire sur case blanche a8 · Tour noire sur case blanche e8 · Roi noir sur case blanche g8 · Pion noir sur case noire a7 · Fou noir sur case blanche b7 · Dame noire sur case blanche d7 · Pion noir sur case blanche f7 · Fou noir sur case noire g7 · Pion noir sur case blanche h7 · Pion noir sur case noire b6 · Pion noir sur case blanche g6 · Cavalier blanc sur case noire d4 · Fou blanc sur case noire a3 · Pion blanc sur case blanche b3 · Cavalier blanc sur case noire c3 · Pion blanc sur case noire g3 · Pion blanc sur case blanche a2 · Dame blanche sur case noire d2 · Pion blanc sur case noire h2 · Tour blanche sur case noire a1 · Tour blanche sur case blanche d1 · Roi blanc sur case blanche f1 | Tour noire sur case blanche a8 · Tour noire sur case blanche e8 · Roi noir sur case blanche g8 · Pion noir sur case noire a7 · Fou noir sur case blanche b7 · Dame noire sur case blanche d7 · Pion noir sur case blanche f7 · Fou noir sur case noire g7 · Pion noir sur case blanche h7 · Pion noir sur case noire b6 · Pion noir sur case blanche g6 · Cavalier blanc sur case noire d4 · Fou blanc sur case noire a3 · Pion blanc sur case blanche b3 · Cavalier blanc sur case noire c3 · Pion blanc sur case noire g3 · Pion blanc sur case blanche a2 · Dame blanche sur case noire d2 · Pion blanc sur case noire h2 · Tour blanche sur case noire a1 · Tour blanche sur case blanche d1 · Roi blanc sur case blanche f1 | 8 |
| 7 | Tour noire sur case blanche a8 · Tour noire sur case blanche e8 · Roi noir sur case blanche g8 · Pion noir sur case noire a7 · Fou noir sur case blanche b7 · Dame noire sur case blanche d7 · Pion noir sur case blanche f7 · Fou noir sur case noire g7 · Pion noir sur case blanche h7 · Pion noir sur case noire b6 · Pion noir sur case blanche g6 · Cavalier blanc sur case noire d4 · Fou blanc sur case noire a3 · Pion blanc sur case blanche b3 · Cavalier blanc sur case noire c3 · Pion blanc sur case noire g3 · Pion blanc sur case blanche a2 · Dame blanche sur case noire d2 · Pion blanc sur case noire h2 · Tour blanche sur case noire a1 · Tour blanche sur case blanche d1 · Roi blanc sur case blanche f1 | Tour noire sur case blanche a8 · Tour noire sur case blanche e8 · Roi noir sur case blanche g8 · Pion noir sur case noire a7 · Fou noir sur case blanche b7 · Dame noire sur case blanche d7 · Pion noir sur case blanche f7 · Fou noir sur case noire g7 · Pion noir sur case blanche h7 · Pion noir sur case noire b6 · Pion noir sur case blanche g6 · Cavalier blanc sur case noire d4 · Fou blanc sur case noire a3 · Pion blanc sur case blanche b3 · Cavalier blanc sur case noire c3 · Pion blanc sur case noire g3 · Pion blanc sur case blanche a2 · Dame blanche sur case noire d2 · Pion blanc sur case noire h2 · Tour blanche sur case noire a1 · Tour blanche sur case blanche d1 · Roi blanc sur case blanche f1 | Tour noire sur case blanche a8 · Tour noire sur case blanche e8 · Roi noir sur case blanche g8 · Pion noir sur case noire a7 · Fou noir sur case blanche b7 · Dame noire sur case blanche d7 · Pion noir sur case blanche f7 · Fou noir sur case noire g7 · Pion noir sur case blanche h7 · Pion noir sur case noire b6 · Pion noir sur case blanche g6 · Cavalier blanc sur case noire d4 · Fou blanc sur case noire a3 · Pion blanc sur case blanche b3 · Cavalier blanc sur case noire c3 · Pion blanc sur case noire g3 · Pion blanc sur case blanche a2 · Dame blanche sur case noire d2 · Pion blanc sur case noire h2 · Tour blanche sur case noire a1 · Tour blanche sur case blanche d1 · Roi blanc sur case blanche f1 | Tour noire sur case blanche a8 · Tour noire sur case blanche e8 · Roi noir sur case blanche g8 · Pion noir sur case noire a7 · Fou noir sur case blanche b7 · Dame noire sur case blanche d7 · Pion noir sur case blanche f7 · Fou noir sur case noire g7 · Pion noir sur case blanche h7 · Pion noir sur case noire b6 · Pion noir sur case blanche g6 · Cavalier blanc sur case noire d4 · Fou blanc sur case noire a3 · Pion blanc sur case blanche b3 · Cavalier blanc sur case noire c3 · Pion blanc sur case noire g3 · Pion blanc sur case blanche a2 · Dame blanche sur case noire d2 · Pion blanc sur case noire h2 · Tour blanche sur case noire a1 · Tour blanche sur case blanche d1 · Roi blanc sur case blanche f1 | Tour noire sur case blanche a8 · Tour noire sur case blanche e8 · Roi noir sur case blanche g8 · Pion noir sur case noire a7 · Fou noir sur case blanche b7 · Dame noire sur case blanche d7 · Pion noir sur case blanche f7 · Fou noir sur case noire g7 · Pion noir sur case blanche h7 · Pion noir sur case noire b6 · Pion noir sur case blanche g6 · Cavalier blanc sur case noire d4 · Fou blanc sur case noire a3 · Pion blanc sur case blanche b3 · Cavalier blanc sur case noire c3 · Pion blanc sur case noire g3 · Pion blanc sur case blanche a2 · Dame blanche sur case noire d2 · Pion blanc sur case noire h2 · Tour blanche sur case noire a1 · Tour blanche sur case blanche d1 · Roi blanc sur case blanche f1 | Tour noire sur case blanche a8 · Tour noire sur case blanche e8 · Roi noir sur case blanche g8 · Pion noir sur case noire a7 · Fou noir sur case blanche b7 · Dame noire sur case blanche d7 · Pion noir sur case blanche f7 · Fou noir sur case noire g7 · Pion noir sur case blanche h7 · Pion noir sur case noire b6 · Pion noir sur case blanche g6 · Cavalier blanc sur case noire d4 · Fou blanc sur case noire a3 · Pion blanc sur case blanche b3 · Cavalier blanc sur case noire c3 · Pion blanc sur case noire g3 · Pion blanc sur case blanche a2 · Dame blanche sur case noire d2 · Pion blanc sur case noire h2 · Tour blanche sur case noire a1 · Tour blanche sur case blanche d1 · Roi blanc sur case blanche f1 | Tour noire sur case blanche a8 · Tour noire sur case blanche e8 · Roi noir sur case blanche g8 · Pion noir sur case noire a7 · Fou noir sur case blanche b7 · Dame noire sur case blanche d7 · Pion noir sur case blanche f7 · Fou noir sur case noire g7 · Pion noir sur case blanche h7 · Pion noir sur case noire b6 · Pion noir sur case blanche g6 · Cavalier blanc sur case noire d4 · Fou blanc sur case noire a3 · Pion blanc sur case blanche b3 · Cavalier blanc sur case noire c3 · Pion blanc sur case noire g3 · Pion blanc sur case blanche a2 · Dame blanche sur case noire d2 · Pion blanc sur case noire h2 · Tour blanche sur case noire a1 · Tour blanche sur case blanche d1 · Roi blanc sur case blanche f1 | Tour noire sur case blanche a8 · Tour noire sur case blanche e8 · Roi noir sur case blanche g8 · Pion noir sur case noire a7 · Fou noir sur case blanche b7 · Dame noire sur case blanche d7 · Pion noir sur case blanche f7 · Fou noir sur case noire g7 · Pion noir sur case blanche h7 · Pion noir sur case noire b6 · Pion noir sur case blanche g6 · Cavalier blanc sur case noire d4 · Fou blanc sur case noire a3 · Pion blanc sur case blanche b3 · Cavalier blanc sur case noire c3 · Pion blanc sur case noire g3 · Pion blanc sur case blanche a2 · Dame blanche sur case noire d2 · Pion blanc sur case noire h2 · Tour blanche sur case noire a1 · Tour blanche sur case blanche d1 · Roi blanc sur case blanche f1 | 7 |
| 6 | Tour noire sur case blanche a8 · Tour noire sur case blanche e8 · Roi noir sur case blanche g8 · Pion noir sur case noire a7 · Fou noir sur case blanche b7 · Dame noire sur case blanche d7 · Pion noir sur case blanche f7 · Fou noir sur case noire g7 · Pion noir sur case blanche h7 · Pion noir sur case noire b6 · Pion noir sur case blanche g6 · Cavalier blanc sur case noire d4 · Fou blanc sur case noire a3 · Pion blanc sur case blanche b3 · Cavalier blanc sur case noire c3 · Pion blanc sur case noire g3 · Pion blanc sur case blanche a2 · Dame blanche sur case noire d2 · Pion blanc sur case noire h2 · Tour blanche sur case noire a1 · Tour blanche sur case blanche d1 · Roi blanc sur case blanche f1 | Tour noire sur case blanche a8 · Tour noire sur case blanche e8 · Roi noir sur case blanche g8 · Pion noir sur case noire a7 · Fou noir sur case blanche b7 · Dame noire sur case blanche d7 · Pion noir sur case blanche f7 · Fou noir sur case noire g7 · Pion noir sur case blanche h7 · Pion noir sur case noire b6 · Pion noir sur case blanche g6 · Cavalier blanc sur case noire d4 · Fou blanc sur case noire a3 · Pion blanc sur case blanche b3 · Cavalier blanc sur case noire c3 · Pion blanc sur case noire g3 · Pion blanc sur case blanche a2 · Dame blanche sur case noire d2 · Pion blanc sur case noire h2 · Tour blanche sur case noire a1 · Tour blanche sur case blanche d1 · Roi blanc sur case blanche f1 | Tour noire sur case blanche a8 · Tour noire sur case blanche e8 · Roi noir sur case blanche g8 · Pion noir sur case noire a7 · Fou noir sur case blanche b7 · Dame noire sur case blanche d7 · Pion noir sur case blanche f7 · Fou noir sur case noire g7 · Pion noir sur case blanche h7 · Pion noir sur case noire b6 · Pion noir sur case blanche g6 · Cavalier blanc sur case noire d4 · Fou blanc sur case noire a3 · Pion blanc sur case blanche b3 · Cavalier blanc sur case noire c3 · Pion blanc sur case noire g3 · Pion blanc sur case blanche a2 · Dame blanche sur case noire d2 · Pion blanc sur case noire h2 · Tour blanche sur case noire a1 · Tour blanche sur case blanche d1 · Roi blanc sur case blanche f1 | Tour noire sur case blanche a8 · Tour noire sur case blanche e8 · Roi noir sur case blanche g8 · Pion noir sur case noire a7 · Fou noir sur case blanche b7 · Dame noire sur case blanche d7 · Pion noir sur case blanche f7 · Fou noir sur case noire g7 · Pion noir sur case blanche h7 · Pion noir sur case noire b6 · Pion noir sur case blanche g6 · Cavalier blanc sur case noire d4 · Fou blanc sur case noire a3 · Pion blanc sur case blanche b3 · Cavalier blanc sur case noire c3 · Pion blanc sur case noire g3 · Pion blanc sur case blanche a2 · Dame blanche sur case noire d2 · Pion blanc sur case noire h2 · Tour blanche sur case noire a1 · Tour blanche sur case blanche d1 · Roi blanc sur case blanche f1 | Tour noire sur case blanche a8 · Tour noire sur case blanche e8 · Roi noir sur case blanche g8 · Pion noir sur case noire a7 · Fou noir sur case blanche b7 · Dame noire sur case blanche d7 · Pion noir sur case blanche f7 · Fou noir sur case noire g7 · Pion noir sur case blanche h7 · Pion noir sur case noire b6 · Pion noir sur case blanche g6 · Cavalier blanc sur case noire d4 · Fou blanc sur case noire a3 · Pion blanc sur case blanche b3 · Cavalier blanc sur case noire c3 · Pion blanc sur case noire g3 · Pion blanc sur case blanche a2 · Dame blanche sur case noire d2 · Pion blanc sur case noire h2 · Tour blanche sur case noire a1 · Tour blanche sur case blanche d1 · Roi blanc sur case blanche f1 | Tour noire sur case blanche a8 · Tour noire sur case blanche e8 · Roi noir sur case blanche g8 · Pion noir sur case noire a7 · Fou noir sur case blanche b7 · Dame noire sur case blanche d7 · Pion noir sur case blanche f7 · Fou noir sur case noire g7 · Pion noir sur case blanche h7 · Pion noir sur case noire b6 · Pion noir sur case blanche g6 · Cavalier blanc sur case noire d4 · Fou blanc sur case noire a3 · Pion blanc sur case blanche b3 · Cavalier blanc sur case noire c3 · Pion blanc sur case noire g3 · Pion blanc sur case blanche a2 · Dame blanche sur case noire d2 · Pion blanc sur case noire h2 · Tour blanche sur case noire a1 · Tour blanche sur case blanche d1 · Roi blanc sur case blanche f1 | Tour noire sur case blanche a8 · Tour noire sur case blanche e8 · Roi noir sur case blanche g8 · Pion noir sur case noire a7 · Fou noir sur case blanche b7 · Dame noire sur case blanche d7 · Pion noir sur case blanche f7 · Fou noir sur case noire g7 · Pion noir sur case blanche h7 · Pion noir sur case noire b6 · Pion noir sur case blanche g6 · Cavalier blanc sur case noire d4 · Fou blanc sur case noire a3 · Pion blanc sur case blanche b3 · Cavalier blanc sur case noire c3 · Pion blanc sur case noire g3 · Pion blanc sur case blanche a2 · Dame blanche sur case noire d2 · Pion blanc sur case noire h2 · Tour blanche sur case noire a1 · Tour blanche sur case blanche d1 · Roi blanc sur case blanche f1 | Tour noire sur case blanche a8 · Tour noire sur case blanche e8 · Roi noir sur case blanche g8 · Pion noir sur case noire a7 · Fou noir sur case blanche b7 · Dame noire sur case blanche d7 · Pion noir sur case blanche f7 · Fou noir sur case noire g7 · Pion noir sur case blanche h7 · Pion noir sur case noire b6 · Pion noir sur case blanche g6 · Cavalier blanc sur case noire d4 · Fou blanc sur case noire a3 · Pion blanc sur case blanche b3 · Cavalier blanc sur case noire c3 · Pion blanc sur case noire g3 · Pion blanc sur case blanche a2 · Dame blanche sur case noire d2 · Pion blanc sur case noire h2 · Tour blanche sur case noire a1 · Tour blanche sur case blanche d1 · Roi blanc sur case blanche f1 | 6 |
| 5 | Tour noire sur case blanche a8 · Tour noire sur case blanche e8 · Roi noir sur case blanche g8 · Pion noir sur case noire a7 · Fou noir sur case blanche b7 · Dame noire sur case blanche d7 · Pion noir sur case blanche f7 · Fou noir sur case noire g7 · Pion noir sur case blanche h7 · Pion noir sur case noire b6 · Pion noir sur case blanche g6 · Cavalier blanc sur case noire d4 · Fou blanc sur case noire a3 · Pion blanc sur case blanche b3 · Cavalier blanc sur case noire c3 · Pion blanc sur case noire g3 · Pion blanc sur case blanche a2 · Dame blanche sur case noire d2 · Pion blanc sur case noire h2 · Tour blanche sur case noire a1 · Tour blanche sur case blanche d1 · Roi blanc sur case blanche f1 | Tour noire sur case blanche a8 · Tour noire sur case blanche e8 · Roi noir sur case blanche g8 · Pion noir sur case noire a7 · Fou noir sur case blanche b7 · Dame noire sur case blanche d7 · Pion noir sur case blanche f7 · Fou noir sur case noire g7 · Pion noir sur case blanche h7 · Pion noir sur case noire b6 · Pion noir sur case blanche g6 · Cavalier blanc sur case noire d4 · Fou blanc sur case noire a3 · Pion blanc sur case blanche b3 · Cavalier blanc sur case noire c3 · Pion blanc sur case noire g3 · Pion blanc sur case blanche a2 · Dame blanche sur case noire d2 · Pion blanc sur case noire h2 · Tour blanche sur case noire a1 · Tour blanche sur case blanche d1 · Roi blanc sur case blanche f1 | Tour noire sur case blanche a8 · Tour noire sur case blanche e8 · Roi noir sur case blanche g8 · Pion noir sur case noire a7 · Fou noir sur case blanche b7 · Dame noire sur case blanche d7 · Pion noir sur case blanche f7 · Fou noir sur case noire g7 · Pion noir sur case blanche h7 · Pion noir sur case noire b6 · Pion noir sur case blanche g6 · Cavalier blanc sur case noire d4 · Fou blanc sur case noire a3 · Pion blanc sur case blanche b3 · Cavalier blanc sur case noire c3 · Pion blanc sur case noire g3 · Pion blanc sur case blanche a2 · Dame blanche sur case noire d2 · Pion blanc sur case noire h2 · Tour blanche sur case noire a1 · Tour blanche sur case blanche d1 · Roi blanc sur case blanche f1 | Tour noire sur case blanche a8 · Tour noire sur case blanche e8 · Roi noir sur case blanche g8 · Pion noir sur case noire a7 · Fou noir sur case blanche b7 · Dame noire sur case blanche d7 · Pion noir sur case blanche f7 · Fou noir sur case noire g7 · Pion noir sur case blanche h7 · Pion noir sur case noire b6 · Pion noir sur case blanche g6 · Cavalier blanc sur case noire d4 · Fou blanc sur case noire a3 · Pion blanc sur case blanche b3 · Cavalier blanc sur case noire c3 · Pion blanc sur case noire g3 · Pion blanc sur case blanche a2 · Dame blanche sur case noire d2 · Pion blanc sur case noire h2 · Tour blanche sur case noire a1 · Tour blanche sur case blanche d1 · Roi blanc sur case blanche f1 | Tour noire sur case blanche a8 · Tour noire sur case blanche e8 · Roi noir sur case blanche g8 · Pion noir sur case noire a7 · Fou noir sur case blanche b7 · Dame noire sur case blanche d7 · Pion noir sur case blanche f7 · Fou noir sur case noire g7 · Pion noir sur case blanche h7 · Pion noir sur case noire b6 · Pion noir sur case blanche g6 · Cavalier blanc sur case noire d4 · Fou blanc sur case noire a3 · Pion blanc sur case blanche b3 · Cavalier blanc sur case noire c3 · Pion blanc sur case noire g3 · Pion blanc sur case blanche a2 · Dame blanche sur case noire d2 · Pion blanc sur case noire h2 · Tour blanche sur case noire a1 · Tour blanche sur case blanche d1 · Roi blanc sur case blanche f1 | Tour noire sur case blanche a8 · Tour noire sur case blanche e8 · Roi noir sur case blanche g8 · Pion noir sur case noire a7 · Fou noir sur case blanche b7 · Dame noire sur case blanche d7 · Pion noir sur case blanche f7 · Fou noir sur case noire g7 · Pion noir sur case blanche h7 · Pion noir sur case noire b6 · Pion noir sur case blanche g6 · Cavalier blanc sur case noire d4 · Fou blanc sur case noire a3 · Pion blanc sur case blanche b3 · Cavalier blanc sur case noire c3 · Pion blanc sur case noire g3 · Pion blanc sur case blanche a2 · Dame blanche sur case noire d2 · Pion blanc sur case noire h2 · Tour blanche sur case noire a1 · Tour blanche sur case blanche d1 · Roi blanc sur case blanche f1 | Tour noire sur case blanche a8 · Tour noire sur case blanche e8 · Roi noir sur case blanche g8 · Pion noir sur case noire a7 · Fou noir sur case blanche b7 · Dame noire sur case blanche d7 · Pion noir sur case blanche f7 · Fou noir sur case noire g7 · Pion noir sur case blanche h7 · Pion noir sur case noire b6 · Pion noir sur case blanche g6 · Cavalier blanc sur case noire d4 · Fou blanc sur case noire a3 · Pion blanc sur case blanche b3 · Cavalier blanc sur case noire c3 · Pion blanc sur case noire g3 · Pion blanc sur case blanche a2 · Dame blanche sur case noire d2 · Pion blanc sur case noire h2 · Tour blanche sur case noire a1 · Tour blanche sur case blanche d1 · Roi blanc sur case blanche f1 | Tour noire sur case blanche a8 · Tour noire sur case blanche e8 · Roi noir sur case blanche g8 · Pion noir sur case noire a7 · Fou noir sur case blanche b7 · Dame noire sur case blanche d7 · Pion noir sur case blanche f7 · Fou noir sur case noire g7 · Pion noir sur case blanche h7 · Pion noir sur case noire b6 · Pion noir sur case blanche g6 · Cavalier blanc sur case noire d4 · Fou blanc sur case noire a3 · Pion blanc sur case blanche b3 · Cavalier blanc sur case noire c3 · Pion blanc sur case noire g3 · Pion blanc sur case blanche a2 · Dame blanche sur case noire d2 · Pion blanc sur case noire h2 · Tour blanche sur case noire a1 · Tour blanche sur case blanche d1 · Roi blanc sur case blanche f1 | 5 |
| 4 | Tour noire sur case blanche a8 · Tour noire sur case blanche e8 · Roi noir sur case blanche g8 · Pion noir sur case noire a7 · Fou noir sur case blanche b7 · Dame noire sur case blanche d7 · Pion noir sur case blanche f7 · Fou noir sur case noire g7 · Pion noir sur case blanche h7 · Pion noir sur case noire b6 · Pion noir sur case blanche g6 · Cavalier blanc sur case noire d4 · Fou blanc sur case noire a3 · Pion blanc sur case blanche b3 · Cavalier blanc sur case noire c3 · Pion blanc sur case noire g3 · Pion blanc sur case blanche a2 · Dame blanche sur case noire d2 · Pion blanc sur case noire h2 · Tour blanche sur case noire a1 · Tour blanche sur case blanche d1 · Roi blanc sur case blanche f1 | Tour noire sur case blanche a8 · Tour noire sur case blanche e8 · Roi noir sur case blanche g8 · Pion noir sur case noire a7 · Fou noir sur case blanche b7 · Dame noire sur case blanche d7 · Pion noir sur case blanche f7 · Fou noir sur case noire g7 · Pion noir sur case blanche h7 · Pion noir sur case noire b6 · Pion noir sur case blanche g6 · Cavalier blanc sur case noire d4 · Fou blanc sur case noire a3 · Pion blanc sur case blanche b3 · Cavalier blanc sur case noire c3 · Pion blanc sur case noire g3 · Pion blanc sur case blanche a2 · Dame blanche sur case noire d2 · Pion blanc sur case noire h2 · Tour blanche sur case noire a1 · Tour blanche sur case blanche d1 · Roi blanc sur case blanche f1 | Tour noire sur case blanche a8 · Tour noire sur case blanche e8 · Roi noir sur case blanche g8 · Pion noir sur case noire a7 · Fou noir sur case blanche b7 · Dame noire sur case blanche d7 · Pion noir sur case blanche f7 · Fou noir sur case noire g7 · Pion noir sur case blanche h7 · Pion noir sur case noire b6 · Pion noir sur case blanche g6 · Cavalier blanc sur case noire d4 · Fou blanc sur case noire a3 · Pion blanc sur case blanche b3 · Cavalier blanc sur case noire c3 · Pion blanc sur case noire g3 · Pion blanc sur case blanche a2 · Dame blanche sur case noire d2 · Pion blanc sur case noire h2 · Tour blanche sur case noire a1 · Tour blanche sur case blanche d1 · Roi blanc sur case blanche f1 | Tour noire sur case blanche a8 · Tour noire sur case blanche e8 · Roi noir sur case blanche g8 · Pion noir sur case noire a7 · Fou noir sur case blanche b7 · Dame noire sur case blanche d7 · Pion noir sur case blanche f7 · Fou noir sur case noire g7 · Pion noir sur case blanche h7 · Pion noir sur case noire b6 · Pion noir sur case blanche g6 · Cavalier blanc sur case noire d4 · Fou blanc sur case noire a3 · Pion blanc sur case blanche b3 · Cavalier blanc sur case noire c3 · Pion blanc sur case noire g3 · Pion blanc sur case blanche a2 · Dame blanche sur case noire d2 · Pion blanc sur case noire h2 · Tour blanche sur case noire a1 · Tour blanche sur case blanche d1 · Roi blanc sur case blanche f1 | Tour noire sur case blanche a8 · Tour noire sur case blanche e8 · Roi noir sur case blanche g8 · Pion noir sur case noire a7 · Fou noir sur case blanche b7 · Dame noire sur case blanche d7 · Pion noir sur case blanche f7 · Fou noir sur case noire g7 · Pion noir sur case blanche h7 · Pion noir sur case noire b6 · Pion noir sur case blanche g6 · Cavalier blanc sur case noire d4 · Fou blanc sur case noire a3 · Pion blanc sur case blanche b3 · Cavalier blanc sur case noire c3 · Pion blanc sur case noire g3 · Pion blanc sur case blanche a2 · Dame blanche sur case noire d2 · Pion blanc sur case noire h2 · Tour blanche sur case noire a1 · Tour blanche sur case blanche d1 · Roi blanc sur case blanche f1 | Tour noire sur case blanche a8 · Tour noire sur case blanche e8 · Roi noir sur case blanche g8 · Pion noir sur case noire a7 · Fou noir sur case blanche b7 · Dame noire sur case blanche d7 · Pion noir sur case blanche f7 · Fou noir sur case noire g7 · Pion noir sur case blanche h7 · Pion noir sur case noire b6 · Pion noir sur case blanche g6 · Cavalier blanc sur case noire d4 · Fou blanc sur case noire a3 · Pion blanc sur case blanche b3 · Cavalier blanc sur case noire c3 · Pion blanc sur case noire g3 · Pion blanc sur case blanche a2 · Dame blanche sur case noire d2 · Pion blanc sur case noire h2 · Tour blanche sur case noire a1 · Tour blanche sur case blanche d1 · Roi blanc sur case blanche f1 | Tour noire sur case blanche a8 · Tour noire sur case blanche e8 · Roi noir sur case blanche g8 · Pion noir sur case noire a7 · Fou noir sur case blanche b7 · Dame noire sur case blanche d7 · Pion noir sur case blanche f7 · Fou noir sur case noire g7 · Pion noir sur case blanche h7 · Pion noir sur case noire b6 · Pion noir sur case blanche g6 · Cavalier blanc sur case noire d4 · Fou blanc sur case noire a3 · Pion blanc sur case blanche b3 · Cavalier blanc sur case noire c3 · Pion blanc sur case noire g3 · Pion blanc sur case blanche a2 · Dame blanche sur case noire d2 · Pion blanc sur case noire h2 · Tour blanche sur case noire a1 · Tour blanche sur case blanche d1 · Roi blanc sur case blanche f1 | Tour noire sur case blanche a8 · Tour noire sur case blanche e8 · Roi noir sur case blanche g8 · Pion noir sur case noire a7 · Fou noir sur case blanche b7 · Dame noire sur case blanche d7 · Pion noir sur case blanche f7 · Fou noir sur case noire g7 · Pion noir sur case blanche h7 · Pion noir sur case noire b6 · Pion noir sur case blanche g6 · Cavalier blanc sur case noire d4 · Fou blanc sur case noire a3 · Pion blanc sur case blanche b3 · Cavalier blanc sur case noire c3 · Pion blanc sur case noire g3 · Pion blanc sur case blanche a2 · Dame blanche sur case noire d2 · Pion blanc sur case noire h2 · Tour blanche sur case noire a1 · Tour blanche sur case blanche d1 · Roi blanc sur case blanche f1 | 4 |
| 3 | Tour noire sur case blanche a8 · Tour noire sur case blanche e8 · Roi noir sur case blanche g8 · Pion noir sur case noire a7 · Fou noir sur case blanche b7 · Dame noire sur case blanche d7 · Pion noir sur case blanche f7 · Fou noir sur case noire g7 · Pion noir sur case blanche h7 · Pion noir sur case noire b6 · Pion noir sur case blanche g6 · Cavalier blanc sur case noire d4 · Fou blanc sur case noire a3 · Pion blanc sur case blanche b3 · Cavalier blanc sur case noire c3 · Pion blanc sur case noire g3 · Pion blanc sur case blanche a2 · Dame blanche sur case noire d2 · Pion blanc sur case noire h2 · Tour blanche sur case noire a1 · Tour blanche sur case blanche d1 · Roi blanc sur case blanche f1 | Tour noire sur case blanche a8 · Tour noire sur case blanche e8 · Roi noir sur case blanche g8 · Pion noir sur case noire a7 · Fou noir sur case blanche b7 · Dame noire sur case blanche d7 · Pion noir sur case blanche f7 · Fou noir sur case noire g7 · Pion noir sur case blanche h7 · Pion noir sur case noire b6 · Pion noir sur case blanche g6 · Cavalier blanc sur case noire d4 · Fou blanc sur case noire a3 · Pion blanc sur case blanche b3 · Cavalier blanc sur case noire c3 · Pion blanc sur case noire g3 · Pion blanc sur case blanche a2 · Dame blanche sur case noire d2 · Pion blanc sur case noire h2 · Tour blanche sur case noire a1 · Tour blanche sur case blanche d1 · Roi blanc sur case blanche f1 | Tour noire sur case blanche a8 · Tour noire sur case blanche e8 · Roi noir sur case blanche g8 · Pion noir sur case noire a7 · Fou noir sur case blanche b7 · Dame noire sur case blanche d7 · Pion noir sur case blanche f7 · Fou noir sur case noire g7 · Pion noir sur case blanche h7 · Pion noir sur case noire b6 · Pion noir sur case blanche g6 · Cavalier blanc sur case noire d4 · Fou blanc sur case noire a3 · Pion blanc sur case blanche b3 · Cavalier blanc sur case noire c3 · Pion blanc sur case noire g3 · Pion blanc sur case blanche a2 · Dame blanche sur case noire d2 · Pion blanc sur case noire h2 · Tour blanche sur case noire a1 · Tour blanche sur case blanche d1 · Roi blanc sur case blanche f1 | Tour noire sur case blanche a8 · Tour noire sur case blanche e8 · Roi noir sur case blanche g8 · Pion noir sur case noire a7 · Fou noir sur case blanche b7 · Dame noire sur case blanche d7 · Pion noir sur case blanche f7 · Fou noir sur case noire g7 · Pion noir sur case blanche h7 · Pion noir sur case noire b6 · Pion noir sur case blanche g6 · Cavalier blanc sur case noire d4 · Fou blanc sur case noire a3 · Pion blanc sur case blanche b3 · Cavalier blanc sur case noire c3 · Pion blanc sur case noire g3 · Pion blanc sur case blanche a2 · Dame blanche sur case noire d2 · Pion blanc sur case noire h2 · Tour blanche sur case noire a1 · Tour blanche sur case blanche d1 · Roi blanc sur case blanche f1 | Tour noire sur case blanche a8 · Tour noire sur case blanche e8 · Roi noir sur case blanche g8 · Pion noir sur case noire a7 · Fou noir sur case blanche b7 · Dame noire sur case blanche d7 · Pion noir sur case blanche f7 · Fou noir sur case noire g7 · Pion noir sur case blanche h7 · Pion noir sur case noire b6 · Pion noir sur case blanche g6 · Cavalier blanc sur case noire d4 · Fou blanc sur case noire a3 · Pion blanc sur case blanche b3 · Cavalier blanc sur case noire c3 · Pion blanc sur case noire g3 · Pion blanc sur case blanche a2 · Dame blanche sur case noire d2 · Pion blanc sur case noire h2 · Tour blanche sur case noire a1 · Tour blanche sur case blanche d1 · Roi blanc sur case blanche f1 | Tour noire sur case blanche a8 · Tour noire sur case blanche e8 · Roi noir sur case blanche g8 · Pion noir sur case noire a7 · Fou noir sur case blanche b7 · Dame noire sur case blanche d7 · Pion noir sur case blanche f7 · Fou noir sur case noire g7 · Pion noir sur case blanche h7 · Pion noir sur case noire b6 · Pion noir sur case blanche g6 · Cavalier blanc sur case noire d4 · Fou blanc sur case noire a3 · Pion blanc sur case blanche b3 · Cavalier blanc sur case noire c3 · Pion blanc sur case noire g3 · Pion blanc sur case blanche a2 · Dame blanche sur case noire d2 · Pion blanc sur case noire h2 · Tour blanche sur case noire a1 · Tour blanche sur case blanche d1 · Roi blanc sur case blanche f1 | Tour noire sur case blanche a8 · Tour noire sur case blanche e8 · Roi noir sur case blanche g8 · Pion noir sur case noire a7 · Fou noir sur case blanche b7 · Dame noire sur case blanche d7 · Pion noir sur case blanche f7 · Fou noir sur case noire g7 · Pion noir sur case blanche h7 · Pion noir sur case noire b6 · Pion noir sur case blanche g6 · Cavalier blanc sur case noire d4 · Fou blanc sur case noire a3 · Pion blanc sur case blanche b3 · Cavalier blanc sur case noire c3 · Pion blanc sur case noire g3 · Pion blanc sur case blanche a2 · Dame blanche sur case noire d2 · Pion blanc sur case noire h2 · Tour blanche sur case noire a1 · Tour blanche sur case blanche d1 · Roi blanc sur case blanche f1 | Tour noire sur case blanche a8 · Tour noire sur case blanche e8 · Roi noir sur case blanche g8 · Pion noir sur case noire a7 · Fou noir sur case blanche b7 · Dame noire sur case blanche d7 · Pion noir sur case blanche f7 · Fou noir sur case noire g7 · Pion noir sur case blanche h7 · Pion noir sur case noire b6 · Pion noir sur case blanche g6 · Cavalier blanc sur case noire d4 · Fou blanc sur case noire a3 · Pion blanc sur case blanche b3 · Cavalier blanc sur case noire c3 · Pion blanc sur case noire g3 · Pion blanc sur case blanche a2 · Dame blanche sur case noire d2 · Pion blanc sur case noire h2 · Tour blanche sur case noire a1 · Tour blanche sur case blanche d1 · Roi blanc sur case blanche f1 | 3 |
| 2 | Tour noire sur case blanche a8 · Tour noire sur case blanche e8 · Roi noir sur case blanche g8 · Pion noir sur case noire a7 · Fou noir sur case blanche b7 · Dame noire sur case blanche d7 · Pion noir sur case blanche f7 · Fou noir sur case noire g7 · Pion noir sur case blanche h7 · Pion noir sur case noire b6 · Pion noir sur case blanche g6 · Cavalier blanc sur case noire d4 · Fou blanc sur case noire a3 · Pion blanc sur case blanche b3 · Cavalier blanc sur case noire c3 · Pion blanc sur case noire g3 · Pion blanc sur case blanche a2 · Dame blanche sur case noire d2 · Pion blanc sur case noire h2 · Tour blanche sur case noire a1 · Tour blanche sur case blanche d1 · Roi blanc sur case blanche f1 | Tour noire sur case blanche a8 · Tour noire sur case blanche e8 · Roi noir sur case blanche g8 · Pion noir sur case noire a7 · Fou noir sur case blanche b7 · Dame noire sur case blanche d7 · Pion noir sur case blanche f7 · Fou noir sur case noire g7 · Pion noir sur case blanche h7 · Pion noir sur case noire b6 · Pion noir sur case blanche g6 · Cavalier blanc sur case noire d4 · Fou blanc sur case noire a3 · Pion blanc sur case blanche b3 · Cavalier blanc sur case noire c3 · Pion blanc sur case noire g3 · Pion blanc sur case blanche a2 · Dame blanche sur case noire d2 · Pion blanc sur case noire h2 · Tour blanche sur case noire a1 · Tour blanche sur case blanche d1 · Roi blanc sur case blanche f1 | Tour noire sur case blanche a8 · Tour noire sur case blanche e8 · Roi noir sur case blanche g8 · Pion noir sur case noire a7 · Fou noir sur case blanche b7 · Dame noire sur case blanche d7 · Pion noir sur case blanche f7 · Fou noir sur case noire g7 · Pion noir sur case blanche h7 · Pion noir sur case noire b6 · Pion noir sur case blanche g6 · Cavalier blanc sur case noire d4 · Fou blanc sur case noire a3 · Pion blanc sur case blanche b3 · Cavalier blanc sur case noire c3 · Pion blanc sur case noire g3 · Pion blanc sur case blanche a2 · Dame blanche sur case noire d2 · Pion blanc sur case noire h2 · Tour blanche sur case noire a1 · Tour blanche sur case blanche d1 · Roi blanc sur case blanche f1 | Tour noire sur case blanche a8 · Tour noire sur case blanche e8 · Roi noir sur case blanche g8 · Pion noir sur case noire a7 · Fou noir sur case blanche b7 · Dame noire sur case blanche d7 · Pion noir sur case blanche f7 · Fou noir sur case noire g7 · Pion noir sur case blanche h7 · Pion noir sur case noire b6 · Pion noir sur case blanche g6 · Cavalier blanc sur case noire d4 · Fou blanc sur case noire a3 · Pion blanc sur case blanche b3 · Cavalier blanc sur case noire c3 · Pion blanc sur case noire g3 · Pion blanc sur case blanche a2 · Dame blanche sur case noire d2 · Pion blanc sur case noire h2 · Tour blanche sur case noire a1 · Tour blanche sur case blanche d1 · Roi blanc sur case blanche f1 | Tour noire sur case blanche a8 · Tour noire sur case blanche e8 · Roi noir sur case blanche g8 · Pion noir sur case noire a7 · Fou noir sur case blanche b7 · Dame noire sur case blanche d7 · Pion noir sur case blanche f7 · Fou noir sur case noire g7 · Pion noir sur case blanche h7 · Pion noir sur case noire b6 · Pion noir sur case blanche g6 · Cavalier blanc sur case noire d4 · Fou blanc sur case noire a3 · Pion blanc sur case blanche b3 · Cavalier blanc sur case noire c3 · Pion blanc sur case noire g3 · Pion blanc sur case blanche a2 · Dame blanche sur case noire d2 · Pion blanc sur case noire h2 · Tour blanche sur case noire a1 · Tour blanche sur case blanche d1 · Roi blanc sur case blanche f1 | Tour noire sur case blanche a8 · Tour noire sur case blanche e8 · Roi noir sur case blanche g8 · Pion noir sur case noire a7 · Fou noir sur case blanche b7 · Dame noire sur case blanche d7 · Pion noir sur case blanche f7 · Fou noir sur case noire g7 · Pion noir sur case blanche h7 · Pion noir sur case noire b6 · Pion noir sur case blanche g6 · Cavalier blanc sur case noire d4 · Fou blanc sur case noire a3 · Pion blanc sur case blanche b3 · Cavalier blanc sur case noire c3 · Pion blanc sur case noire g3 · Pion blanc sur case blanche a2 · Dame blanche sur case noire d2 · Pion blanc sur case noire h2 · Tour blanche sur case noire a1 · Tour blanche sur case blanche d1 · Roi blanc sur case blanche f1 | Tour noire sur case blanche a8 · Tour noire sur case blanche e8 · Roi noir sur case blanche g8 · Pion noir sur case noire a7 · Fou noir sur case blanche b7 · Dame noire sur case blanche d7 · Pion noir sur case blanche f7 · Fou noir sur case noire g7 · Pion noir sur case blanche h7 · Pion noir sur case noire b6 · Pion noir sur case blanche g6 · Cavalier blanc sur case noire d4 · Fou blanc sur case noire a3 · Pion blanc sur case blanche b3 · Cavalier blanc sur case noire c3 · Pion blanc sur case noire g3 · Pion blanc sur case blanche a2 · Dame blanche sur case noire d2 · Pion blanc sur case noire h2 · Tour blanche sur case noire a1 · Tour blanche sur case blanche d1 · Roi blanc sur case blanche f1 | Tour noire sur case blanche a8 · Tour noire sur case blanche e8 · Roi noir sur case blanche g8 · Pion noir sur case noire a7 · Fou noir sur case blanche b7 · Dame noire sur case blanche d7 · Pion noir sur case blanche f7 · Fou noir sur case noire g7 · Pion noir sur case blanche h7 · Pion noir sur case noire b6 · Pion noir sur case blanche g6 · Cavalier blanc sur case noire d4 · Fou blanc sur case noire a3 · Pion blanc sur case blanche b3 · Cavalier blanc sur case noire c3 · Pion blanc sur case noire g3 · Pion blanc sur case blanche a2 · Dame blanche sur case noire d2 · Pion blanc sur case noire h2 · Tour blanche sur case noire a1 · Tour blanche sur case blanche d1 · Roi blanc sur case blanche f1 | 2 |
| 1 | Tour noire sur case blanche a8 · Tour noire sur case blanche e8 · Roi noir sur case blanche g8 · Pion noir sur case noire a7 · Fou noir sur case blanche b7 · Dame noire sur case blanche d7 · Pion noir sur case blanche f7 · Fou noir sur case noire g7 · Pion noir sur case blanche h7 · Pion noir sur case noire b6 · Pion noir sur case blanche g6 · Cavalier blanc sur case noire d4 · Fou blanc sur case noire a3 · Pion blanc sur case blanche b3 · Cavalier blanc sur case noire c3 · Pion blanc sur case noire g3 · Pion blanc sur case blanche a2 · Dame blanche sur case noire d2 · Pion blanc sur case noire h2 · Tour blanche sur case noire a1 · Tour blanche sur case blanche d1 · Roi blanc sur case blanche f1 | Tour noire sur case blanche a8 · Tour noire sur case blanche e8 · Roi noir sur case blanche g8 · Pion noir sur case noire a7 · Fou noir sur case blanche b7 · Dame noire sur case blanche d7 · Pion noir sur case blanche f7 · Fou noir sur case noire g7 · Pion noir sur case blanche h7 · Pion noir sur case noire b6 · Pion noir sur case blanche g6 · Cavalier blanc sur case noire d4 · Fou blanc sur case noire a3 · Pion blanc sur case blanche b3 · Cavalier blanc sur case noire c3 · Pion blanc sur case noire g3 · Pion blanc sur case blanche a2 · Dame blanche sur case noire d2 · Pion blanc sur case noire h2 · Tour blanche sur case noire a1 · Tour blanche sur case blanche d1 · Roi blanc sur case blanche f1 | Tour noire sur case blanche a8 · Tour noire sur case blanche e8 · Roi noir sur case blanche g8 · Pion noir sur case noire a7 · Fou noir sur case blanche b7 · Dame noire sur case blanche d7 · Pion noir sur case blanche f7 · Fou noir sur case noire g7 · Pion noir sur case blanche h7 · Pion noir sur case noire b6 · Pion noir sur case blanche g6 · Cavalier blanc sur case noire d4 · Fou blanc sur case noire a3 · Pion blanc sur case blanche b3 · Cavalier blanc sur case noire c3 · Pion blanc sur case noire g3 · Pion blanc sur case blanche a2 · Dame blanche sur case noire d2 · Pion blanc sur case noire h2 · Tour blanche sur case noire a1 · Tour blanche sur case blanche d1 · Roi blanc sur case blanche f1 | Tour noire sur case blanche a8 · Tour noire sur case blanche e8 · Roi noir sur case blanche g8 · Pion noir sur case noire a7 · Fou noir sur case blanche b7 · Dame noire sur case blanche d7 · Pion noir sur case blanche f7 · Fou noir sur case noire g7 · Pion noir sur case blanche h7 · Pion noir sur case noire b6 · Pion noir sur case blanche g6 · Cavalier blanc sur case noire d4 · Fou blanc sur case noire a3 · Pion blanc sur case blanche b3 · Cavalier blanc sur case noire c3 · Pion blanc sur case noire g3 · Pion blanc sur case blanche a2 · Dame blanche sur case noire d2 · Pion blanc sur case noire h2 · Tour blanche sur case noire a1 · Tour blanche sur case blanche d1 · Roi blanc sur case blanche f1 | Tour noire sur case blanche a8 · Tour noire sur case blanche e8 · Roi noir sur case blanche g8 · Pion noir sur case noire a7 · Fou noir sur case blanche b7 · Dame noire sur case blanche d7 · Pion noir sur case blanche f7 · Fou noir sur case noire g7 · Pion noir sur case blanche h7 · Pion noir sur case noire b6 · Pion noir sur case blanche g6 · Cavalier blanc sur case noire d4 · Fou blanc sur case noire a3 · Pion blanc sur case blanche b3 · Cavalier blanc sur case noire c3 · Pion blanc sur case noire g3 · Pion blanc sur case blanche a2 · Dame blanche sur case noire d2 · Pion blanc sur case noire h2 · Tour blanche sur case noire a1 · Tour blanche sur case blanche d1 · Roi blanc sur case blanche f1 | Tour noire sur case blanche a8 · Tour noire sur case blanche e8 · Roi noir sur case blanche g8 · Pion noir sur case noire a7 · Fou noir sur case blanche b7 · Dame noire sur case blanche d7 · Pion noir sur case blanche f7 · Fou noir sur case noire g7 · Pion noir sur case blanche h7 · Pion noir sur case noire b6 · Pion noir sur case blanche g6 · Cavalier blanc sur case noire d4 · Fou blanc sur case noire a3 · Pion blanc sur case blanche b3 · Cavalier blanc sur case noire c3 · Pion blanc sur case noire g3 · Pion blanc sur case blanche a2 · Dame blanche sur case noire d2 · Pion blanc sur case noire h2 · Tour blanche sur case noire a1 · Tour blanche sur case blanche d1 · Roi blanc sur case blanche f1 | Tour noire sur case blanche a8 · Tour noire sur case blanche e8 · Roi noir sur case blanche g8 · Pion noir sur case noire a7 · Fou noir sur case blanche b7 · Dame noire sur case blanche d7 · Pion noir sur case blanche f7 · Fou noir sur case noire g7 · Pion noir sur case blanche h7 · Pion noir sur case noire b6 · Pion noir sur case blanche g6 · Cavalier blanc sur case noire d4 · Fou blanc sur case noire a3 · Pion blanc sur case blanche b3 · Cavalier blanc sur case noire c3 · Pion blanc sur case noire g3 · Pion blanc sur case blanche a2 · Dame blanche sur case noire d2 · Pion blanc sur case noire h2 · Tour blanche sur case noire a1 · Tour blanche sur case blanche d1 · Roi blanc sur case blanche f1 | Tour noire sur case blanche a8 · Tour noire sur case blanche e8 · Roi noir sur case blanche g8 · Pion noir sur case noire a7 · Fou noir sur case blanche b7 · Dame noire sur case blanche d7 · Pion noir sur case blanche f7 · Fou noir sur case noire g7 · Pion noir sur case blanche h7 · Pion noir sur case noire b6 · Pion noir sur case blanche g6 · Cavalier blanc sur case noire d4 · Fou blanc sur case noire a3 · Pion blanc sur case blanche b3 · Cavalier blanc sur case noire c3 · Pion blanc sur case noire g3 · Pion blanc sur case blanche a2 · Dame blanche sur case noire d2 · Pion blanc sur case noire h2 · Tour blanche sur case noire a1 · Tour blanche sur case blanche d1 · Roi blanc sur case blanche f1 | 1 |
|   | a | b | c | d | e | f | g | h |   |

L'objectif est d'attirer une pièce dans un lieu où elle sera vulnérable ou dans un lieu où elle ne contrôlera plus une case-clé. 
Un exemple subtil de déviation est donné dans l'une des deux variantes après l'abandon de Robert Byrne dans la partie qui l'opposa à Bobby Fischer (avec les Noirs) lors du Championnat des États-Unis 1963/64. En effet, dans cette variante, après le coup noir « extraordinairement tranquille » 21...Dd7, il suit: 22. Df2 Dh3+ 23. Rg1 Te1+!! (dévie la Tour de la défense du Cavalier d4) 24. Txe1 Fxd4 25. Ce4 Fxf2+ 26. Rxf2 Dxh2+ avec un avantage noir écrasant. 
Dans l'autre variante (22. Cdb5 Dh3+ 23. Rg1 Fh6), la Dame blanche doit également se sacrifier pour éviter le mat.

## Extraction d'un roi
|   | a | b | c | d | e | f | g | h |   |
| 8 | Tour noire sur case noire b8 · Cavalier noir sur case blanche g8 · Roi noir sur case noire h8 · Pion noir sur case blanche b7 · Dame noire sur case blanche d7 · Fou noir sur case noire e7 · Pion noir sur case blanche h7 · Pion noir sur case noire d6 · Tour noire sur case noire f6 · Pion noir sur case noire a5 · Pion noir sur case noire c5 · Pion blanc sur case blanche d5 · Pion noir sur case noire e5 · Pion blanc sur case blanche c4 · Pion blanc sur case blanche e4 · Pion noir sur case noire f4 · Pion blanc sur case blanche f3 · Pion blanc sur case blanche h3 · Pion blanc sur case blanche a2 · Pion blanc sur case noire b2 · Dame blanche sur case noire d2 · Cavalier blanc sur case blanche e2 · Fou blanc sur case noire f2 · Tour blanche sur case blanche g2 · Roi blanc sur case noire h2 · Tour blanche sur case blanche f1 | Tour noire sur case noire b8 · Cavalier noir sur case blanche g8 · Roi noir sur case noire h8 · Pion noir sur case blanche b7 · Dame noire sur case blanche d7 · Fou noir sur case noire e7 · Pion noir sur case blanche h7 · Pion noir sur case noire d6 · Tour noire sur case noire f6 · Pion noir sur case noire a5 · Pion noir sur case noire c5 · Pion blanc sur case blanche d5 · Pion noir sur case noire e5 · Pion blanc sur case blanche c4 · Pion blanc sur case blanche e4 · Pion noir sur case noire f4 · Pion blanc sur case blanche f3 · Pion blanc sur case blanche h3 · Pion blanc sur case blanche a2 · Pion blanc sur case noire b2 · Dame blanche sur case noire d2 · Cavalier blanc sur case blanche e2 · Fou blanc sur case noire f2 · Tour blanche sur case blanche g2 · Roi blanc sur case noire h2 · Tour blanche sur case blanche f1 | Tour noire sur case noire b8 · Cavalier noir sur case blanche g8 · Roi noir sur case noire h8 · Pion noir sur case blanche b7 · Dame noire sur case blanche d7 · Fou noir sur case noire e7 · Pion noir sur case blanche h7 · Pion noir sur case noire d6 · Tour noire sur case noire f6 · Pion noir sur case noire a5 · Pion noir sur case noire c5 · Pion blanc sur case blanche d5 · Pion noir sur case noire e5 · Pion blanc sur case blanche c4 · Pion blanc sur case blanche e4 · Pion noir sur case noire f4 · Pion blanc sur case blanche f3 · Pion blanc sur case blanche h3 · Pion blanc sur case blanche a2 · Pion blanc sur case noire b2 · Dame blanche sur case noire d2 · Cavalier blanc sur case blanche e2 · Fou blanc sur case noire f2 · Tour blanche sur case blanche g2 · Roi blanc sur case noire h2 · Tour blanche sur case blanche f1 | Tour noire sur case noire b8 · Cavalier noir sur case blanche g8 · Roi noir sur case noire h8 · Pion noir sur case blanche b7 · Dame noire sur case blanche d7 · Fou noir sur case noire e7 · Pion noir sur case blanche h7 · Pion noir sur case noire d6 · Tour noire sur case noire f6 · Pion noir sur case noire a5 · Pion noir sur case noire c5 · Pion blanc sur case blanche d5 · Pion noir sur case noire e5 · Pion blanc sur case blanche c4 · Pion blanc sur case blanche e4 · Pion noir sur case noire f4 · Pion blanc sur case blanche f3 · Pion blanc sur case blanche h3 · Pion blanc sur case blanche a2 · Pion blanc sur case noire b2 · Dame blanche sur case noire d2 · Cavalier blanc sur case blanche e2 · Fou blanc sur case noire f2 · Tour blanche sur case blanche g2 · Roi blanc sur case noire h2 · Tour blanche sur case blanche f1 | Tour noire sur case noire b8 · Cavalier noir sur case blanche g8 · Roi noir sur case noire h8 · Pion noir sur case blanche b7 · Dame noire sur case blanche d7 · Fou noir sur case noire e7 · Pion noir sur case blanche h7 · Pion noir sur case noire d6 · Tour noire sur case noire f6 · Pion noir sur case noire a5 · Pion noir sur case noire c5 · Pion blanc sur case blanche d5 · Pion noir sur case noire e5 · Pion blanc sur case blanche c4 · Pion blanc sur case blanche e4 · Pion noir sur case noire f4 · Pion blanc sur case blanche f3 · Pion blanc sur case blanche h3 · Pion blanc sur case blanche a2 · Pion blanc sur case noire b2 · Dame blanche sur case noire d2 · Cavalier blanc sur case blanche e2 · Fou blanc sur case noire f2 · Tour blanche sur case blanche g2 · Roi blanc sur case noire h2 · Tour blanche sur case blanche f1 | Tour noire sur case noire b8 · Cavalier noir sur case blanche g8 · Roi noir sur case noire h8 · Pion noir sur case blanche b7 · Dame noire sur case blanche d7 · Fou noir sur case noire e7 · Pion noir sur case blanche h7 · Pion noir sur case noire d6 · Tour noire sur case noire f6 · Pion noir sur case noire a5 · Pion noir sur case noire c5 · Pion blanc sur case blanche d5 · Pion noir sur case noire e5 · Pion blanc sur case blanche c4 · Pion blanc sur case blanche e4 · Pion noir sur case noire f4 · Pion blanc sur case blanche f3 · Pion blanc sur case blanche h3 · Pion blanc sur case blanche a2 · Pion blanc sur case noire b2 · Dame blanche sur case noire d2 · Cavalier blanc sur case blanche e2 · Fou blanc sur case noire f2 · Tour blanche sur case blanche g2 · Roi blanc sur case noire h2 · Tour blanche sur case blanche f1 | Tour noire sur case noire b8 · Cavalier noir sur case blanche g8 · Roi noir sur case noire h8 · Pion noir sur case blanche b7 · Dame noire sur case blanche d7 · Fou noir sur case noire e7 · Pion noir sur case blanche h7 · Pion noir sur case noire d6 · Tour noire sur case noire f6 · Pion noir sur case noire a5 · Pion noir sur case noire c5 · Pion blanc sur case blanche d5 · Pion noir sur case noire e5 · Pion blanc sur case blanche c4 · Pion blanc sur case blanche e4 · Pion noir sur case noire f4 · Pion blanc sur case blanche f3 · Pion blanc sur case blanche h3 · Pion blanc sur case blanche a2 · Pion blanc sur case noire b2 · Dame blanche sur case noire d2 · Cavalier blanc sur case blanche e2 · Fou blanc sur case noire f2 · Tour blanche sur case blanche g2 · Roi blanc sur case noire h2 · Tour blanche sur case blanche f1 | Tour noire sur case noire b8 · Cavalier noir sur case blanche g8 · Roi noir sur case noire h8 · Pion noir sur case blanche b7 · Dame noire sur case blanche d7 · Fou noir sur case noire e7 · Pion noir sur case blanche h7 · Pion noir sur case noire d6 · Tour noire sur case noire f6 · Pion noir sur case noire a5 · Pion noir sur case noire c5 · Pion blanc sur case blanche d5 · Pion noir sur case noire e5 · Pion blanc sur case blanche c4 · Pion blanc sur case blanche e4 · Pion noir sur case noire f4 · Pion blanc sur case blanche f3 · Pion blanc sur case blanche h3 · Pion blanc sur case blanche a2 · Pion blanc sur case noire b2 · Dame blanche sur case noire d2 · Cavalier blanc sur case blanche e2 · Fou blanc sur case noire f2 · Tour blanche sur case blanche g2 · Roi blanc sur case noire h2 · Tour blanche sur case blanche f1 | 8 |
| 7 | Tour noire sur case noire b8 · Cavalier noir sur case blanche g8 · Roi noir sur case noire h8 · Pion noir sur case blanche b7 · Dame noire sur case blanche d7 · Fou noir sur case noire e7 · Pion noir sur case blanche h7 · Pion noir sur case noire d6 · Tour noire sur case noire f6 · Pion noir sur case noire a5 · Pion noir sur case noire c5 · Pion blanc sur case blanche d5 · Pion noir sur case noire e5 · Pion blanc sur case blanche c4 · Pion blanc sur case blanche e4 · Pion noir sur case noire f4 · Pion blanc sur case blanche f3 · Pion blanc sur case blanche h3 · Pion blanc sur case blanche a2 · Pion blanc sur case noire b2 · Dame blanche sur case noire d2 · Cavalier blanc sur case blanche e2 · Fou blanc sur case noire f2 · Tour blanche sur case blanche g2 · Roi blanc sur case noire h2 · Tour blanche sur case blanche f1 | Tour noire sur case noire b8 · Cavalier noir sur case blanche g8 · Roi noir sur case noire h8 · Pion noir sur case blanche b7 · Dame noire sur case blanche d7 · Fou noir sur case noire e7 · Pion noir sur case blanche h7 · Pion noir sur case noire d6 · Tour noire sur case noire f6 · Pion noir sur case noire a5 · Pion noir sur case noire c5 · Pion blanc sur case blanche d5 · Pion noir sur case noire e5 · Pion blanc sur case blanche c4 · Pion blanc sur case blanche e4 · Pion noir sur case noire f4 · Pion blanc sur case blanche f3 · Pion blanc sur case blanche h3 · Pion blanc sur case blanche a2 · Pion blanc sur case noire b2 · Dame blanche sur case noire d2 · Cavalier blanc sur case blanche e2 · Fou blanc sur case noire f2 · Tour blanche sur case blanche g2 · Roi blanc sur case noire h2 · Tour blanche sur case blanche f1 | Tour noire sur case noire b8 · Cavalier noir sur case blanche g8 · Roi noir sur case noire h8 · Pion noir sur case blanche b7 · Dame noire sur case blanche d7 · Fou noir sur case noire e7 · Pion noir sur case blanche h7 · Pion noir sur case noire d6 · Tour noire sur case noire f6 · Pion noir sur case noire a5 · Pion noir sur case noire c5 · Pion blanc sur case blanche d5 · Pion noir sur case noire e5 · Pion blanc sur case blanche c4 · Pion blanc sur case blanche e4 · Pion noir sur case noire f4 · Pion blanc sur case blanche f3 · Pion blanc sur case blanche h3 · Pion blanc sur case blanche a2 · Pion blanc sur case noire b2 · Dame blanche sur case noire d2 · Cavalier blanc sur case blanche e2 · Fou blanc sur case noire f2 · Tour blanche sur case blanche g2 · Roi blanc sur case noire h2 · Tour blanche sur case blanche f1 | Tour noire sur case noire b8 · Cavalier noir sur case blanche g8 · Roi noir sur case noire h8 · Pion noir sur case blanche b7 · Dame noire sur case blanche d7 · Fou noir sur case noire e7 · Pion noir sur case blanche h7 · Pion noir sur case noire d6 · Tour noire sur case noire f6 · Pion noir sur case noire a5 · Pion noir sur case noire c5 · Pion blanc sur case blanche d5 · Pion noir sur case noire e5 · Pion blanc sur case blanche c4 · Pion blanc sur case blanche e4 · Pion noir sur case noire f4 · Pion blanc sur case blanche f3 · Pion blanc sur case blanche h3 · Pion blanc sur case blanche a2 · Pion blanc sur case noire b2 · Dame blanche sur case noire d2 · Cavalier blanc sur case blanche e2 · Fou blanc sur case noire f2 · Tour blanche sur case blanche g2 · Roi blanc sur case noire h2 · Tour blanche sur case blanche f1 | Tour noire sur case noire b8 · Cavalier noir sur case blanche g8 · Roi noir sur case noire h8 · Pion noir sur case blanche b7 · Dame noire sur case blanche d7 · Fou noir sur case noire e7 · Pion noir sur case blanche h7 · Pion noir sur case noire d6 · Tour noire sur case noire f6 · Pion noir sur case noire a5 · Pion noir sur case noire c5 · Pion blanc sur case blanche d5 · Pion noir sur case noire e5 · Pion blanc sur case blanche c4 · Pion blanc sur case blanche e4 · Pion noir sur case noire f4 · Pion blanc sur case blanche f3 · Pion blanc sur case blanche h3 · Pion blanc sur case blanche a2 · Pion blanc sur case noire b2 · Dame blanche sur case noire d2 · Cavalier blanc sur case blanche e2 · Fou blanc sur case noire f2 · Tour blanche sur case blanche g2 · Roi blanc sur case noire h2 · Tour blanche sur case blanche f1 | Tour noire sur case noire b8 · Cavalier noir sur case blanche g8 · Roi noir sur case noire h8 · Pion noir sur case blanche b7 · Dame noire sur case blanche d7 · Fou noir sur case noire e7 · Pion noir sur case blanche h7 · Pion noir sur case noire d6 · Tour noire sur case noire f6 · Pion noir sur case noire a5 · Pion noir sur case noire c5 · Pion blanc sur case blanche d5 · Pion noir sur case noire e5 · Pion blanc sur case blanche c4 · Pion blanc sur case blanche e4 · Pion noir sur case noire f4 · Pion blanc sur case blanche f3 · Pion blanc sur case blanche h3 · Pion blanc sur case blanche a2 · Pion blanc sur case noire b2 · Dame blanche sur case noire d2 · Cavalier blanc sur case blanche e2 · Fou blanc sur case noire f2 · Tour blanche sur case blanche g2 · Roi blanc sur case noire h2 · Tour blanche sur case blanche f1 | Tour noire sur case noire b8 · Cavalier noir sur case blanche g8 · Roi noir sur case noire h8 · Pion noir sur case blanche b7 · Dame noire sur case blanche d7 · Fou noir sur case noire e7 · Pion noir sur case blanche h7 · Pion noir sur case noire d6 · Tour noire sur case noire f6 · Pion noir sur case noire a5 · Pion noir sur case noire c5 · Pion blanc sur case blanche d5 · Pion noir sur case noire e5 · Pion blanc sur case blanche c4 · Pion blanc sur case blanche e4 · Pion noir sur case noire f4 · Pion blanc sur case blanche f3 · Pion blanc sur case blanche h3 · Pion blanc sur case blanche a2 · Pion blanc sur case noire b2 · Dame blanche sur case noire d2 · Cavalier blanc sur case blanche e2 · Fou blanc sur case noire f2 · Tour blanche sur case blanche g2 · Roi blanc sur case noire h2 · Tour blanche sur case blanche f1 | Tour noire sur case noire b8 · Cavalier noir sur case blanche g8 · Roi noir sur case noire h8 · Pion noir sur case blanche b7 · Dame noire sur case blanche d7 · Fou noir sur case noire e7 · Pion noir sur case blanche h7 · Pion noir sur case noire d6 · Tour noire sur case noire f6 · Pion noir sur case noire a5 · Pion noir sur case noire c5 · Pion blanc sur case blanche d5 · Pion noir sur case noire e5 · Pion blanc sur case blanche c4 · Pion blanc sur case blanche e4 · Pion noir sur case noire f4 · Pion blanc sur case blanche f3 · Pion blanc sur case blanche h3 · Pion blanc sur case blanche a2 · Pion blanc sur case noire b2 · Dame blanche sur case noire d2 · Cavalier blanc sur case blanche e2 · Fou blanc sur case noire f2 · Tour blanche sur case blanche g2 · Roi blanc sur case noire h2 · Tour blanche sur case blanche f1 | 7 |
| 6 | Tour noire sur case noire b8 · Cavalier noir sur case blanche g8 · Roi noir sur case noire h8 · Pion noir sur case blanche b7 · Dame noire sur case blanche d7 · Fou noir sur case noire e7 · Pion noir sur case blanche h7 · Pion noir sur case noire d6 · Tour noire sur case noire f6 · Pion noir sur case noire a5 · Pion noir sur case noire c5 · Pion blanc sur case blanche d5 · Pion noir sur case noire e5 · Pion blanc sur case blanche c4 · Pion blanc sur case blanche e4 · Pion noir sur case noire f4 · Pion blanc sur case blanche f3 · Pion blanc sur case blanche h3 · Pion blanc sur case blanche a2 · Pion blanc sur case noire b2 · Dame blanche sur case noire d2 · Cavalier blanc sur case blanche e2 · Fou blanc sur case noire f2 · Tour blanche sur case blanche g2 · Roi blanc sur case noire h2 · Tour blanche sur case blanche f1 | Tour noire sur case noire b8 · Cavalier noir sur case blanche g8 · Roi noir sur case noire h8 · Pion noir sur case blanche b7 · Dame noire sur case blanche d7 · Fou noir sur case noire e7 · Pion noir sur case blanche h7 · Pion noir sur case noire d6 · Tour noire sur case noire f6 · Pion noir sur case noire a5 · Pion noir sur case noire c5 · Pion blanc sur case blanche d5 · Pion noir sur case noire e5 · Pion blanc sur case blanche c4 · Pion blanc sur case blanche e4 · Pion noir sur case noire f4 · Pion blanc sur case blanche f3 · Pion blanc sur case blanche h3 · Pion blanc sur case blanche a2 · Pion blanc sur case noire b2 · Dame blanche sur case noire d2 · Cavalier blanc sur case blanche e2 · Fou blanc sur case noire f2 · Tour blanche sur case blanche g2 · Roi blanc sur case noire h2 · Tour blanche sur case blanche f1 | Tour noire sur case noire b8 · Cavalier noir sur case blanche g8 · Roi noir sur case noire h8 · Pion noir sur case blanche b7 · Dame noire sur case blanche d7 · Fou noir sur case noire e7 · Pion noir sur case blanche h7 · Pion noir sur case noire d6 · Tour noire sur case noire f6 · Pion noir sur case noire a5 · Pion noir sur case noire c5 · Pion blanc sur case blanche d5 · Pion noir sur case noire e5 · Pion blanc sur case blanche c4 · Pion blanc sur case blanche e4 · Pion noir sur case noire f4 · Pion blanc sur case blanche f3 · Pion blanc sur case blanche h3 · Pion blanc sur case blanche a2 · Pion blanc sur case noire b2 · Dame blanche sur case noire d2 · Cavalier blanc sur case blanche e2 · Fou blanc sur case noire f2 · Tour blanche sur case blanche g2 · Roi blanc sur case noire h2 · Tour blanche sur case blanche f1 | Tour noire sur case noire b8 · Cavalier noir sur case blanche g8 · Roi noir sur case noire h8 · Pion noir sur case blanche b7 · Dame noire sur case blanche d7 · Fou noir sur case noire e7 · Pion noir sur case blanche h7 · Pion noir sur case noire d6 · Tour noire sur case noire f6 · Pion noir sur case noire a5 · Pion noir sur case noire c5 · Pion blanc sur case blanche d5 · Pion noir sur case noire e5 · Pion blanc sur case blanche c4 · Pion blanc sur case blanche e4 · Pion noir sur case noire f4 · Pion blanc sur case blanche f3 · Pion blanc sur case blanche h3 · Pion blanc sur case blanche a2 · Pion blanc sur case noire b2 · Dame blanche sur case noire d2 · Cavalier blanc sur case blanche e2 · Fou blanc sur case noire f2 · Tour blanche sur case blanche g2 · Roi blanc sur case noire h2 · Tour blanche sur case blanche f1 | Tour noire sur case noire b8 · Cavalier noir sur case blanche g8 · Roi noir sur case noire h8 · Pion noir sur case blanche b7 · Dame noire sur case blanche d7 · Fou noir sur case noire e7 · Pion noir sur case blanche h7 · Pion noir sur case noire d6 · Tour noire sur case noire f6 · Pion noir sur case noire a5 · Pion noir sur case noire c5 · Pion blanc sur case blanche d5 · Pion noir sur case noire e5 · Pion blanc sur case blanche c4 · Pion blanc sur case blanche e4 · Pion noir sur case noire f4 · Pion blanc sur case blanche f3 · Pion blanc sur case blanche h3 · Pion blanc sur case blanche a2 · Pion blanc sur case noire b2 · Dame blanche sur case noire d2 · Cavalier blanc sur case blanche e2 · Fou blanc sur case noire f2 · Tour blanche sur case blanche g2 · Roi blanc sur case noire h2 · Tour blanche sur case blanche f1 | Tour noire sur case noire b8 · Cavalier noir sur case blanche g8 · Roi noir sur case noire h8 · Pion noir sur case blanche b7 · Dame noire sur case blanche d7 · Fou noir sur case noire e7 · Pion noir sur case blanche h7 · Pion noir sur case noire d6 · Tour noire sur case noire f6 · Pion noir sur case noire a5 · Pion noir sur case noire c5 · Pion blanc sur case blanche d5 · Pion noir sur case noire e5 · Pion blanc sur case blanche c4 · Pion blanc sur case blanche e4 · Pion noir sur case noire f4 · Pion blanc sur case blanche f3 · Pion blanc sur case blanche h3 · Pion blanc sur case blanche a2 · Pion blanc sur case noire b2 · Dame blanche sur case noire d2 · Cavalier blanc sur case blanche e2 · Fou blanc sur case noire f2 · Tour blanche sur case blanche g2 · Roi blanc sur case noire h2 · Tour blanche sur case blanche f1 | Tour noire sur case noire b8 · Cavalier noir sur case blanche g8 · Roi noir sur case noire h8 · Pion noir sur case blanche b7 · Dame noire sur case blanche d7 · Fou noir sur case noire e7 · Pion noir sur case blanche h7 · Pion noir sur case noire d6 · Tour noire sur case noire f6 · Pion noir sur case noire a5 · Pion noir sur case noire c5 · Pion blanc sur case blanche d5 · Pion noir sur case noire e5 · Pion blanc sur case blanche c4 · Pion blanc sur case blanche e4 · Pion noir sur case noire f4 · Pion blanc sur case blanche f3 · Pion blanc sur case blanche h3 · Pion blanc sur case blanche a2 · Pion blanc sur case noire b2 · Dame blanche sur case noire d2 · Cavalier blanc sur case blanche e2 · Fou blanc sur case noire f2 · Tour blanche sur case blanche g2 · Roi blanc sur case noire h2 · Tour blanche sur case blanche f1 | Tour noire sur case noire b8 · Cavalier noir sur case blanche g8 · Roi noir sur case noire h8 · Pion noir sur case blanche b7 · Dame noire sur case blanche d7 · Fou noir sur case noire e7 · Pion noir sur case blanche h7 · Pion noir sur case noire d6 · Tour noire sur case noire f6 · Pion noir sur case noire a5 · Pion noir sur case noire c5 · Pion blanc sur case blanche d5 · Pion noir sur case noire e5 · Pion blanc sur case blanche c4 · Pion blanc sur case blanche e4 · Pion noir sur case noire f4 · Pion blanc sur case blanche f3 · Pion blanc sur case blanche h3 · Pion blanc sur case blanche a2 · Pion blanc sur case noire b2 · Dame blanche sur case noire d2 · Cavalier blanc sur case blanche e2 · Fou blanc sur case noire f2 · Tour blanche sur case blanche g2 · Roi blanc sur case noire h2 · Tour blanche sur case blanche f1 | 6 |
| 5 | Tour noire sur case noire b8 · Cavalier noir sur case blanche g8 · Roi noir sur case noire h8 · Pion noir sur case blanche b7 · Dame noire sur case blanche d7 · Fou noir sur case noire e7 · Pion noir sur case blanche h7 · Pion noir sur case noire d6 · Tour noire sur case noire f6 · Pion noir sur case noire a5 · Pion noir sur case noire c5 · Pion blanc sur case blanche d5 · Pion noir sur case noire e5 · Pion blanc sur case blanche c4 · Pion blanc sur case blanche e4 · Pion noir sur case noire f4 · Pion blanc sur case blanche f3 · Pion blanc sur case blanche h3 · Pion blanc sur case blanche a2 · Pion blanc sur case noire b2 · Dame blanche sur case noire d2 · Cavalier blanc sur case blanche e2 · Fou blanc sur case noire f2 · Tour blanche sur case blanche g2 · Roi blanc sur case noire h2 · Tour blanche sur case blanche f1 | Tour noire sur case noire b8 · Cavalier noir sur case blanche g8 · Roi noir sur case noire h8 · Pion noir sur case blanche b7 · Dame noire sur case blanche d7 · Fou noir sur case noire e7 · Pion noir sur case blanche h7 · Pion noir sur case noire d6 · Tour noire sur case noire f6 · Pion noir sur case noire a5 · Pion noir sur case noire c5 · Pion blanc sur case blanche d5 · Pion noir sur case noire e5 · Pion blanc sur case blanche c4 · Pion blanc sur case blanche e4 · Pion noir sur case noire f4 · Pion blanc sur case blanche f3 · Pion blanc sur case blanche h3 · Pion blanc sur case blanche a2 · Pion blanc sur case noire b2 · Dame blanche sur case noire d2 · Cavalier blanc sur case blanche e2 · Fou blanc sur case noire f2 · Tour blanche sur case blanche g2 · Roi blanc sur case noire h2 · Tour blanche sur case blanche f1 | Tour noire sur case noire b8 · Cavalier noir sur case blanche g8 · Roi noir sur case noire h8 · Pion noir sur case blanche b7 · Dame noire sur case blanche d7 · Fou noir sur case noire e7 · Pion noir sur case blanche h7 · Pion noir sur case noire d6 · Tour noire sur case noire f6 · Pion noir sur case noire a5 · Pion noir sur case noire c5 · Pion blanc sur case blanche d5 · Pion noir sur case noire e5 · Pion blanc sur case blanche c4 · Pion blanc sur case blanche e4 · Pion noir sur case noire f4 · Pion blanc sur case blanche f3 · Pion blanc sur case blanche h3 · Pion blanc sur case blanche a2 · Pion blanc sur case noire b2 · Dame blanche sur case noire d2 · Cavalier blanc sur case blanche e2 · Fou blanc sur case noire f2 · Tour blanche sur case blanche g2 · Roi blanc sur case noire h2 · Tour blanche sur case blanche f1 | Tour noire sur case noire b8 · Cavalier noir sur case blanche g8 · Roi noir sur case noire h8 · Pion noir sur case blanche b7 · Dame noire sur case blanche d7 · Fou noir sur case noire e7 · Pion noir sur case blanche h7 · Pion noir sur case noire d6 · Tour noire sur case noire f6 · Pion noir sur case noire a5 · Pion noir sur case noire c5 · Pion blanc sur case blanche d5 · Pion noir sur case noire e5 · Pion blanc sur case blanche c4 · Pion blanc sur case blanche e4 · Pion noir sur case noire f4 · Pion blanc sur case blanche f3 · Pion blanc sur case blanche h3 · Pion blanc sur case blanche a2 · Pion blanc sur case noire b2 · Dame blanche sur case noire d2 · Cavalier blanc sur case blanche e2 · Fou blanc sur case noire f2 · Tour blanche sur case blanche g2 · Roi blanc sur case noire h2 · Tour blanche sur case blanche f1 | Tour noire sur case noire b8 · Cavalier noir sur case blanche g8 · Roi noir sur case noire h8 · Pion noir sur case blanche b7 · Dame noire sur case blanche d7 · Fou noir sur case noire e7 · Pion noir sur case blanche h7 · Pion noir sur case noire d6 · Tour noire sur case noire f6 · Pion noir sur case noire a5 · Pion noir sur case noire c5 · Pion blanc sur case blanche d5 · Pion noir sur case noire e5 · Pion blanc sur case blanche c4 · Pion blanc sur case blanche e4 · Pion noir sur case noire f4 · Pion blanc sur case blanche f3 · Pion blanc sur case blanche h3 · Pion blanc sur case blanche a2 · Pion blanc sur case noire b2 · Dame blanche sur case noire d2 · Cavalier blanc sur case blanche e2 · Fou blanc sur case noire f2 · Tour blanche sur case blanche g2 · Roi blanc sur case noire h2 · Tour blanche sur case blanche f1 | Tour noire sur case noire b8 · Cavalier noir sur case blanche g8 · Roi noir sur case noire h8 · Pion noir sur case blanche b7 · Dame noire sur case blanche d7 · Fou noir sur case noire e7 · Pion noir sur case blanche h7 · Pion noir sur case noire d6 · Tour noire sur case noire f6 · Pion noir sur case noire a5 · Pion noir sur case noire c5 · Pion blanc sur case blanche d5 · Pion noir sur case noire e5 · Pion blanc sur case blanche c4 · Pion blanc sur case blanche e4 · Pion noir sur case noire f4 · Pion blanc sur case blanche f3 · Pion blanc sur case blanche h3 · Pion blanc sur case blanche a2 · Pion blanc sur case noire b2 · Dame blanche sur case noire d2 · Cavalier blanc sur case blanche e2 · Fou blanc sur case noire f2 · Tour blanche sur case blanche g2 · Roi blanc sur case noire h2 · Tour blanche sur case blanche f1 | Tour noire sur case noire b8 · Cavalier noir sur case blanche g8 · Roi noir sur case noire h8 · Pion noir sur case blanche b7 · Dame noire sur case blanche d7 · Fou noir sur case noire e7 · Pion noir sur case blanche h7 · Pion noir sur case noire d6 · Tour noire sur case noire f6 · Pion noir sur case noire a5 · Pion noir sur case noire c5 · Pion blanc sur case blanche d5 · Pion noir sur case noire e5 · Pion blanc sur case blanche c4 · Pion blanc sur case blanche e4 · Pion noir sur case noire f4 · Pion blanc sur case blanche f3 · Pion blanc sur case blanche h3 · Pion blanc sur case blanche a2 · Pion blanc sur case noire b2 · Dame blanche sur case noire d2 · Cavalier blanc sur case blanche e2 · Fou blanc sur case noire f2 · Tour blanche sur case blanche g2 · Roi blanc sur case noire h2 · Tour blanche sur case blanche f1 | Tour noire sur case noire b8 · Cavalier noir sur case blanche g8 · Roi noir sur case noire h8 · Pion noir sur case blanche b7 · Dame noire sur case blanche d7 · Fou noir sur case noire e7 · Pion noir sur case blanche h7 · Pion noir sur case noire d6 · Tour noire sur case noire f6 · Pion noir sur case noire a5 · Pion noir sur case noire c5 · Pion blanc sur case blanche d5 · Pion noir sur case noire e5 · Pion blanc sur case blanche c4 · Pion blanc sur case blanche e4 · Pion noir sur case noire f4 · Pion blanc sur case blanche f3 · Pion blanc sur case blanche h3 · Pion blanc sur case blanche a2 · Pion blanc sur case noire b2 · Dame blanche sur case noire d2 · Cavalier blanc sur case blanche e2 · Fou blanc sur case noire f2 · Tour blanche sur case blanche g2 · Roi blanc sur case noire h2 · Tour blanche sur case blanche f1 | 5 |
| 4 | Tour noire sur case noire b8 · Cavalier noir sur case blanche g8 · Roi noir sur case noire h8 · Pion noir sur case blanche b7 · Dame noire sur case blanche d7 · Fou noir sur case noire e7 · Pion noir sur case blanche h7 · Pion noir sur case noire d6 · Tour noire sur case noire f6 · Pion noir sur case noire a5 · Pion noir sur case noire c5 · Pion blanc sur case blanche d5 · Pion noir sur case noire e5 · Pion blanc sur case blanche c4 · Pion blanc sur case blanche e4 · Pion noir sur case noire f4 · Pion blanc sur case blanche f3 · Pion blanc sur case blanche h3 · Pion blanc sur case blanche a2 · Pion blanc sur case noire b2 · Dame blanche sur case noire d2 · Cavalier blanc sur case blanche e2 · Fou blanc sur case noire f2 · Tour blanche sur case blanche g2 · Roi blanc sur case noire h2 · Tour blanche sur case blanche f1 | Tour noire sur case noire b8 · Cavalier noir sur case blanche g8 · Roi noir sur case noire h8 · Pion noir sur case blanche b7 · Dame noire sur case blanche d7 · Fou noir sur case noire e7 · Pion noir sur case blanche h7 · Pion noir sur case noire d6 · Tour noire sur case noire f6 · Pion noir sur case noire a5 · Pion noir sur case noire c5 · Pion blanc sur case blanche d5 · Pion noir sur case noire e5 · Pion blanc sur case blanche c4 · Pion blanc sur case blanche e4 · Pion noir sur case noire f4 · Pion blanc sur case blanche f3 · Pion blanc sur case blanche h3 · Pion blanc sur case blanche a2 · Pion blanc sur case noire b2 · Dame blanche sur case noire d2 · Cavalier blanc sur case blanche e2 · Fou blanc sur case noire f2 · Tour blanche sur case blanche g2 · Roi blanc sur case noire h2 · Tour blanche sur case blanche f1 | Tour noire sur case noire b8 · Cavalier noir sur case blanche g8 · Roi noir sur case noire h8 · Pion noir sur case blanche b7 · Dame noire sur case blanche d7 · Fou noir sur case noire e7 · Pion noir sur case blanche h7 · Pion noir sur case noire d6 · Tour noire sur case noire f6 · Pion noir sur case noire a5 · Pion noir sur case noire c5 · Pion blanc sur case blanche d5 · Pion noir sur case noire e5 · Pion blanc sur case blanche c4 · Pion blanc sur case blanche e4 · Pion noir sur case noire f4 · Pion blanc sur case blanche f3 · Pion blanc sur case blanche h3 · Pion blanc sur case blanche a2 · Pion blanc sur case noire b2 · Dame blanche sur case noire d2 · Cavalier blanc sur case blanche e2 · Fou blanc sur case noire f2 · Tour blanche sur case blanche g2 · Roi blanc sur case noire h2 · Tour blanche sur case blanche f1 | Tour noire sur case noire b8 · Cavalier noir sur case blanche g8 · Roi noir sur case noire h8 · Pion noir sur case blanche b7 · Dame noire sur case blanche d7 · Fou noir sur case noire e7 · Pion noir sur case blanche h7 · Pion noir sur case noire d6 · Tour noire sur case noire f6 · Pion noir sur case noire a5 · Pion noir sur case noire c5 · Pion blanc sur case blanche d5 · Pion noir sur case noire e5 · Pion blanc sur case blanche c4 · Pion blanc sur case blanche e4 · Pion noir sur case noire f4 · Pion blanc sur case blanche f3 · Pion blanc sur case blanche h3 · Pion blanc sur case blanche a2 · Pion blanc sur case noire b2 · Dame blanche sur case noire d2 · Cavalier blanc sur case blanche e2 · Fou blanc sur case noire f2 · Tour blanche sur case blanche g2 · Roi blanc sur case noire h2 · Tour blanche sur case blanche f1 | Tour noire sur case noire b8 · Cavalier noir sur case blanche g8 · Roi noir sur case noire h8 · Pion noir sur case blanche b7 · Dame noire sur case blanche d7 · Fou noir sur case noire e7 · Pion noir sur case blanche h7 · Pion noir sur case noire d6 · Tour noire sur case noire f6 · Pion noir sur case noire a5 · Pion noir sur case noire c5 · Pion blanc sur case blanche d5 · Pion noir sur case noire e5 · Pion blanc sur case blanche c4 · Pion blanc sur case blanche e4 · Pion noir sur case noire f4 · Pion blanc sur case blanche f3 · Pion blanc sur case blanche h3 · Pion blanc sur case blanche a2 · Pion blanc sur case noire b2 · Dame blanche sur case noire d2 · Cavalier blanc sur case blanche e2 · Fou blanc sur case noire f2 · Tour blanche sur case blanche g2 · Roi blanc sur case noire h2 · Tour blanche sur case blanche f1 | Tour noire sur case noire b8 · Cavalier noir sur case blanche g8 · Roi noir sur case noire h8 · Pion noir sur case blanche b7 · Dame noire sur case blanche d7 · Fou noir sur case noire e7 · Pion noir sur case blanche h7 · Pion noir sur case noire d6 · Tour noire sur case noire f6 · Pion noir sur case noire a5 · Pion noir sur case noire c5 · Pion blanc sur case blanche d5 · Pion noir sur case noire e5 · Pion blanc sur case blanche c4 · Pion blanc sur case blanche e4 · Pion noir sur case noire f4 · Pion blanc sur case blanche f3 · Pion blanc sur case blanche h3 · Pion blanc sur case blanche a2 · Pion blanc sur case noire b2 · Dame blanche sur case noire d2 · Cavalier blanc sur case blanche e2 · Fou blanc sur case noire f2 · Tour blanche sur case blanche g2 · Roi blanc sur case noire h2 · Tour blanche sur case blanche f1 | Tour noire sur case noire b8 · Cavalier noir sur case blanche g8 · Roi noir sur case noire h8 · Pion noir sur case blanche b7 · Dame noire sur case blanche d7 · Fou noir sur case noire e7 · Pion noir sur case blanche h7 · Pion noir sur case noire d6 · Tour noire sur case noire f6 · Pion noir sur case noire a5 · Pion noir sur case noire c5 · Pion blanc sur case blanche d5 · Pion noir sur case noire e5 · Pion blanc sur case blanche c4 · Pion blanc sur case blanche e4 · Pion noir sur case noire f4 · Pion blanc sur case blanche f3 · Pion blanc sur case blanche h3 · Pion blanc sur case blanche a2 · Pion blanc sur case noire b2 · Dame blanche sur case noire d2 · Cavalier blanc sur case blanche e2 · Fou blanc sur case noire f2 · Tour blanche sur case blanche g2 · Roi blanc sur case noire h2 · Tour blanche sur case blanche f1 | Tour noire sur case noire b8 · Cavalier noir sur case blanche g8 · Roi noir sur case noire h8 · Pion noir sur case blanche b7 · Dame noire sur case blanche d7 · Fou noir sur case noire e7 · Pion noir sur case blanche h7 · Pion noir sur case noire d6 · Tour noire sur case noire f6 · Pion noir sur case noire a5 · Pion noir sur case noire c5 · Pion blanc sur case blanche d5 · Pion noir sur case noire e5 · Pion blanc sur case blanche c4 · Pion blanc sur case blanche e4 · Pion noir sur case noire f4 · Pion blanc sur case blanche f3 · Pion blanc sur case blanche h3 · Pion blanc sur case blanche a2 · Pion blanc sur case noire b2 · Dame blanche sur case noire d2 · Cavalier blanc sur case blanche e2 · Fou blanc sur case noire f2 · Tour blanche sur case blanche g2 · Roi blanc sur case noire h2 · Tour blanche sur case blanche f1 | 4 |
| 3 | Tour noire sur case noire b8 · Cavalier noir sur case blanche g8 · Roi noir sur case noire h8 · Pion noir sur case blanche b7 · Dame noire sur case blanche d7 · Fou noir sur case noire e7 · Pion noir sur case blanche h7 · Pion noir sur case noire d6 · Tour noire sur case noire f6 · Pion noir sur case noire a5 · Pion noir sur case noire c5 · Pion blanc sur case blanche d5 · Pion noir sur case noire e5 · Pion blanc sur case blanche c4 · Pion blanc sur case blanche e4 · Pion noir sur case noire f4 · Pion blanc sur case blanche f3 · Pion blanc sur case blanche h3 · Pion blanc sur case blanche a2 · Pion blanc sur case noire b2 · Dame blanche sur case noire d2 · Cavalier blanc sur case blanche e2 · Fou blanc sur case noire f2 · Tour blanche sur case blanche g2 · Roi blanc sur case noire h2 · Tour blanche sur case blanche f1 | Tour noire sur case noire b8 · Cavalier noir sur case blanche g8 · Roi noir sur case noire h8 · Pion noir sur case blanche b7 · Dame noire sur case blanche d7 · Fou noir sur case noire e7 · Pion noir sur case blanche h7 · Pion noir sur case noire d6 · Tour noire sur case noire f6 · Pion noir sur case noire a5 · Pion noir sur case noire c5 · Pion blanc sur case blanche d5 · Pion noir sur case noire e5 · Pion blanc sur case blanche c4 · Pion blanc sur case blanche e4 · Pion noir sur case noire f4 · Pion blanc sur case blanche f3 · Pion blanc sur case blanche h3 · Pion blanc sur case blanche a2 · Pion blanc sur case noire b2 · Dame blanche sur case noire d2 · Cavalier blanc sur case blanche e2 · Fou blanc sur case noire f2 · Tour blanche sur case blanche g2 · Roi blanc sur case noire h2 · Tour blanche sur case blanche f1 | Tour noire sur case noire b8 · Cavalier noir sur case blanche g8 · Roi noir sur case noire h8 · Pion noir sur case blanche b7 · Dame noire sur case blanche d7 · Fou noir sur case noire e7 · Pion noir sur case blanche h7 · Pion noir sur case noire d6 · Tour noire sur case noire f6 · Pion noir sur case noire a5 · Pion noir sur case noire c5 · Pion blanc sur case blanche d5 · Pion noir sur case noire e5 · Pion blanc sur case blanche c4 · Pion blanc sur case blanche e4 · Pion noir sur case noire f4 · Pion blanc sur case blanche f3 · Pion blanc sur case blanche h3 · Pion blanc sur case blanche a2 · Pion blanc sur case noire b2 · Dame blanche sur case noire d2 · Cavalier blanc sur case blanche e2 · Fou blanc sur case noire f2 · Tour blanche sur case blanche g2 · Roi blanc sur case noire h2 · Tour blanche sur case blanche f1 | Tour noire sur case noire b8 · Cavalier noir sur case blanche g8 · Roi noir sur case noire h8 · Pion noir sur case blanche b7 · Dame noire sur case blanche d7 · Fou noir sur case noire e7 · Pion noir sur case blanche h7 · Pion noir sur case noire d6 · Tour noire sur case noire f6 · Pion noir sur case noire a5 · Pion noir sur case noire c5 · Pion blanc sur case blanche d5 · Pion noir sur case noire e5 · Pion blanc sur case blanche c4 · Pion blanc sur case blanche e4 · Pion noir sur case noire f4 · Pion blanc sur case blanche f3 · Pion blanc sur case blanche h3 · Pion blanc sur case blanche a2 · Pion blanc sur case noire b2 · Dame blanche sur case noire d2 · Cavalier blanc sur case blanche e2 · Fou blanc sur case noire f2 · Tour blanche sur case blanche g2 · Roi blanc sur case noire h2 · Tour blanche sur case blanche f1 | Tour noire sur case noire b8 · Cavalier noir sur case blanche g8 · Roi noir sur case noire h8 · Pion noir sur case blanche b7 · Dame noire sur case blanche d7 · Fou noir sur case noire e7 · Pion noir sur case blanche h7 · Pion noir sur case noire d6 · Tour noire sur case noire f6 · Pion noir sur case noire a5 · Pion noir sur case noire c5 · Pion blanc sur case blanche d5 · Pion noir sur case noire e5 · Pion blanc sur case blanche c4 · Pion blanc sur case blanche e4 · Pion noir sur case noire f4 · Pion blanc sur case blanche f3 · Pion blanc sur case blanche h3 · Pion blanc sur case blanche a2 · Pion blanc sur case noire b2 · Dame blanche sur case noire d2 · Cavalier blanc sur case blanche e2 · Fou blanc sur case noire f2 · Tour blanche sur case blanche g2 · Roi blanc sur case noire h2 · Tour blanche sur case blanche f1 | Tour noire sur case noire b8 · Cavalier noir sur case blanche g8 · Roi noir sur case noire h8 · Pion noir sur case blanche b7 · Dame noire sur case blanche d7 · Fou noir sur case noire e7 · Pion noir sur case blanche h7 · Pion noir sur case noire d6 · Tour noire sur case noire f6 · Pion noir sur case noire a5 · Pion noir sur case noire c5 · Pion blanc sur case blanche d5 · Pion noir sur case noire e5 · Pion blanc sur case blanche c4 · Pion blanc sur case blanche e4 · Pion noir sur case noire f4 · Pion blanc sur case blanche f3 · Pion blanc sur case blanche h3 · Pion blanc sur case blanche a2 · Pion blanc sur case noire b2 · Dame blanche sur case noire d2 · Cavalier blanc sur case blanche e2 · Fou blanc sur case noire f2 · Tour blanche sur case blanche g2 · Roi blanc sur case noire h2 · Tour blanche sur case blanche f1 | Tour noire sur case noire b8 · Cavalier noir sur case blanche g8 · Roi noir sur case noire h8 · Pion noir sur case blanche b7 · Dame noire sur case blanche d7 · Fou noir sur case noire e7 · Pion noir sur case blanche h7 · Pion noir sur case noire d6 · Tour noire sur case noire f6 · Pion noir sur case noire a5 · Pion noir sur case noire c5 · Pion blanc sur case blanche d5 · Pion noir sur case noire e5 · Pion blanc sur case blanche c4 · Pion blanc sur case blanche e4 · Pion noir sur case noire f4 · Pion blanc sur case blanche f3 · Pion blanc sur case blanche h3 · Pion blanc sur case blanche a2 · Pion blanc sur case noire b2 · Dame blanche sur case noire d2 · Cavalier blanc sur case blanche e2 · Fou blanc sur case noire f2 · Tour blanche sur case blanche g2 · Roi blanc sur case noire h2 · Tour blanche sur case blanche f1 | Tour noire sur case noire b8 · Cavalier noir sur case blanche g8 · Roi noir sur case noire h8 · Pion noir sur case blanche b7 · Dame noire sur case blanche d7 · Fou noir sur case noire e7 · Pion noir sur case blanche h7 · Pion noir sur case noire d6 · Tour noire sur case noire f6 · Pion noir sur case noire a5 · Pion noir sur case noire c5 · Pion blanc sur case blanche d5 · Pion noir sur case noire e5 · Pion blanc sur case blanche c4 · Pion blanc sur case blanche e4 · Pion noir sur case noire f4 · Pion blanc sur case blanche f3 · Pion blanc sur case blanche h3 · Pion blanc sur case blanche a2 · Pion blanc sur case noire b2 · Dame blanche sur case noire d2 · Cavalier blanc sur case blanche e2 · Fou blanc sur case noire f2 · Tour blanche sur case blanche g2 · Roi blanc sur case noire h2 · Tour blanche sur case blanche f1 | 3 |
| 2 | Tour noire sur case noire b8 · Cavalier noir sur case blanche g8 · Roi noir sur case noire h8 · Pion noir sur case blanche b7 · Dame noire sur case blanche d7 · Fou noir sur case noire e7 · Pion noir sur case blanche h7 · Pion noir sur case noire d6 · Tour noire sur case noire f6 · Pion noir sur case noire a5 · Pion noir sur case noire c5 · Pion blanc sur case blanche d5 · Pion noir sur case noire e5 · Pion blanc sur case blanche c4 · Pion blanc sur case blanche e4 · Pion noir sur case noire f4 · Pion blanc sur case blanche f3 · Pion blanc sur case blanche h3 · Pion blanc sur case blanche a2 · Pion blanc sur case noire b2 · Dame blanche sur case noire d2 · Cavalier blanc sur case blanche e2 · Fou blanc sur case noire f2 · Tour blanche sur case blanche g2 · Roi blanc sur case noire h2 · Tour blanche sur case blanche f1 | Tour noire sur case noire b8 · Cavalier noir sur case blanche g8 · Roi noir sur case noire h8 · Pion noir sur case blanche b7 · Dame noire sur case blanche d7 · Fou noir sur case noire e7 · Pion noir sur case blanche h7 · Pion noir sur case noire d6 · Tour noire sur case noire f6 · Pion noir sur case noire a5 · Pion noir sur case noire c5 · Pion blanc sur case blanche d5 · Pion noir sur case noire e5 · Pion blanc sur case blanche c4 · Pion blanc sur case blanche e4 · Pion noir sur case noire f4 · Pion blanc sur case blanche f3 · Pion blanc sur case blanche h3 · Pion blanc sur case blanche a2 · Pion blanc sur case noire b2 · Dame blanche sur case noire d2 · Cavalier blanc sur case blanche e2 · Fou blanc sur case noire f2 · Tour blanche sur case blanche g2 · Roi blanc sur case noire h2 · Tour blanche sur case blanche f1 | Tour noire sur case noire b8 · Cavalier noir sur case blanche g8 · Roi noir sur case noire h8 · Pion noir sur case blanche b7 · Dame noire sur case blanche d7 · Fou noir sur case noire e7 · Pion noir sur case blanche h7 · Pion noir sur case noire d6 · Tour noire sur case noire f6 · Pion noir sur case noire a5 · Pion noir sur case noire c5 · Pion blanc sur case blanche d5 · Pion noir sur case noire e5 · Pion blanc sur case blanche c4 · Pion blanc sur case blanche e4 · Pion noir sur case noire f4 · Pion blanc sur case blanche f3 · Pion blanc sur case blanche h3 · Pion blanc sur case blanche a2 · Pion blanc sur case noire b2 · Dame blanche sur case noire d2 · Cavalier blanc sur case blanche e2 · Fou blanc sur case noire f2 · Tour blanche sur case blanche g2 · Roi blanc sur case noire h2 · Tour blanche sur case blanche f1 | Tour noire sur case noire b8 · Cavalier noir sur case blanche g8 · Roi noir sur case noire h8 · Pion noir sur case blanche b7 · Dame noire sur case blanche d7 · Fou noir sur case noire e7 · Pion noir sur case blanche h7 · Pion noir sur case noire d6 · Tour noire sur case noire f6 · Pion noir sur case noire a5 · Pion noir sur case noire c5 · Pion blanc sur case blanche d5 · Pion noir sur case noire e5 · Pion blanc sur case blanche c4 · Pion blanc sur case blanche e4 · Pion noir sur case noire f4 · Pion blanc sur case blanche f3 · Pion blanc sur case blanche h3 · Pion blanc sur case blanche a2 · Pion blanc sur case noire b2 · Dame blanche sur case noire d2 · Cavalier blanc sur case blanche e2 · Fou blanc sur case noire f2 · Tour blanche sur case blanche g2 · Roi blanc sur case noire h2 · Tour blanche sur case blanche f1 | Tour noire sur case noire b8 · Cavalier noir sur case blanche g8 · Roi noir sur case noire h8 · Pion noir sur case blanche b7 · Dame noire sur case blanche d7 · Fou noir sur case noire e7 · Pion noir sur case blanche h7 · Pion noir sur case noire d6 · Tour noire sur case noire f6 · Pion noir sur case noire a5 · Pion noir sur case noire c5 · Pion blanc sur case blanche d5 · Pion noir sur case noire e5 · Pion blanc sur case blanche c4 · Pion blanc sur case blanche e4 · Pion noir sur case noire f4 · Pion blanc sur case blanche f3 · Pion blanc sur case blanche h3 · Pion blanc sur case blanche a2 · Pion blanc sur case noire b2 · Dame blanche sur case noire d2 · Cavalier blanc sur case blanche e2 · Fou blanc sur case noire f2 · Tour blanche sur case blanche g2 · Roi blanc sur case noire h2 · Tour blanche sur case blanche f1 | Tour noire sur case noire b8 · Cavalier noir sur case blanche g8 · Roi noir sur case noire h8 · Pion noir sur case blanche b7 · Dame noire sur case blanche d7 · Fou noir sur case noire e7 · Pion noir sur case blanche h7 · Pion noir sur case noire d6 · Tour noire sur case noire f6 · Pion noir sur case noire a5 · Pion noir sur case noire c5 · Pion blanc sur case blanche d5 · Pion noir sur case noire e5 · Pion blanc sur case blanche c4 · Pion blanc sur case blanche e4 · Pion noir sur case noire f4 · Pion blanc sur case blanche f3 · Pion blanc sur case blanche h3 · Pion blanc sur case blanche a2 · Pion blanc sur case noire b2 · Dame blanche sur case noire d2 · Cavalier blanc sur case blanche e2 · Fou blanc sur case noire f2 · Tour blanche sur case blanche g2 · Roi blanc sur case noire h2 · Tour blanche sur case blanche f1 | Tour noire sur case noire b8 · Cavalier noir sur case blanche g8 · Roi noir sur case noire h8 · Pion noir sur case blanche b7 · Dame noire sur case blanche d7 · Fou noir sur case noire e7 · Pion noir sur case blanche h7 · Pion noir sur case noire d6 · Tour noire sur case noire f6 · Pion noir sur case noire a5 · Pion noir sur case noire c5 · Pion blanc sur case blanche d5 · Pion noir sur case noire e5 · Pion blanc sur case blanche c4 · Pion blanc sur case blanche e4 · Pion noir sur case noire f4 · Pion blanc sur case blanche f3 · Pion blanc sur case blanche h3 · Pion blanc sur case blanche a2 · Pion blanc sur case noire b2 · Dame blanche sur case noire d2 · Cavalier blanc sur case blanche e2 · Fou blanc sur case noire f2 · Tour blanche sur case blanche g2 · Roi blanc sur case noire h2 · Tour blanche sur case blanche f1 | Tour noire sur case noire b8 · Cavalier noir sur case blanche g8 · Roi noir sur case noire h8 · Pion noir sur case blanche b7 · Dame noire sur case blanche d7 · Fou noir sur case noire e7 · Pion noir sur case blanche h7 · Pion noir sur case noire d6 · Tour noire sur case noire f6 · Pion noir sur case noire a5 · Pion noir sur case noire c5 · Pion blanc sur case blanche d5 · Pion noir sur case noire e5 · Pion blanc sur case blanche c4 · Pion blanc sur case blanche e4 · Pion noir sur case noire f4 · Pion blanc sur case blanche f3 · Pion blanc sur case blanche h3 · Pion blanc sur case blanche a2 · Pion blanc sur case noire b2 · Dame blanche sur case noire d2 · Cavalier blanc sur case blanche e2 · Fou blanc sur case noire f2 · Tour blanche sur case blanche g2 · Roi blanc sur case noire h2 · Tour blanche sur case blanche f1 | 2 |
| 1 | Tour noire sur case noire b8 · Cavalier noir sur case blanche g8 · Roi noir sur case noire h8 · Pion noir sur case blanche b7 · Dame noire sur case blanche d7 · Fou noir sur case noire e7 · Pion noir sur case blanche h7 · Pion noir sur case noire d6 · Tour noire sur case noire f6 · Pion noir sur case noire a5 · Pion noir sur case noire c5 · Pion blanc sur case blanche d5 · Pion noir sur case noire e5 · Pion blanc sur case blanche c4 · Pion blanc sur case blanche e4 · Pion noir sur case noire f4 · Pion blanc sur case blanche f3 · Pion blanc sur case blanche h3 · Pion blanc sur case blanche a2 · Pion blanc sur case noire b2 · Dame blanche sur case noire d2 · Cavalier blanc sur case blanche e2 · Fou blanc sur case noire f2 · Tour blanche sur case blanche g2 · Roi blanc sur case noire h2 · Tour blanche sur case blanche f1 | Tour noire sur case noire b8 · Cavalier noir sur case blanche g8 · Roi noir sur case noire h8 · Pion noir sur case blanche b7 · Dame noire sur case blanche d7 · Fou noir sur case noire e7 · Pion noir sur case blanche h7 · Pion noir sur case noire d6 · Tour noire sur case noire f6 · Pion noir sur case noire a5 · Pion noir sur case noire c5 · Pion blanc sur case blanche d5 · Pion noir sur case noire e5 · Pion blanc sur case blanche c4 · Pion blanc sur case blanche e4 · Pion noir sur case noire f4 · Pion blanc sur case blanche f3 · Pion blanc sur case blanche h3 · Pion blanc sur case blanche a2 · Pion blanc sur case noire b2 · Dame blanche sur case noire d2 · Cavalier blanc sur case blanche e2 · Fou blanc sur case noire f2 · Tour blanche sur case blanche g2 · Roi blanc sur case noire h2 · Tour blanche sur case blanche f1 | Tour noire sur case noire b8 · Cavalier noir sur case blanche g8 · Roi noir sur case noire h8 · Pion noir sur case blanche b7 · Dame noire sur case blanche d7 · Fou noir sur case noire e7 · Pion noir sur case blanche h7 · Pion noir sur case noire d6 · Tour noire sur case noire f6 · Pion noir sur case noire a5 · Pion noir sur case noire c5 · Pion blanc sur case blanche d5 · Pion noir sur case noire e5 · Pion blanc sur case blanche c4 · Pion blanc sur case blanche e4 · Pion noir sur case noire f4 · Pion blanc sur case blanche f3 · Pion blanc sur case blanche h3 · Pion blanc sur case blanche a2 · Pion blanc sur case noire b2 · Dame blanche sur case noire d2 · Cavalier blanc sur case blanche e2 · Fou blanc sur case noire f2 · Tour blanche sur case blanche g2 · Roi blanc sur case noire h2 · Tour blanche sur case blanche f1 | Tour noire sur case noire b8 · Cavalier noir sur case blanche g8 · Roi noir sur case noire h8 · Pion noir sur case blanche b7 · Dame noire sur case blanche d7 · Fou noir sur case noire e7 · Pion noir sur case blanche h7 · Pion noir sur case noire d6 · Tour noire sur case noire f6 · Pion noir sur case noire a5 · Pion noir sur case noire c5 · Pion blanc sur case blanche d5 · Pion noir sur case noire e5 · Pion blanc sur case blanche c4 · Pion blanc sur case blanche e4 · Pion noir sur case noire f4 · Pion blanc sur case blanche f3 · Pion blanc sur case blanche h3 · Pion blanc sur case blanche a2 · Pion blanc sur case noire b2 · Dame blanche sur case noire d2 · Cavalier blanc sur case blanche e2 · Fou blanc sur case noire f2 · Tour blanche sur case blanche g2 · Roi blanc sur case noire h2 · Tour blanche sur case blanche f1 | Tour noire sur case noire b8 · Cavalier noir sur case blanche g8 · Roi noir sur case noire h8 · Pion noir sur case blanche b7 · Dame noire sur case blanche d7 · Fou noir sur case noire e7 · Pion noir sur case blanche h7 · Pion noir sur case noire d6 · Tour noire sur case noire f6 · Pion noir sur case noire a5 · Pion noir sur case noire c5 · Pion blanc sur case blanche d5 · Pion noir sur case noire e5 · Pion blanc sur case blanche c4 · Pion blanc sur case blanche e4 · Pion noir sur case noire f4 · Pion blanc sur case blanche f3 · Pion blanc sur case blanche h3 · Pion blanc sur case blanche a2 · Pion blanc sur case noire b2 · Dame blanche sur case noire d2 · Cavalier blanc sur case blanche e2 · Fou blanc sur case noire f2 · Tour blanche sur case blanche g2 · Roi blanc sur case noire h2 · Tour blanche sur case blanche f1 | Tour noire sur case noire b8 · Cavalier noir sur case blanche g8 · Roi noir sur case noire h8 · Pion noir sur case blanche b7 · Dame noire sur case blanche d7 · Fou noir sur case noire e7 · Pion noir sur case blanche h7 · Pion noir sur case noire d6 · Tour noire sur case noire f6 · Pion noir sur case noire a5 · Pion noir sur case noire c5 · Pion blanc sur case blanche d5 · Pion noir sur case noire e5 · Pion blanc sur case blanche c4 · Pion blanc sur case blanche e4 · Pion noir sur case noire f4 · Pion blanc sur case blanche f3 · Pion blanc sur case blanche h3 · Pion blanc sur case blanche a2 · Pion blanc sur case noire b2 · Dame blanche sur case noire d2 · Cavalier blanc sur case blanche e2 · Fou blanc sur case noire f2 · Tour blanche sur case blanche g2 · Roi blanc sur case noire h2 · Tour blanche sur case blanche f1 | Tour noire sur case noire b8 · Cavalier noir sur case blanche g8 · Roi noir sur case noire h8 · Pion noir sur case blanche b7 · Dame noire sur case blanche d7 · Fou noir sur case noire e7 · Pion noir sur case blanche h7 · Pion noir sur case noire d6 · Tour noire sur case noire f6 · Pion noir sur case noire a5 · Pion noir sur case noire c5 · Pion blanc sur case blanche d5 · Pion noir sur case noire e5 · Pion blanc sur case blanche c4 · Pion blanc sur case blanche e4 · Pion noir sur case noire f4 · Pion blanc sur case blanche f3 · Pion blanc sur case blanche h3 · Pion blanc sur case blanche a2 · Pion blanc sur case noire b2 · Dame blanche sur case noire d2 · Cavalier blanc sur case blanche e2 · Fou blanc sur case noire f2 · Tour blanche sur case blanche g2 · Roi blanc sur case noire h2 · Tour blanche sur case blanche f1 | Tour noire sur case noire b8 · Cavalier noir sur case blanche g8 · Roi noir sur case noire h8 · Pion noir sur case blanche b7 · Dame noire sur case blanche d7 · Fou noir sur case noire e7 · Pion noir sur case blanche h7 · Pion noir sur case noire d6 · Tour noire sur case noire f6 · Pion noir sur case noire a5 · Pion noir sur case noire c5 · Pion blanc sur case blanche d5 · Pion noir sur case noire e5 · Pion blanc sur case blanche c4 · Pion blanc sur case blanche e4 · Pion noir sur case noire f4 · Pion blanc sur case blanche f3 · Pion blanc sur case blanche h3 · Pion blanc sur case blanche a2 · Pion blanc sur case noire b2 · Dame blanche sur case noire d2 · Cavalier blanc sur case blanche e2 · Fou blanc sur case noire f2 · Tour blanche sur case blanche g2 · Roi blanc sur case noire h2 · Tour blanche sur case blanche f1 | 1 |
|   | a | b | c | d | e | f | g | h |   |

Un(e série de) sacrifice(s) permet d'entraîner le roi dans le camp adverse. Un exemple fameux est la partie Youri Averbakh - Alexandre Kotov du Tournoi des candidats de Zurich 1953. Pour finalement l'emporter au 51e coup, Kotov sacrifia sa Dame au 30e (les Noirs jouèrent 30...Dxh3!!):

## Étouffement d'un roi
|   | a | b | c | d | e | f | g | h |   |
| 8 | Tour noire sur case blanche a8 · Tour noire sur case noire b8 · Roi noir sur case blanche g8 · Pion noir sur case noire g7 · Pion noir sur case blanche h7 · Dame blanche sur case blanche c6 · Roi blanc sur case blanche d5 · Cavalier blanc sur case noire e5 · Dame noire sur case noire a3 | Tour noire sur case blanche a8 · Tour noire sur case noire b8 · Roi noir sur case blanche g8 · Pion noir sur case noire g7 · Pion noir sur case blanche h7 · Dame blanche sur case blanche c6 · Roi blanc sur case blanche d5 · Cavalier blanc sur case noire e5 · Dame noire sur case noire a3 | Tour noire sur case blanche a8 · Tour noire sur case noire b8 · Roi noir sur case blanche g8 · Pion noir sur case noire g7 · Pion noir sur case blanche h7 · Dame blanche sur case blanche c6 · Roi blanc sur case blanche d5 · Cavalier blanc sur case noire e5 · Dame noire sur case noire a3 | Tour noire sur case blanche a8 · Tour noire sur case noire b8 · Roi noir sur case blanche g8 · Pion noir sur case noire g7 · Pion noir sur case blanche h7 · Dame blanche sur case blanche c6 · Roi blanc sur case blanche d5 · Cavalier blanc sur case noire e5 · Dame noire sur case noire a3 | Tour noire sur case blanche a8 · Tour noire sur case noire b8 · Roi noir sur case blanche g8 · Pion noir sur case noire g7 · Pion noir sur case blanche h7 · Dame blanche sur case blanche c6 · Roi blanc sur case blanche d5 · Cavalier blanc sur case noire e5 · Dame noire sur case noire a3 | Tour noire sur case blanche a8 · Tour noire sur case noire b8 · Roi noir sur case blanche g8 · Pion noir sur case noire g7 · Pion noir sur case blanche h7 · Dame blanche sur case blanche c6 · Roi blanc sur case blanche d5 · Cavalier blanc sur case noire e5 · Dame noire sur case noire a3 | Tour noire sur case blanche a8 · Tour noire sur case noire b8 · Roi noir sur case blanche g8 · Pion noir sur case noire g7 · Pion noir sur case blanche h7 · Dame blanche sur case blanche c6 · Roi blanc sur case blanche d5 · Cavalier blanc sur case noire e5 · Dame noire sur case noire a3 | Tour noire sur case blanche a8 · Tour noire sur case noire b8 · Roi noir sur case blanche g8 · Pion noir sur case noire g7 · Pion noir sur case blanche h7 · Dame blanche sur case blanche c6 · Roi blanc sur case blanche d5 · Cavalier blanc sur case noire e5 · Dame noire sur case noire a3 | 8 |
| 7 | Tour noire sur case blanche a8 · Tour noire sur case noire b8 · Roi noir sur case blanche g8 · Pion noir sur case noire g7 · Pion noir sur case blanche h7 · Dame blanche sur case blanche c6 · Roi blanc sur case blanche d5 · Cavalier blanc sur case noire e5 · Dame noire sur case noire a3 | Tour noire sur case blanche a8 · Tour noire sur case noire b8 · Roi noir sur case blanche g8 · Pion noir sur case noire g7 · Pion noir sur case blanche h7 · Dame blanche sur case blanche c6 · Roi blanc sur case blanche d5 · Cavalier blanc sur case noire e5 · Dame noire sur case noire a3 | Tour noire sur case blanche a8 · Tour noire sur case noire b8 · Roi noir sur case blanche g8 · Pion noir sur case noire g7 · Pion noir sur case blanche h7 · Dame blanche sur case blanche c6 · Roi blanc sur case blanche d5 · Cavalier blanc sur case noire e5 · Dame noire sur case noire a3 | Tour noire sur case blanche a8 · Tour noire sur case noire b8 · Roi noir sur case blanche g8 · Pion noir sur case noire g7 · Pion noir sur case blanche h7 · Dame blanche sur case blanche c6 · Roi blanc sur case blanche d5 · Cavalier blanc sur case noire e5 · Dame noire sur case noire a3 | Tour noire sur case blanche a8 · Tour noire sur case noire b8 · Roi noir sur case blanche g8 · Pion noir sur case noire g7 · Pion noir sur case blanche h7 · Dame blanche sur case blanche c6 · Roi blanc sur case blanche d5 · Cavalier blanc sur case noire e5 · Dame noire sur case noire a3 | Tour noire sur case blanche a8 · Tour noire sur case noire b8 · Roi noir sur case blanche g8 · Pion noir sur case noire g7 · Pion noir sur case blanche h7 · Dame blanche sur case blanche c6 · Roi blanc sur case blanche d5 · Cavalier blanc sur case noire e5 · Dame noire sur case noire a3 | Tour noire sur case blanche a8 · Tour noire sur case noire b8 · Roi noir sur case blanche g8 · Pion noir sur case noire g7 · Pion noir sur case blanche h7 · Dame blanche sur case blanche c6 · Roi blanc sur case blanche d5 · Cavalier blanc sur case noire e5 · Dame noire sur case noire a3 | Tour noire sur case blanche a8 · Tour noire sur case noire b8 · Roi noir sur case blanche g8 · Pion noir sur case noire g7 · Pion noir sur case blanche h7 · Dame blanche sur case blanche c6 · Roi blanc sur case blanche d5 · Cavalier blanc sur case noire e5 · Dame noire sur case noire a3 | 7 |
| 6 | Tour noire sur case blanche a8 · Tour noire sur case noire b8 · Roi noir sur case blanche g8 · Pion noir sur case noire g7 · Pion noir sur case blanche h7 · Dame blanche sur case blanche c6 · Roi blanc sur case blanche d5 · Cavalier blanc sur case noire e5 · Dame noire sur case noire a3 | Tour noire sur case blanche a8 · Tour noire sur case noire b8 · Roi noir sur case blanche g8 · Pion noir sur case noire g7 · Pion noir sur case blanche h7 · Dame blanche sur case blanche c6 · Roi blanc sur case blanche d5 · Cavalier blanc sur case noire e5 · Dame noire sur case noire a3 | Tour noire sur case blanche a8 · Tour noire sur case noire b8 · Roi noir sur case blanche g8 · Pion noir sur case noire g7 · Pion noir sur case blanche h7 · Dame blanche sur case blanche c6 · Roi blanc sur case blanche d5 · Cavalier blanc sur case noire e5 · Dame noire sur case noire a3 | Tour noire sur case blanche a8 · Tour noire sur case noire b8 · Roi noir sur case blanche g8 · Pion noir sur case noire g7 · Pion noir sur case blanche h7 · Dame blanche sur case blanche c6 · Roi blanc sur case blanche d5 · Cavalier blanc sur case noire e5 · Dame noire sur case noire a3 | Tour noire sur case blanche a8 · Tour noire sur case noire b8 · Roi noir sur case blanche g8 · Pion noir sur case noire g7 · Pion noir sur case blanche h7 · Dame blanche sur case blanche c6 · Roi blanc sur case blanche d5 · Cavalier blanc sur case noire e5 · Dame noire sur case noire a3 | Tour noire sur case blanche a8 · Tour noire sur case noire b8 · Roi noir sur case blanche g8 · Pion noir sur case noire g7 · Pion noir sur case blanche h7 · Dame blanche sur case blanche c6 · Roi blanc sur case blanche d5 · Cavalier blanc sur case noire e5 · Dame noire sur case noire a3 | Tour noire sur case blanche a8 · Tour noire sur case noire b8 · Roi noir sur case blanche g8 · Pion noir sur case noire g7 · Pion noir sur case blanche h7 · Dame blanche sur case blanche c6 · Roi blanc sur case blanche d5 · Cavalier blanc sur case noire e5 · Dame noire sur case noire a3 | Tour noire sur case blanche a8 · Tour noire sur case noire b8 · Roi noir sur case blanche g8 · Pion noir sur case noire g7 · Pion noir sur case blanche h7 · Dame blanche sur case blanche c6 · Roi blanc sur case blanche d5 · Cavalier blanc sur case noire e5 · Dame noire sur case noire a3 | 6 |
| 5 | Tour noire sur case blanche a8 · Tour noire sur case noire b8 · Roi noir sur case blanche g8 · Pion noir sur case noire g7 · Pion noir sur case blanche h7 · Dame blanche sur case blanche c6 · Roi blanc sur case blanche d5 · Cavalier blanc sur case noire e5 · Dame noire sur case noire a3 | Tour noire sur case blanche a8 · Tour noire sur case noire b8 · Roi noir sur case blanche g8 · Pion noir sur case noire g7 · Pion noir sur case blanche h7 · Dame blanche sur case blanche c6 · Roi blanc sur case blanche d5 · Cavalier blanc sur case noire e5 · Dame noire sur case noire a3 | Tour noire sur case blanche a8 · Tour noire sur case noire b8 · Roi noir sur case blanche g8 · Pion noir sur case noire g7 · Pion noir sur case blanche h7 · Dame blanche sur case blanche c6 · Roi blanc sur case blanche d5 · Cavalier blanc sur case noire e5 · Dame noire sur case noire a3 | Tour noire sur case blanche a8 · Tour noire sur case noire b8 · Roi noir sur case blanche g8 · Pion noir sur case noire g7 · Pion noir sur case blanche h7 · Dame blanche sur case blanche c6 · Roi blanc sur case blanche d5 · Cavalier blanc sur case noire e5 · Dame noire sur case noire a3 | Tour noire sur case blanche a8 · Tour noire sur case noire b8 · Roi noir sur case blanche g8 · Pion noir sur case noire g7 · Pion noir sur case blanche h7 · Dame blanche sur case blanche c6 · Roi blanc sur case blanche d5 · Cavalier blanc sur case noire e5 · Dame noire sur case noire a3 | Tour noire sur case blanche a8 · Tour noire sur case noire b8 · Roi noir sur case blanche g8 · Pion noir sur case noire g7 · Pion noir sur case blanche h7 · Dame blanche sur case blanche c6 · Roi blanc sur case blanche d5 · Cavalier blanc sur case noire e5 · Dame noire sur case noire a3 | Tour noire sur case blanche a8 · Tour noire sur case noire b8 · Roi noir sur case blanche g8 · Pion noir sur case noire g7 · Pion noir sur case blanche h7 · Dame blanche sur case blanche c6 · Roi blanc sur case blanche d5 · Cavalier blanc sur case noire e5 · Dame noire sur case noire a3 | Tour noire sur case blanche a8 · Tour noire sur case noire b8 · Roi noir sur case blanche g8 · Pion noir sur case noire g7 · Pion noir sur case blanche h7 · Dame blanche sur case blanche c6 · Roi blanc sur case blanche d5 · Cavalier blanc sur case noire e5 · Dame noire sur case noire a3 | 5 |
| 4 | Tour noire sur case blanche a8 · Tour noire sur case noire b8 · Roi noir sur case blanche g8 · Pion noir sur case noire g7 · Pion noir sur case blanche h7 · Dame blanche sur case blanche c6 · Roi blanc sur case blanche d5 · Cavalier blanc sur case noire e5 · Dame noire sur case noire a3 | Tour noire sur case blanche a8 · Tour noire sur case noire b8 · Roi noir sur case blanche g8 · Pion noir sur case noire g7 · Pion noir sur case blanche h7 · Dame blanche sur case blanche c6 · Roi blanc sur case blanche d5 · Cavalier blanc sur case noire e5 · Dame noire sur case noire a3 | Tour noire sur case blanche a8 · Tour noire sur case noire b8 · Roi noir sur case blanche g8 · Pion noir sur case noire g7 · Pion noir sur case blanche h7 · Dame blanche sur case blanche c6 · Roi blanc sur case blanche d5 · Cavalier blanc sur case noire e5 · Dame noire sur case noire a3 | Tour noire sur case blanche a8 · Tour noire sur case noire b8 · Roi noir sur case blanche g8 · Pion noir sur case noire g7 · Pion noir sur case blanche h7 · Dame blanche sur case blanche c6 · Roi blanc sur case blanche d5 · Cavalier blanc sur case noire e5 · Dame noire sur case noire a3 | Tour noire sur case blanche a8 · Tour noire sur case noire b8 · Roi noir sur case blanche g8 · Pion noir sur case noire g7 · Pion noir sur case blanche h7 · Dame blanche sur case blanche c6 · Roi blanc sur case blanche d5 · Cavalier blanc sur case noire e5 · Dame noire sur case noire a3 | Tour noire sur case blanche a8 · Tour noire sur case noire b8 · Roi noir sur case blanche g8 · Pion noir sur case noire g7 · Pion noir sur case blanche h7 · Dame blanche sur case blanche c6 · Roi blanc sur case blanche d5 · Cavalier blanc sur case noire e5 · Dame noire sur case noire a3 | Tour noire sur case blanche a8 · Tour noire sur case noire b8 · Roi noir sur case blanche g8 · Pion noir sur case noire g7 · Pion noir sur case blanche h7 · Dame blanche sur case blanche c6 · Roi blanc sur case blanche d5 · Cavalier blanc sur case noire e5 · Dame noire sur case noire a3 | Tour noire sur case blanche a8 · Tour noire sur case noire b8 · Roi noir sur case blanche g8 · Pion noir sur case noire g7 · Pion noir sur case blanche h7 · Dame blanche sur case blanche c6 · Roi blanc sur case blanche d5 · Cavalier blanc sur case noire e5 · Dame noire sur case noire a3 | 4 |
| 3 | Tour noire sur case blanche a8 · Tour noire sur case noire b8 · Roi noir sur case blanche g8 · Pion noir sur case noire g7 · Pion noir sur case blanche h7 · Dame blanche sur case blanche c6 · Roi blanc sur case blanche d5 · Cavalier blanc sur case noire e5 · Dame noire sur case noire a3 | Tour noire sur case blanche a8 · Tour noire sur case noire b8 · Roi noir sur case blanche g8 · Pion noir sur case noire g7 · Pion noir sur case blanche h7 · Dame blanche sur case blanche c6 · Roi blanc sur case blanche d5 · Cavalier blanc sur case noire e5 · Dame noire sur case noire a3 | Tour noire sur case blanche a8 · Tour noire sur case noire b8 · Roi noir sur case blanche g8 · Pion noir sur case noire g7 · Pion noir sur case blanche h7 · Dame blanche sur case blanche c6 · Roi blanc sur case blanche d5 · Cavalier blanc sur case noire e5 · Dame noire sur case noire a3 | Tour noire sur case blanche a8 · Tour noire sur case noire b8 · Roi noir sur case blanche g8 · Pion noir sur case noire g7 · Pion noir sur case blanche h7 · Dame blanche sur case blanche c6 · Roi blanc sur case blanche d5 · Cavalier blanc sur case noire e5 · Dame noire sur case noire a3 | Tour noire sur case blanche a8 · Tour noire sur case noire b8 · Roi noir sur case blanche g8 · Pion noir sur case noire g7 · Pion noir sur case blanche h7 · Dame blanche sur case blanche c6 · Roi blanc sur case blanche d5 · Cavalier blanc sur case noire e5 · Dame noire sur case noire a3 | Tour noire sur case blanche a8 · Tour noire sur case noire b8 · Roi noir sur case blanche g8 · Pion noir sur case noire g7 · Pion noir sur case blanche h7 · Dame blanche sur case blanche c6 · Roi blanc sur case blanche d5 · Cavalier blanc sur case noire e5 · Dame noire sur case noire a3 | Tour noire sur case blanche a8 · Tour noire sur case noire b8 · Roi noir sur case blanche g8 · Pion noir sur case noire g7 · Pion noir sur case blanche h7 · Dame blanche sur case blanche c6 · Roi blanc sur case blanche d5 · Cavalier blanc sur case noire e5 · Dame noire sur case noire a3 | Tour noire sur case blanche a8 · Tour noire sur case noire b8 · Roi noir sur case blanche g8 · Pion noir sur case noire g7 · Pion noir sur case blanche h7 · Dame blanche sur case blanche c6 · Roi blanc sur case blanche d5 · Cavalier blanc sur case noire e5 · Dame noire sur case noire a3 | 3 |
| 2 | Tour noire sur case blanche a8 · Tour noire sur case noire b8 · Roi noir sur case blanche g8 · Pion noir sur case noire g7 · Pion noir sur case blanche h7 · Dame blanche sur case blanche c6 · Roi blanc sur case blanche d5 · Cavalier blanc sur case noire e5 · Dame noire sur case noire a3 | Tour noire sur case blanche a8 · Tour noire sur case noire b8 · Roi noir sur case blanche g8 · Pion noir sur case noire g7 · Pion noir sur case blanche h7 · Dame blanche sur case blanche c6 · Roi blanc sur case blanche d5 · Cavalier blanc sur case noire e5 · Dame noire sur case noire a3 | Tour noire sur case blanche a8 · Tour noire sur case noire b8 · Roi noir sur case blanche g8 · Pion noir sur case noire g7 · Pion noir sur case blanche h7 · Dame blanche sur case blanche c6 · Roi blanc sur case blanche d5 · Cavalier blanc sur case noire e5 · Dame noire sur case noire a3 | Tour noire sur case blanche a8 · Tour noire sur case noire b8 · Roi noir sur case blanche g8 · Pion noir sur case noire g7 · Pion noir sur case blanche h7 · Dame blanche sur case blanche c6 · Roi blanc sur case blanche d5 · Cavalier blanc sur case noire e5 · Dame noire sur case noire a3 | Tour noire sur case blanche a8 · Tour noire sur case noire b8 · Roi noir sur case blanche g8 · Pion noir sur case noire g7 · Pion noir sur case blanche h7 · Dame blanche sur case blanche c6 · Roi blanc sur case blanche d5 · Cavalier blanc sur case noire e5 · Dame noire sur case noire a3 | Tour noire sur case blanche a8 · Tour noire sur case noire b8 · Roi noir sur case blanche g8 · Pion noir sur case noire g7 · Pion noir sur case blanche h7 · Dame blanche sur case blanche c6 · Roi blanc sur case blanche d5 · Cavalier blanc sur case noire e5 · Dame noire sur case noire a3 | Tour noire sur case blanche a8 · Tour noire sur case noire b8 · Roi noir sur case blanche g8 · Pion noir sur case noire g7 · Pion noir sur case blanche h7 · Dame blanche sur case blanche c6 · Roi blanc sur case blanche d5 · Cavalier blanc sur case noire e5 · Dame noire sur case noire a3 | Tour noire sur case blanche a8 · Tour noire sur case noire b8 · Roi noir sur case blanche g8 · Pion noir sur case noire g7 · Pion noir sur case blanche h7 · Dame blanche sur case blanche c6 · Roi blanc sur case blanche d5 · Cavalier blanc sur case noire e5 · Dame noire sur case noire a3 | 2 |
| 1 | Tour noire sur case blanche a8 · Tour noire sur case noire b8 · Roi noir sur case blanche g8 · Pion noir sur case noire g7 · Pion noir sur case blanche h7 · Dame blanche sur case blanche c6 · Roi blanc sur case blanche d5 · Cavalier blanc sur case noire e5 · Dame noire sur case noire a3 | Tour noire sur case blanche a8 · Tour noire sur case noire b8 · Roi noir sur case blanche g8 · Pion noir sur case noire g7 · Pion noir sur case blanche h7 · Dame blanche sur case blanche c6 · Roi blanc sur case blanche d5 · Cavalier blanc sur case noire e5 · Dame noire sur case noire a3 | Tour noire sur case blanche a8 · Tour noire sur case noire b8 · Roi noir sur case blanche g8 · Pion noir sur case noire g7 · Pion noir sur case blanche h7 · Dame blanche sur case blanche c6 · Roi blanc sur case blanche d5 · Cavalier blanc sur case noire e5 · Dame noire sur case noire a3 | Tour noire sur case blanche a8 · Tour noire sur case noire b8 · Roi noir sur case blanche g8 · Pion noir sur case noire g7 · Pion noir sur case blanche h7 · Dame blanche sur case blanche c6 · Roi blanc sur case blanche d5 · Cavalier blanc sur case noire e5 · Dame noire sur case noire a3 | Tour noire sur case blanche a8 · Tour noire sur case noire b8 · Roi noir sur case blanche g8 · Pion noir sur case noire g7 · Pion noir sur case blanche h7 · Dame blanche sur case blanche c6 · Roi blanc sur case blanche d5 · Cavalier blanc sur case noire e5 · Dame noire sur case noire a3 | Tour noire sur case blanche a8 · Tour noire sur case noire b8 · Roi noir sur case blanche g8 · Pion noir sur case noire g7 · Pion noir sur case blanche h7 · Dame blanche sur case blanche c6 · Roi blanc sur case blanche d5 · Cavalier blanc sur case noire e5 · Dame noire sur case noire a3 | Tour noire sur case blanche a8 · Tour noire sur case noire b8 · Roi noir sur case blanche g8 · Pion noir sur case noire g7 · Pion noir sur case blanche h7 · Dame blanche sur case blanche c6 · Roi blanc sur case blanche d5 · Cavalier blanc sur case noire e5 · Dame noire sur case noire a3 | Tour noire sur case blanche a8 · Tour noire sur case noire b8 · Roi noir sur case blanche g8 · Pion noir sur case noire g7 · Pion noir sur case blanche h7 · Dame blanche sur case blanche c6 · Roi blanc sur case blanche d5 · Cavalier blanc sur case noire e5 · Dame noire sur case noire a3 | 1 |
|   | a | b | c | d | e | f | g | h |   |

Un roi trop bien entouré peut être maté par un cavalier adverse. Voici un exemple classique :
1. De6+ Rh8
2. Cf7+ Rg8
3. Ch6++ Rh8
4. Dg8+ TxD
5. Cf7#

## Combinaisons de nulle
Il est possible de sauver une partie grâce :
- au pat ;
- à l'échec perpétuel.

### Le pat
|   | a | b | c | d | e | f | g | h |   |
| 8 | Tour blanche sur case blanche a4 · Pion noir sur case blanche e4 · Pion noir sur case blanche g4 · Fou noir sur case noire c3 · Pion blanc sur case noire e3 · Pion blanc sur case noire g3 · Pion noir sur case noire b2 · Pion blanc sur case blanche g2 · Roi noir sur case blanche b1 · Roi blanc sur case blanche d1 | Tour blanche sur case blanche a4 · Pion noir sur case blanche e4 · Pion noir sur case blanche g4 · Fou noir sur case noire c3 · Pion blanc sur case noire e3 · Pion blanc sur case noire g3 · Pion noir sur case noire b2 · Pion blanc sur case blanche g2 · Roi noir sur case blanche b1 · Roi blanc sur case blanche d1 | Tour blanche sur case blanche a4 · Pion noir sur case blanche e4 · Pion noir sur case blanche g4 · Fou noir sur case noire c3 · Pion blanc sur case noire e3 · Pion blanc sur case noire g3 · Pion noir sur case noire b2 · Pion blanc sur case blanche g2 · Roi noir sur case blanche b1 · Roi blanc sur case blanche d1 | Tour blanche sur case blanche a4 · Pion noir sur case blanche e4 · Pion noir sur case blanche g4 · Fou noir sur case noire c3 · Pion blanc sur case noire e3 · Pion blanc sur case noire g3 · Pion noir sur case noire b2 · Pion blanc sur case blanche g2 · Roi noir sur case blanche b1 · Roi blanc sur case blanche d1 | Tour blanche sur case blanche a4 · Pion noir sur case blanche e4 · Pion noir sur case blanche g4 · Fou noir sur case noire c3 · Pion blanc sur case noire e3 · Pion blanc sur case noire g3 · Pion noir sur case noire b2 · Pion blanc sur case blanche g2 · Roi noir sur case blanche b1 · Roi blanc sur case blanche d1 | Tour blanche sur case blanche a4 · Pion noir sur case blanche e4 · Pion noir sur case blanche g4 · Fou noir sur case noire c3 · Pion blanc sur case noire e3 · Pion blanc sur case noire g3 · Pion noir sur case noire b2 · Pion blanc sur case blanche g2 · Roi noir sur case blanche b1 · Roi blanc sur case blanche d1 | Tour blanche sur case blanche a4 · Pion noir sur case blanche e4 · Pion noir sur case blanche g4 · Fou noir sur case noire c3 · Pion blanc sur case noire e3 · Pion blanc sur case noire g3 · Pion noir sur case noire b2 · Pion blanc sur case blanche g2 · Roi noir sur case blanche b1 · Roi blanc sur case blanche d1 | Tour blanche sur case blanche a4 · Pion noir sur case blanche e4 · Pion noir sur case blanche g4 · Fou noir sur case noire c3 · Pion blanc sur case noire e3 · Pion blanc sur case noire g3 · Pion noir sur case noire b2 · Pion blanc sur case blanche g2 · Roi noir sur case blanche b1 · Roi blanc sur case blanche d1 | 8 |
| 7 | Tour blanche sur case blanche a4 · Pion noir sur case blanche e4 · Pion noir sur case blanche g4 · Fou noir sur case noire c3 · Pion blanc sur case noire e3 · Pion blanc sur case noire g3 · Pion noir sur case noire b2 · Pion blanc sur case blanche g2 · Roi noir sur case blanche b1 · Roi blanc sur case blanche d1 | Tour blanche sur case blanche a4 · Pion noir sur case blanche e4 · Pion noir sur case blanche g4 · Fou noir sur case noire c3 · Pion blanc sur case noire e3 · Pion blanc sur case noire g3 · Pion noir sur case noire b2 · Pion blanc sur case blanche g2 · Roi noir sur case blanche b1 · Roi blanc sur case blanche d1 | Tour blanche sur case blanche a4 · Pion noir sur case blanche e4 · Pion noir sur case blanche g4 · Fou noir sur case noire c3 · Pion blanc sur case noire e3 · Pion blanc sur case noire g3 · Pion noir sur case noire b2 · Pion blanc sur case blanche g2 · Roi noir sur case blanche b1 · Roi blanc sur case blanche d1 | Tour blanche sur case blanche a4 · Pion noir sur case blanche e4 · Pion noir sur case blanche g4 · Fou noir sur case noire c3 · Pion blanc sur case noire e3 · Pion blanc sur case noire g3 · Pion noir sur case noire b2 · Pion blanc sur case blanche g2 · Roi noir sur case blanche b1 · Roi blanc sur case blanche d1 | Tour blanche sur case blanche a4 · Pion noir sur case blanche e4 · Pion noir sur case blanche g4 · Fou noir sur case noire c3 · Pion blanc sur case noire e3 · Pion blanc sur case noire g3 · Pion noir sur case noire b2 · Pion blanc sur case blanche g2 · Roi noir sur case blanche b1 · Roi blanc sur case blanche d1 | Tour blanche sur case blanche a4 · Pion noir sur case blanche e4 · Pion noir sur case blanche g4 · Fou noir sur case noire c3 · Pion blanc sur case noire e3 · Pion blanc sur case noire g3 · Pion noir sur case noire b2 · Pion blanc sur case blanche g2 · Roi noir sur case blanche b1 · Roi blanc sur case blanche d1 | Tour blanche sur case blanche a4 · Pion noir sur case blanche e4 · Pion noir sur case blanche g4 · Fou noir sur case noire c3 · Pion blanc sur case noire e3 · Pion blanc sur case noire g3 · Pion noir sur case noire b2 · Pion blanc sur case blanche g2 · Roi noir sur case blanche b1 · Roi blanc sur case blanche d1 | Tour blanche sur case blanche a4 · Pion noir sur case blanche e4 · Pion noir sur case blanche g4 · Fou noir sur case noire c3 · Pion blanc sur case noire e3 · Pion blanc sur case noire g3 · Pion noir sur case noire b2 · Pion blanc sur case blanche g2 · Roi noir sur case blanche b1 · Roi blanc sur case blanche d1 | 7 |
| 6 | Tour blanche sur case blanche a4 · Pion noir sur case blanche e4 · Pion noir sur case blanche g4 · Fou noir sur case noire c3 · Pion blanc sur case noire e3 · Pion blanc sur case noire g3 · Pion noir sur case noire b2 · Pion blanc sur case blanche g2 · Roi noir sur case blanche b1 · Roi blanc sur case blanche d1 | Tour blanche sur case blanche a4 · Pion noir sur case blanche e4 · Pion noir sur case blanche g4 · Fou noir sur case noire c3 · Pion blanc sur case noire e3 · Pion blanc sur case noire g3 · Pion noir sur case noire b2 · Pion blanc sur case blanche g2 · Roi noir sur case blanche b1 · Roi blanc sur case blanche d1 | Tour blanche sur case blanche a4 · Pion noir sur case blanche e4 · Pion noir sur case blanche g4 · Fou noir sur case noire c3 · Pion blanc sur case noire e3 · Pion blanc sur case noire g3 · Pion noir sur case noire b2 · Pion blanc sur case blanche g2 · Roi noir sur case blanche b1 · Roi blanc sur case blanche d1 | Tour blanche sur case blanche a4 · Pion noir sur case blanche e4 · Pion noir sur case blanche g4 · Fou noir sur case noire c3 · Pion blanc sur case noire e3 · Pion blanc sur case noire g3 · Pion noir sur case noire b2 · Pion blanc sur case blanche g2 · Roi noir sur case blanche b1 · Roi blanc sur case blanche d1 | Tour blanche sur case blanche a4 · Pion noir sur case blanche e4 · Pion noir sur case blanche g4 · Fou noir sur case noire c3 · Pion blanc sur case noire e3 · Pion blanc sur case noire g3 · Pion noir sur case noire b2 · Pion blanc sur case blanche g2 · Roi noir sur case blanche b1 · Roi blanc sur case blanche d1 | Tour blanche sur case blanche a4 · Pion noir sur case blanche e4 · Pion noir sur case blanche g4 · Fou noir sur case noire c3 · Pion blanc sur case noire e3 · Pion blanc sur case noire g3 · Pion noir sur case noire b2 · Pion blanc sur case blanche g2 · Roi noir sur case blanche b1 · Roi blanc sur case blanche d1 | Tour blanche sur case blanche a4 · Pion noir sur case blanche e4 · Pion noir sur case blanche g4 · Fou noir sur case noire c3 · Pion blanc sur case noire e3 · Pion blanc sur case noire g3 · Pion noir sur case noire b2 · Pion blanc sur case blanche g2 · Roi noir sur case blanche b1 · Roi blanc sur case blanche d1 | Tour blanche sur case blanche a4 · Pion noir sur case blanche e4 · Pion noir sur case blanche g4 · Fou noir sur case noire c3 · Pion blanc sur case noire e3 · Pion blanc sur case noire g3 · Pion noir sur case noire b2 · Pion blanc sur case blanche g2 · Roi noir sur case blanche b1 · Roi blanc sur case blanche d1 | 6 |
| 5 | Tour blanche sur case blanche a4 · Pion noir sur case blanche e4 · Pion noir sur case blanche g4 · Fou noir sur case noire c3 · Pion blanc sur case noire e3 · Pion blanc sur case noire g3 · Pion noir sur case noire b2 · Pion blanc sur case blanche g2 · Roi noir sur case blanche b1 · Roi blanc sur case blanche d1 | Tour blanche sur case blanche a4 · Pion noir sur case blanche e4 · Pion noir sur case blanche g4 · Fou noir sur case noire c3 · Pion blanc sur case noire e3 · Pion blanc sur case noire g3 · Pion noir sur case noire b2 · Pion blanc sur case blanche g2 · Roi noir sur case blanche b1 · Roi blanc sur case blanche d1 | Tour blanche sur case blanche a4 · Pion noir sur case blanche e4 · Pion noir sur case blanche g4 · Fou noir sur case noire c3 · Pion blanc sur case noire e3 · Pion blanc sur case noire g3 · Pion noir sur case noire b2 · Pion blanc sur case blanche g2 · Roi noir sur case blanche b1 · Roi blanc sur case blanche d1 | Tour blanche sur case blanche a4 · Pion noir sur case blanche e4 · Pion noir sur case blanche g4 · Fou noir sur case noire c3 · Pion blanc sur case noire e3 · Pion blanc sur case noire g3 · Pion noir sur case noire b2 · Pion blanc sur case blanche g2 · Roi noir sur case blanche b1 · Roi blanc sur case blanche d1 | Tour blanche sur case blanche a4 · Pion noir sur case blanche e4 · Pion noir sur case blanche g4 · Fou noir sur case noire c3 · Pion blanc sur case noire e3 · Pion blanc sur case noire g3 · Pion noir sur case noire b2 · Pion blanc sur case blanche g2 · Roi noir sur case blanche b1 · Roi blanc sur case blanche d1 | Tour blanche sur case blanche a4 · Pion noir sur case blanche e4 · Pion noir sur case blanche g4 · Fou noir sur case noire c3 · Pion blanc sur case noire e3 · Pion blanc sur case noire g3 · Pion noir sur case noire b2 · Pion blanc sur case blanche g2 · Roi noir sur case blanche b1 · Roi blanc sur case blanche d1 | Tour blanche sur case blanche a4 · Pion noir sur case blanche e4 · Pion noir sur case blanche g4 · Fou noir sur case noire c3 · Pion blanc sur case noire e3 · Pion blanc sur case noire g3 · Pion noir sur case noire b2 · Pion blanc sur case blanche g2 · Roi noir sur case blanche b1 · Roi blanc sur case blanche d1 | Tour blanche sur case blanche a4 · Pion noir sur case blanche e4 · Pion noir sur case blanche g4 · Fou noir sur case noire c3 · Pion blanc sur case noire e3 · Pion blanc sur case noire g3 · Pion noir sur case noire b2 · Pion blanc sur case blanche g2 · Roi noir sur case blanche b1 · Roi blanc sur case blanche d1 | 5 |
| 4 | Tour blanche sur case blanche a4 · Pion noir sur case blanche e4 · Pion noir sur case blanche g4 · Fou noir sur case noire c3 · Pion blanc sur case noire e3 · Pion blanc sur case noire g3 · Pion noir sur case noire b2 · Pion blanc sur case blanche g2 · Roi noir sur case blanche b1 · Roi blanc sur case blanche d1 | Tour blanche sur case blanche a4 · Pion noir sur case blanche e4 · Pion noir sur case blanche g4 · Fou noir sur case noire c3 · Pion blanc sur case noire e3 · Pion blanc sur case noire g3 · Pion noir sur case noire b2 · Pion blanc sur case blanche g2 · Roi noir sur case blanche b1 · Roi blanc sur case blanche d1 | Tour blanche sur case blanche a4 · Pion noir sur case blanche e4 · Pion noir sur case blanche g4 · Fou noir sur case noire c3 · Pion blanc sur case noire e3 · Pion blanc sur case noire g3 · Pion noir sur case noire b2 · Pion blanc sur case blanche g2 · Roi noir sur case blanche b1 · Roi blanc sur case blanche d1 | Tour blanche sur case blanche a4 · Pion noir sur case blanche e4 · Pion noir sur case blanche g4 · Fou noir sur case noire c3 · Pion blanc sur case noire e3 · Pion blanc sur case noire g3 · Pion noir sur case noire b2 · Pion blanc sur case blanche g2 · Roi noir sur case blanche b1 · Roi blanc sur case blanche d1 | Tour blanche sur case blanche a4 · Pion noir sur case blanche e4 · Pion noir sur case blanche g4 · Fou noir sur case noire c3 · Pion blanc sur case noire e3 · Pion blanc sur case noire g3 · Pion noir sur case noire b2 · Pion blanc sur case blanche g2 · Roi noir sur case blanche b1 · Roi blanc sur case blanche d1 | Tour blanche sur case blanche a4 · Pion noir sur case blanche e4 · Pion noir sur case blanche g4 · Fou noir sur case noire c3 · Pion blanc sur case noire e3 · Pion blanc sur case noire g3 · Pion noir sur case noire b2 · Pion blanc sur case blanche g2 · Roi noir sur case blanche b1 · Roi blanc sur case blanche d1 | Tour blanche sur case blanche a4 · Pion noir sur case blanche e4 · Pion noir sur case blanche g4 · Fou noir sur case noire c3 · Pion blanc sur case noire e3 · Pion blanc sur case noire g3 · Pion noir sur case noire b2 · Pion blanc sur case blanche g2 · Roi noir sur case blanche b1 · Roi blanc sur case blanche d1 | Tour blanche sur case blanche a4 · Pion noir sur case blanche e4 · Pion noir sur case blanche g4 · Fou noir sur case noire c3 · Pion blanc sur case noire e3 · Pion blanc sur case noire g3 · Pion noir sur case noire b2 · Pion blanc sur case blanche g2 · Roi noir sur case blanche b1 · Roi blanc sur case blanche d1 | 4 |
| 3 | Tour blanche sur case blanche a4 · Pion noir sur case blanche e4 · Pion noir sur case blanche g4 · Fou noir sur case noire c3 · Pion blanc sur case noire e3 · Pion blanc sur case noire g3 · Pion noir sur case noire b2 · Pion blanc sur case blanche g2 · Roi noir sur case blanche b1 · Roi blanc sur case blanche d1 | Tour blanche sur case blanche a4 · Pion noir sur case blanche e4 · Pion noir sur case blanche g4 · Fou noir sur case noire c3 · Pion blanc sur case noire e3 · Pion blanc sur case noire g3 · Pion noir sur case noire b2 · Pion blanc sur case blanche g2 · Roi noir sur case blanche b1 · Roi blanc sur case blanche d1 | Tour blanche sur case blanche a4 · Pion noir sur case blanche e4 · Pion noir sur case blanche g4 · Fou noir sur case noire c3 · Pion blanc sur case noire e3 · Pion blanc sur case noire g3 · Pion noir sur case noire b2 · Pion blanc sur case blanche g2 · Roi noir sur case blanche b1 · Roi blanc sur case blanche d1 | Tour blanche sur case blanche a4 · Pion noir sur case blanche e4 · Pion noir sur case blanche g4 · Fou noir sur case noire c3 · Pion blanc sur case noire e3 · Pion blanc sur case noire g3 · Pion noir sur case noire b2 · Pion blanc sur case blanche g2 · Roi noir sur case blanche b1 · Roi blanc sur case blanche d1 | Tour blanche sur case blanche a4 · Pion noir sur case blanche e4 · Pion noir sur case blanche g4 · Fou noir sur case noire c3 · Pion blanc sur case noire e3 · Pion blanc sur case noire g3 · Pion noir sur case noire b2 · Pion blanc sur case blanche g2 · Roi noir sur case blanche b1 · Roi blanc sur case blanche d1 | Tour blanche sur case blanche a4 · Pion noir sur case blanche e4 · Pion noir sur case blanche g4 · Fou noir sur case noire c3 · Pion blanc sur case noire e3 · Pion blanc sur case noire g3 · Pion noir sur case noire b2 · Pion blanc sur case blanche g2 · Roi noir sur case blanche b1 · Roi blanc sur case blanche d1 | Tour blanche sur case blanche a4 · Pion noir sur case blanche e4 · Pion noir sur case blanche g4 · Fou noir sur case noire c3 · Pion blanc sur case noire e3 · Pion blanc sur case noire g3 · Pion noir sur case noire b2 · Pion blanc sur case blanche g2 · Roi noir sur case blanche b1 · Roi blanc sur case blanche d1 | Tour blanche sur case blanche a4 · Pion noir sur case blanche e4 · Pion noir sur case blanche g4 · Fou noir sur case noire c3 · Pion blanc sur case noire e3 · Pion blanc sur case noire g3 · Pion noir sur case noire b2 · Pion blanc sur case blanche g2 · Roi noir sur case blanche b1 · Roi blanc sur case blanche d1 | 3 |
| 2 | Tour blanche sur case blanche a4 · Pion noir sur case blanche e4 · Pion noir sur case blanche g4 · Fou noir sur case noire c3 · Pion blanc sur case noire e3 · Pion blanc sur case noire g3 · Pion noir sur case noire b2 · Pion blanc sur case blanche g2 · Roi noir sur case blanche b1 · Roi blanc sur case blanche d1 | Tour blanche sur case blanche a4 · Pion noir sur case blanche e4 · Pion noir sur case blanche g4 · Fou noir sur case noire c3 · Pion blanc sur case noire e3 · Pion blanc sur case noire g3 · Pion noir sur case noire b2 · Pion blanc sur case blanche g2 · Roi noir sur case blanche b1 · Roi blanc sur case blanche d1 | Tour blanche sur case blanche a4 · Pion noir sur case blanche e4 · Pion noir sur case blanche g4 · Fou noir sur case noire c3 · Pion blanc sur case noire e3 · Pion blanc sur case noire g3 · Pion noir sur case noire b2 · Pion blanc sur case blanche g2 · Roi noir sur case blanche b1 · Roi blanc sur case blanche d1 | Tour blanche sur case blanche a4 · Pion noir sur case blanche e4 · Pion noir sur case blanche g4 · Fou noir sur case noire c3 · Pion blanc sur case noire e3 · Pion blanc sur case noire g3 · Pion noir sur case noire b2 · Pion blanc sur case blanche g2 · Roi noir sur case blanche b1 · Roi blanc sur case blanche d1 | Tour blanche sur case blanche a4 · Pion noir sur case blanche e4 · Pion noir sur case blanche g4 · Fou noir sur case noire c3 · Pion blanc sur case noire e3 · Pion blanc sur case noire g3 · Pion noir sur case noire b2 · Pion blanc sur case blanche g2 · Roi noir sur case blanche b1 · Roi blanc sur case blanche d1 | Tour blanche sur case blanche a4 · Pion noir sur case blanche e4 · Pion noir sur case blanche g4 · Fou noir sur case noire c3 · Pion blanc sur case noire e3 · Pion blanc sur case noire g3 · Pion noir sur case noire b2 · Pion blanc sur case blanche g2 · Roi noir sur case blanche b1 · Roi blanc sur case blanche d1 | Tour blanche sur case blanche a4 · Pion noir sur case blanche e4 · Pion noir sur case blanche g4 · Fou noir sur case noire c3 · Pion blanc sur case noire e3 · Pion blanc sur case noire g3 · Pion noir sur case noire b2 · Pion blanc sur case blanche g2 · Roi noir sur case blanche b1 · Roi blanc sur case blanche d1 | Tour blanche sur case blanche a4 · Pion noir sur case blanche e4 · Pion noir sur case blanche g4 · Fou noir sur case noire c3 · Pion blanc sur case noire e3 · Pion blanc sur case noire g3 · Pion noir sur case noire b2 · Pion blanc sur case blanche g2 · Roi noir sur case blanche b1 · Roi blanc sur case blanche d1 | 2 |
| 1 | Tour blanche sur case blanche a4 · Pion noir sur case blanche e4 · Pion noir sur case blanche g4 · Fou noir sur case noire c3 · Pion blanc sur case noire e3 · Pion blanc sur case noire g3 · Pion noir sur case noire b2 · Pion blanc sur case blanche g2 · Roi noir sur case blanche b1 · Roi blanc sur case blanche d1 | Tour blanche sur case blanche a4 · Pion noir sur case blanche e4 · Pion noir sur case blanche g4 · Fou noir sur case noire c3 · Pion blanc sur case noire e3 · Pion blanc sur case noire g3 · Pion noir sur case noire b2 · Pion blanc sur case blanche g2 · Roi noir sur case blanche b1 · Roi blanc sur case blanche d1 | Tour blanche sur case blanche a4 · Pion noir sur case blanche e4 · Pion noir sur case blanche g4 · Fou noir sur case noire c3 · Pion blanc sur case noire e3 · Pion blanc sur case noire g3 · Pion noir sur case noire b2 · Pion blanc sur case blanche g2 · Roi noir sur case blanche b1 · Roi blanc sur case blanche d1 | Tour blanche sur case blanche a4 · Pion noir sur case blanche e4 · Pion noir sur case blanche g4 · Fou noir sur case noire c3 · Pion blanc sur case noire e3 · Pion blanc sur case noire g3 · Pion noir sur case noire b2 · Pion blanc sur case blanche g2 · Roi noir sur case blanche b1 · Roi blanc sur case blanche d1 | Tour blanche sur case blanche a4 · Pion noir sur case blanche e4 · Pion noir sur case blanche g4 · Fou noir sur case noire c3 · Pion blanc sur case noire e3 · Pion blanc sur case noire g3 · Pion noir sur case noire b2 · Pion blanc sur case blanche g2 · Roi noir sur case blanche b1 · Roi blanc sur case blanche d1 | Tour blanche sur case blanche a4 · Pion noir sur case blanche e4 · Pion noir sur case blanche g4 · Fou noir sur case noire c3 · Pion blanc sur case noire e3 · Pion blanc sur case noire g3 · Pion noir sur case noire b2 · Pion blanc sur case blanche g2 · Roi noir sur case blanche b1 · Roi blanc sur case blanche d1 | Tour blanche sur case blanche a4 · Pion noir sur case blanche e4 · Pion noir sur case blanche g4 · Fou noir sur case noire c3 · Pion blanc sur case noire e3 · Pion blanc sur case noire g3 · Pion noir sur case noire b2 · Pion blanc sur case blanche g2 · Roi noir sur case blanche b1 · Roi blanc sur case blanche d1 | Tour blanche sur case blanche a4 · Pion noir sur case blanche e4 · Pion noir sur case blanche g4 · Fou noir sur case noire c3 · Pion blanc sur case noire e3 · Pion blanc sur case noire g3 · Pion noir sur case noire b2 · Pion blanc sur case blanche g2 · Roi noir sur case blanche b1 · Roi blanc sur case blanche d1 | 1 |
|   | a | b | c | d | e | f | g | h |   |

Vassili Ivantchouk (2775) - Magnus Carlsen (2826) [D82]
6e Mémorial Tal Moscou, 20 novembre 2011
1.d4 Cf6 2.c4 g6 3.Cc3 d5 4.Ff4 Fg7 5.e3 c5 6.dxc5 Da5 7.Db3 Ca6 8.cxd5 Cxc5 9.Db5+ Dxb5 10.Fxb5+ Fd7 11.Td1 Ch5 12.Fxd7+ Rxd7 13.Fg3 b5 14.d6 e6 15.Cf3 b4 16.Cb5 Cxg3 17.hxg3 Tab8 18.Cbd4 h5 19.Th4 f5 20.Ce2 e5 21.Tc4 Thc8 22.Rf1 Ce4 23.Tc7+ Txc7 24.dxc7+ Rxc7 25.Cd2 Cxd2+ 26.Txd2 a5 27.b3 a4 28.bxa4 Ta8 29.Cc1 e4 30.Ce2 Txa4 31.Cf4 Fc3 32.Tc2 Rd6 33.Re2 g5 34.Cxh5 Rd5 35.f3 g4 36.Cf4+ Rc4 37.Ce6 Ta6 38.Cf4 Th6 39.fxg4 fxg4 40.Tc1 Ta6 41.Tc2 Th6 42.Tc1 Td6 43.Tc2 Ta6 44.Rf2 Th6 45.Re2 Th1 46.Cg6 Te1+ 47.Rf2 Ta1 48.Cf4 Tb1 49.Ce6 Td1 50.Cf4 Td6 51.Re2 Tc6 52.Tc1 Rb5 53.Cd5 Tc5 54.Cf4 Tc6 55.Cd5 Tc5 56.Cf4 Ra4 57.Ce6 Td5 58.Tc2 Ra3 59.Cd4 Tc5 60.Cb3 Td5 61.Cd4 Fxd4 62.Td2 Fc3 63.Txd5 Rxa2 64.Rd1 b3 65.Tb5 Rb2 66.Tb8 Ff6 67.Rd2 Fc3+ 68.Rd1 Ff6 69.Tf8 Fc3 70.Te8 Ra2 71.Ta8+ Rb1 72.Ta4 b2 (voir diagramme) 73.Ta6 (73. Re2 perd à cause de 73...Rc2, et 73. Txe4 à cause de 73... Ra2 74. Ta4+ Rb3 et la promotion du pion noir ne peut être évitée) 73...Fa5 (Après ce coup, la tour ne peut s'éloigner des colonnes a et b à cause de la manœuvre ... Ra2 et ...b1=D, et les blancs ne peuvent toujours pas jouer 74. Re2 à cause de 74... Rc2.) 74.Txa5 pat ½–½

### L'échec perpétuel
|   | a | b | c | d | e | f | g | h |   |
| 8 | Tour noire sur case blanche a8 · Fou noir sur case blanche c8 · Tour noire sur case noire f8 · Roi noir sur case blanche g8 · Pion noir sur case noire a7 · Pion noir sur case blanche b7 · Pion noir sur case noire e7 · Pion noir sur case blanche f7 · Fou noir sur case noire g7 · Pion noir sur case blanche h7 · Cavalier noir sur case noire f6 · Pion noir sur case blanche g6 · Pion blanc sur case blanche f5 · Fou blanc sur case noire b4 · Pion blanc sur case blanche g4 · Cavalier blanc sur case blanche b3 · Cavalier blanc sur case noire c3 · Pion blanc sur case blanche a2 · Pion blanc sur case noire b2 · Pion blanc sur case blanche c2 · Fou blanc sur case blanche e2 · Dame noire sur case noire h2 · Tour blanche sur case noire a1 · Dame blanche sur case blanche d1 · Roi blanc sur case noire e1 · Tour blanche sur case blanche f1 | Tour noire sur case blanche a8 · Fou noir sur case blanche c8 · Tour noire sur case noire f8 · Roi noir sur case blanche g8 · Pion noir sur case noire a7 · Pion noir sur case blanche b7 · Pion noir sur case noire e7 · Pion noir sur case blanche f7 · Fou noir sur case noire g7 · Pion noir sur case blanche h7 · Cavalier noir sur case noire f6 · Pion noir sur case blanche g6 · Pion blanc sur case blanche f5 · Fou blanc sur case noire b4 · Pion blanc sur case blanche g4 · Cavalier blanc sur case blanche b3 · Cavalier blanc sur case noire c3 · Pion blanc sur case blanche a2 · Pion blanc sur case noire b2 · Pion blanc sur case blanche c2 · Fou blanc sur case blanche e2 · Dame noire sur case noire h2 · Tour blanche sur case noire a1 · Dame blanche sur case blanche d1 · Roi blanc sur case noire e1 · Tour blanche sur case blanche f1 | Tour noire sur case blanche a8 · Fou noir sur case blanche c8 · Tour noire sur case noire f8 · Roi noir sur case blanche g8 · Pion noir sur case noire a7 · Pion noir sur case blanche b7 · Pion noir sur case noire e7 · Pion noir sur case blanche f7 · Fou noir sur case noire g7 · Pion noir sur case blanche h7 · Cavalier noir sur case noire f6 · Pion noir sur case blanche g6 · Pion blanc sur case blanche f5 · Fou blanc sur case noire b4 · Pion blanc sur case blanche g4 · Cavalier blanc sur case blanche b3 · Cavalier blanc sur case noire c3 · Pion blanc sur case blanche a2 · Pion blanc sur case noire b2 · Pion blanc sur case blanche c2 · Fou blanc sur case blanche e2 · Dame noire sur case noire h2 · Tour blanche sur case noire a1 · Dame blanche sur case blanche d1 · Roi blanc sur case noire e1 · Tour blanche sur case blanche f1 | Tour noire sur case blanche a8 · Fou noir sur case blanche c8 · Tour noire sur case noire f8 · Roi noir sur case blanche g8 · Pion noir sur case noire a7 · Pion noir sur case blanche b7 · Pion noir sur case noire e7 · Pion noir sur case blanche f7 · Fou noir sur case noire g7 · Pion noir sur case blanche h7 · Cavalier noir sur case noire f6 · Pion noir sur case blanche g6 · Pion blanc sur case blanche f5 · Fou blanc sur case noire b4 · Pion blanc sur case blanche g4 · Cavalier blanc sur case blanche b3 · Cavalier blanc sur case noire c3 · Pion blanc sur case blanche a2 · Pion blanc sur case noire b2 · Pion blanc sur case blanche c2 · Fou blanc sur case blanche e2 · Dame noire sur case noire h2 · Tour blanche sur case noire a1 · Dame blanche sur case blanche d1 · Roi blanc sur case noire e1 · Tour blanche sur case blanche f1 | Tour noire sur case blanche a8 · Fou noir sur case blanche c8 · Tour noire sur case noire f8 · Roi noir sur case blanche g8 · Pion noir sur case noire a7 · Pion noir sur case blanche b7 · Pion noir sur case noire e7 · Pion noir sur case blanche f7 · Fou noir sur case noire g7 · Pion noir sur case blanche h7 · Cavalier noir sur case noire f6 · Pion noir sur case blanche g6 · Pion blanc sur case blanche f5 · Fou blanc sur case noire b4 · Pion blanc sur case blanche g4 · Cavalier blanc sur case blanche b3 · Cavalier blanc sur case noire c3 · Pion blanc sur case blanche a2 · Pion blanc sur case noire b2 · Pion blanc sur case blanche c2 · Fou blanc sur case blanche e2 · Dame noire sur case noire h2 · Tour blanche sur case noire a1 · Dame blanche sur case blanche d1 · Roi blanc sur case noire e1 · Tour blanche sur case blanche f1 | Tour noire sur case blanche a8 · Fou noir sur case blanche c8 · Tour noire sur case noire f8 · Roi noir sur case blanche g8 · Pion noir sur case noire a7 · Pion noir sur case blanche b7 · Pion noir sur case noire e7 · Pion noir sur case blanche f7 · Fou noir sur case noire g7 · Pion noir sur case blanche h7 · Cavalier noir sur case noire f6 · Pion noir sur case blanche g6 · Pion blanc sur case blanche f5 · Fou blanc sur case noire b4 · Pion blanc sur case blanche g4 · Cavalier blanc sur case blanche b3 · Cavalier blanc sur case noire c3 · Pion blanc sur case blanche a2 · Pion blanc sur case noire b2 · Pion blanc sur case blanche c2 · Fou blanc sur case blanche e2 · Dame noire sur case noire h2 · Tour blanche sur case noire a1 · Dame blanche sur case blanche d1 · Roi blanc sur case noire e1 · Tour blanche sur case blanche f1 | Tour noire sur case blanche a8 · Fou noir sur case blanche c8 · Tour noire sur case noire f8 · Roi noir sur case blanche g8 · Pion noir sur case noire a7 · Pion noir sur case blanche b7 · Pion noir sur case noire e7 · Pion noir sur case blanche f7 · Fou noir sur case noire g7 · Pion noir sur case blanche h7 · Cavalier noir sur case noire f6 · Pion noir sur case blanche g6 · Pion blanc sur case blanche f5 · Fou blanc sur case noire b4 · Pion blanc sur case blanche g4 · Cavalier blanc sur case blanche b3 · Cavalier blanc sur case noire c3 · Pion blanc sur case blanche a2 · Pion blanc sur case noire b2 · Pion blanc sur case blanche c2 · Fou blanc sur case blanche e2 · Dame noire sur case noire h2 · Tour blanche sur case noire a1 · Dame blanche sur case blanche d1 · Roi blanc sur case noire e1 · Tour blanche sur case blanche f1 | Tour noire sur case blanche a8 · Fou noir sur case blanche c8 · Tour noire sur case noire f8 · Roi noir sur case blanche g8 · Pion noir sur case noire a7 · Pion noir sur case blanche b7 · Pion noir sur case noire e7 · Pion noir sur case blanche f7 · Fou noir sur case noire g7 · Pion noir sur case blanche h7 · Cavalier noir sur case noire f6 · Pion noir sur case blanche g6 · Pion blanc sur case blanche f5 · Fou blanc sur case noire b4 · Pion blanc sur case blanche g4 · Cavalier blanc sur case blanche b3 · Cavalier blanc sur case noire c3 · Pion blanc sur case blanche a2 · Pion blanc sur case noire b2 · Pion blanc sur case blanche c2 · Fou blanc sur case blanche e2 · Dame noire sur case noire h2 · Tour blanche sur case noire a1 · Dame blanche sur case blanche d1 · Roi blanc sur case noire e1 · Tour blanche sur case blanche f1 | 8 |
| 7 | Tour noire sur case blanche a8 · Fou noir sur case blanche c8 · Tour noire sur case noire f8 · Roi noir sur case blanche g8 · Pion noir sur case noire a7 · Pion noir sur case blanche b7 · Pion noir sur case noire e7 · Pion noir sur case blanche f7 · Fou noir sur case noire g7 · Pion noir sur case blanche h7 · Cavalier noir sur case noire f6 · Pion noir sur case blanche g6 · Pion blanc sur case blanche f5 · Fou blanc sur case noire b4 · Pion blanc sur case blanche g4 · Cavalier blanc sur case blanche b3 · Cavalier blanc sur case noire c3 · Pion blanc sur case blanche a2 · Pion blanc sur case noire b2 · Pion blanc sur case blanche c2 · Fou blanc sur case blanche e2 · Dame noire sur case noire h2 · Tour blanche sur case noire a1 · Dame blanche sur case blanche d1 · Roi blanc sur case noire e1 · Tour blanche sur case blanche f1 | Tour noire sur case blanche a8 · Fou noir sur case blanche c8 · Tour noire sur case noire f8 · Roi noir sur case blanche g8 · Pion noir sur case noire a7 · Pion noir sur case blanche b7 · Pion noir sur case noire e7 · Pion noir sur case blanche f7 · Fou noir sur case noire g7 · Pion noir sur case blanche h7 · Cavalier noir sur case noire f6 · Pion noir sur case blanche g6 · Pion blanc sur case blanche f5 · Fou blanc sur case noire b4 · Pion blanc sur case blanche g4 · Cavalier blanc sur case blanche b3 · Cavalier blanc sur case noire c3 · Pion blanc sur case blanche a2 · Pion blanc sur case noire b2 · Pion blanc sur case blanche c2 · Fou blanc sur case blanche e2 · Dame noire sur case noire h2 · Tour blanche sur case noire a1 · Dame blanche sur case blanche d1 · Roi blanc sur case noire e1 · Tour blanche sur case blanche f1 | Tour noire sur case blanche a8 · Fou noir sur case blanche c8 · Tour noire sur case noire f8 · Roi noir sur case blanche g8 · Pion noir sur case noire a7 · Pion noir sur case blanche b7 · Pion noir sur case noire e7 · Pion noir sur case blanche f7 · Fou noir sur case noire g7 · Pion noir sur case blanche h7 · Cavalier noir sur case noire f6 · Pion noir sur case blanche g6 · Pion blanc sur case blanche f5 · Fou blanc sur case noire b4 · Pion blanc sur case blanche g4 · Cavalier blanc sur case blanche b3 · Cavalier blanc sur case noire c3 · Pion blanc sur case blanche a2 · Pion blanc sur case noire b2 · Pion blanc sur case blanche c2 · Fou blanc sur case blanche e2 · Dame noire sur case noire h2 · Tour blanche sur case noire a1 · Dame blanche sur case blanche d1 · Roi blanc sur case noire e1 · Tour blanche sur case blanche f1 | Tour noire sur case blanche a8 · Fou noir sur case blanche c8 · Tour noire sur case noire f8 · Roi noir sur case blanche g8 · Pion noir sur case noire a7 · Pion noir sur case blanche b7 · Pion noir sur case noire e7 · Pion noir sur case blanche f7 · Fou noir sur case noire g7 · Pion noir sur case blanche h7 · Cavalier noir sur case noire f6 · Pion noir sur case blanche g6 · Pion blanc sur case blanche f5 · Fou blanc sur case noire b4 · Pion blanc sur case blanche g4 · Cavalier blanc sur case blanche b3 · Cavalier blanc sur case noire c3 · Pion blanc sur case blanche a2 · Pion blanc sur case noire b2 · Pion blanc sur case blanche c2 · Fou blanc sur case blanche e2 · Dame noire sur case noire h2 · Tour blanche sur case noire a1 · Dame blanche sur case blanche d1 · Roi blanc sur case noire e1 · Tour blanche sur case blanche f1 | Tour noire sur case blanche a8 · Fou noir sur case blanche c8 · Tour noire sur case noire f8 · Roi noir sur case blanche g8 · Pion noir sur case noire a7 · Pion noir sur case blanche b7 · Pion noir sur case noire e7 · Pion noir sur case blanche f7 · Fou noir sur case noire g7 · Pion noir sur case blanche h7 · Cavalier noir sur case noire f6 · Pion noir sur case blanche g6 · Pion blanc sur case blanche f5 · Fou blanc sur case noire b4 · Pion blanc sur case blanche g4 · Cavalier blanc sur case blanche b3 · Cavalier blanc sur case noire c3 · Pion blanc sur case blanche a2 · Pion blanc sur case noire b2 · Pion blanc sur case blanche c2 · Fou blanc sur case blanche e2 · Dame noire sur case noire h2 · Tour blanche sur case noire a1 · Dame blanche sur case blanche d1 · Roi blanc sur case noire e1 · Tour blanche sur case blanche f1 | Tour noire sur case blanche a8 · Fou noir sur case blanche c8 · Tour noire sur case noire f8 · Roi noir sur case blanche g8 · Pion noir sur case noire a7 · Pion noir sur case blanche b7 · Pion noir sur case noire e7 · Pion noir sur case blanche f7 · Fou noir sur case noire g7 · Pion noir sur case blanche h7 · Cavalier noir sur case noire f6 · Pion noir sur case blanche g6 · Pion blanc sur case blanche f5 · Fou blanc sur case noire b4 · Pion blanc sur case blanche g4 · Cavalier blanc sur case blanche b3 · Cavalier blanc sur case noire c3 · Pion blanc sur case blanche a2 · Pion blanc sur case noire b2 · Pion blanc sur case blanche c2 · Fou blanc sur case blanche e2 · Dame noire sur case noire h2 · Tour blanche sur case noire a1 · Dame blanche sur case blanche d1 · Roi blanc sur case noire e1 · Tour blanche sur case blanche f1 | Tour noire sur case blanche a8 · Fou noir sur case blanche c8 · Tour noire sur case noire f8 · Roi noir sur case blanche g8 · Pion noir sur case noire a7 · Pion noir sur case blanche b7 · Pion noir sur case noire e7 · Pion noir sur case blanche f7 · Fou noir sur case noire g7 · Pion noir sur case blanche h7 · Cavalier noir sur case noire f6 · Pion noir sur case blanche g6 · Pion blanc sur case blanche f5 · Fou blanc sur case noire b4 · Pion blanc sur case blanche g4 · Cavalier blanc sur case blanche b3 · Cavalier blanc sur case noire c3 · Pion blanc sur case blanche a2 · Pion blanc sur case noire b2 · Pion blanc sur case blanche c2 · Fou blanc sur case blanche e2 · Dame noire sur case noire h2 · Tour blanche sur case noire a1 · Dame blanche sur case blanche d1 · Roi blanc sur case noire e1 · Tour blanche sur case blanche f1 | Tour noire sur case blanche a8 · Fou noir sur case blanche c8 · Tour noire sur case noire f8 · Roi noir sur case blanche g8 · Pion noir sur case noire a7 · Pion noir sur case blanche b7 · Pion noir sur case noire e7 · Pion noir sur case blanche f7 · Fou noir sur case noire g7 · Pion noir sur case blanche h7 · Cavalier noir sur case noire f6 · Pion noir sur case blanche g6 · Pion blanc sur case blanche f5 · Fou blanc sur case noire b4 · Pion blanc sur case blanche g4 · Cavalier blanc sur case blanche b3 · Cavalier blanc sur case noire c3 · Pion blanc sur case blanche a2 · Pion blanc sur case noire b2 · Pion blanc sur case blanche c2 · Fou blanc sur case blanche e2 · Dame noire sur case noire h2 · Tour blanche sur case noire a1 · Dame blanche sur case blanche d1 · Roi blanc sur case noire e1 · Tour blanche sur case blanche f1 | 7 |
| 6 | Tour noire sur case blanche a8 · Fou noir sur case blanche c8 · Tour noire sur case noire f8 · Roi noir sur case blanche g8 · Pion noir sur case noire a7 · Pion noir sur case blanche b7 · Pion noir sur case noire e7 · Pion noir sur case blanche f7 · Fou noir sur case noire g7 · Pion noir sur case blanche h7 · Cavalier noir sur case noire f6 · Pion noir sur case blanche g6 · Pion blanc sur case blanche f5 · Fou blanc sur case noire b4 · Pion blanc sur case blanche g4 · Cavalier blanc sur case blanche b3 · Cavalier blanc sur case noire c3 · Pion blanc sur case blanche a2 · Pion blanc sur case noire b2 · Pion blanc sur case blanche c2 · Fou blanc sur case blanche e2 · Dame noire sur case noire h2 · Tour blanche sur case noire a1 · Dame blanche sur case blanche d1 · Roi blanc sur case noire e1 · Tour blanche sur case blanche f1 | Tour noire sur case blanche a8 · Fou noir sur case blanche c8 · Tour noire sur case noire f8 · Roi noir sur case blanche g8 · Pion noir sur case noire a7 · Pion noir sur case blanche b7 · Pion noir sur case noire e7 · Pion noir sur case blanche f7 · Fou noir sur case noire g7 · Pion noir sur case blanche h7 · Cavalier noir sur case noire f6 · Pion noir sur case blanche g6 · Pion blanc sur case blanche f5 · Fou blanc sur case noire b4 · Pion blanc sur case blanche g4 · Cavalier blanc sur case blanche b3 · Cavalier blanc sur case noire c3 · Pion blanc sur case blanche a2 · Pion blanc sur case noire b2 · Pion blanc sur case blanche c2 · Fou blanc sur case blanche e2 · Dame noire sur case noire h2 · Tour blanche sur case noire a1 · Dame blanche sur case blanche d1 · Roi blanc sur case noire e1 · Tour blanche sur case blanche f1 | Tour noire sur case blanche a8 · Fou noir sur case blanche c8 · Tour noire sur case noire f8 · Roi noir sur case blanche g8 · Pion noir sur case noire a7 · Pion noir sur case blanche b7 · Pion noir sur case noire e7 · Pion noir sur case blanche f7 · Fou noir sur case noire g7 · Pion noir sur case blanche h7 · Cavalier noir sur case noire f6 · Pion noir sur case blanche g6 · Pion blanc sur case blanche f5 · Fou blanc sur case noire b4 · Pion blanc sur case blanche g4 · Cavalier blanc sur case blanche b3 · Cavalier blanc sur case noire c3 · Pion blanc sur case blanche a2 · Pion blanc sur case noire b2 · Pion blanc sur case blanche c2 · Fou blanc sur case blanche e2 · Dame noire sur case noire h2 · Tour blanche sur case noire a1 · Dame blanche sur case blanche d1 · Roi blanc sur case noire e1 · Tour blanche sur case blanche f1 | Tour noire sur case blanche a8 · Fou noir sur case blanche c8 · Tour noire sur case noire f8 · Roi noir sur case blanche g8 · Pion noir sur case noire a7 · Pion noir sur case blanche b7 · Pion noir sur case noire e7 · Pion noir sur case blanche f7 · Fou noir sur case noire g7 · Pion noir sur case blanche h7 · Cavalier noir sur case noire f6 · Pion noir sur case blanche g6 · Pion blanc sur case blanche f5 · Fou blanc sur case noire b4 · Pion blanc sur case blanche g4 · Cavalier blanc sur case blanche b3 · Cavalier blanc sur case noire c3 · Pion blanc sur case blanche a2 · Pion blanc sur case noire b2 · Pion blanc sur case blanche c2 · Fou blanc sur case blanche e2 · Dame noire sur case noire h2 · Tour blanche sur case noire a1 · Dame blanche sur case blanche d1 · Roi blanc sur case noire e1 · Tour blanche sur case blanche f1 | Tour noire sur case blanche a8 · Fou noir sur case blanche c8 · Tour noire sur case noire f8 · Roi noir sur case blanche g8 · Pion noir sur case noire a7 · Pion noir sur case blanche b7 · Pion noir sur case noire e7 · Pion noir sur case blanche f7 · Fou noir sur case noire g7 · Pion noir sur case blanche h7 · Cavalier noir sur case noire f6 · Pion noir sur case blanche g6 · Pion blanc sur case blanche f5 · Fou blanc sur case noire b4 · Pion blanc sur case blanche g4 · Cavalier blanc sur case blanche b3 · Cavalier blanc sur case noire c3 · Pion blanc sur case blanche a2 · Pion blanc sur case noire b2 · Pion blanc sur case blanche c2 · Fou blanc sur case blanche e2 · Dame noire sur case noire h2 · Tour blanche sur case noire a1 · Dame blanche sur case blanche d1 · Roi blanc sur case noire e1 · Tour blanche sur case blanche f1 | Tour noire sur case blanche a8 · Fou noir sur case blanche c8 · Tour noire sur case noire f8 · Roi noir sur case blanche g8 · Pion noir sur case noire a7 · Pion noir sur case blanche b7 · Pion noir sur case noire e7 · Pion noir sur case blanche f7 · Fou noir sur case noire g7 · Pion noir sur case blanche h7 · Cavalier noir sur case noire f6 · Pion noir sur case blanche g6 · Pion blanc sur case blanche f5 · Fou blanc sur case noire b4 · Pion blanc sur case blanche g4 · Cavalier blanc sur case blanche b3 · Cavalier blanc sur case noire c3 · Pion blanc sur case blanche a2 · Pion blanc sur case noire b2 · Pion blanc sur case blanche c2 · Fou blanc sur case blanche e2 · Dame noire sur case noire h2 · Tour blanche sur case noire a1 · Dame blanche sur case blanche d1 · Roi blanc sur case noire e1 · Tour blanche sur case blanche f1 | Tour noire sur case blanche a8 · Fou noir sur case blanche c8 · Tour noire sur case noire f8 · Roi noir sur case blanche g8 · Pion noir sur case noire a7 · Pion noir sur case blanche b7 · Pion noir sur case noire e7 · Pion noir sur case blanche f7 · Fou noir sur case noire g7 · Pion noir sur case blanche h7 · Cavalier noir sur case noire f6 · Pion noir sur case blanche g6 · Pion blanc sur case blanche f5 · Fou blanc sur case noire b4 · Pion blanc sur case blanche g4 · Cavalier blanc sur case blanche b3 · Cavalier blanc sur case noire c3 · Pion blanc sur case blanche a2 · Pion blanc sur case noire b2 · Pion blanc sur case blanche c2 · Fou blanc sur case blanche e2 · Dame noire sur case noire h2 · Tour blanche sur case noire a1 · Dame blanche sur case blanche d1 · Roi blanc sur case noire e1 · Tour blanche sur case blanche f1 | Tour noire sur case blanche a8 · Fou noir sur case blanche c8 · Tour noire sur case noire f8 · Roi noir sur case blanche g8 · Pion noir sur case noire a7 · Pion noir sur case blanche b7 · Pion noir sur case noire e7 · Pion noir sur case blanche f7 · Fou noir sur case noire g7 · Pion noir sur case blanche h7 · Cavalier noir sur case noire f6 · Pion noir sur case blanche g6 · Pion blanc sur case blanche f5 · Fou blanc sur case noire b4 · Pion blanc sur case blanche g4 · Cavalier blanc sur case blanche b3 · Cavalier blanc sur case noire c3 · Pion blanc sur case blanche a2 · Pion blanc sur case noire b2 · Pion blanc sur case blanche c2 · Fou blanc sur case blanche e2 · Dame noire sur case noire h2 · Tour blanche sur case noire a1 · Dame blanche sur case blanche d1 · Roi blanc sur case noire e1 · Tour blanche sur case blanche f1 | 6 |
| 5 | Tour noire sur case blanche a8 · Fou noir sur case blanche c8 · Tour noire sur case noire f8 · Roi noir sur case blanche g8 · Pion noir sur case noire a7 · Pion noir sur case blanche b7 · Pion noir sur case noire e7 · Pion noir sur case blanche f7 · Fou noir sur case noire g7 · Pion noir sur case blanche h7 · Cavalier noir sur case noire f6 · Pion noir sur case blanche g6 · Pion blanc sur case blanche f5 · Fou blanc sur case noire b4 · Pion blanc sur case blanche g4 · Cavalier blanc sur case blanche b3 · Cavalier blanc sur case noire c3 · Pion blanc sur case blanche a2 · Pion blanc sur case noire b2 · Pion blanc sur case blanche c2 · Fou blanc sur case blanche e2 · Dame noire sur case noire h2 · Tour blanche sur case noire a1 · Dame blanche sur case blanche d1 · Roi blanc sur case noire e1 · Tour blanche sur case blanche f1 | Tour noire sur case blanche a8 · Fou noir sur case blanche c8 · Tour noire sur case noire f8 · Roi noir sur case blanche g8 · Pion noir sur case noire a7 · Pion noir sur case blanche b7 · Pion noir sur case noire e7 · Pion noir sur case blanche f7 · Fou noir sur case noire g7 · Pion noir sur case blanche h7 · Cavalier noir sur case noire f6 · Pion noir sur case blanche g6 · Pion blanc sur case blanche f5 · Fou blanc sur case noire b4 · Pion blanc sur case blanche g4 · Cavalier blanc sur case blanche b3 · Cavalier blanc sur case noire c3 · Pion blanc sur case blanche a2 · Pion blanc sur case noire b2 · Pion blanc sur case blanche c2 · Fou blanc sur case blanche e2 · Dame noire sur case noire h2 · Tour blanche sur case noire a1 · Dame blanche sur case blanche d1 · Roi blanc sur case noire e1 · Tour blanche sur case blanche f1 | Tour noire sur case blanche a8 · Fou noir sur case blanche c8 · Tour noire sur case noire f8 · Roi noir sur case blanche g8 · Pion noir sur case noire a7 · Pion noir sur case blanche b7 · Pion noir sur case noire e7 · Pion noir sur case blanche f7 · Fou noir sur case noire g7 · Pion noir sur case blanche h7 · Cavalier noir sur case noire f6 · Pion noir sur case blanche g6 · Pion blanc sur case blanche f5 · Fou blanc sur case noire b4 · Pion blanc sur case blanche g4 · Cavalier blanc sur case blanche b3 · Cavalier blanc sur case noire c3 · Pion blanc sur case blanche a2 · Pion blanc sur case noire b2 · Pion blanc sur case blanche c2 · Fou blanc sur case blanche e2 · Dame noire sur case noire h2 · Tour blanche sur case noire a1 · Dame blanche sur case blanche d1 · Roi blanc sur case noire e1 · Tour blanche sur case blanche f1 | Tour noire sur case blanche a8 · Fou noir sur case blanche c8 · Tour noire sur case noire f8 · Roi noir sur case blanche g8 · Pion noir sur case noire a7 · Pion noir sur case blanche b7 · Pion noir sur case noire e7 · Pion noir sur case blanche f7 · Fou noir sur case noire g7 · Pion noir sur case blanche h7 · Cavalier noir sur case noire f6 · Pion noir sur case blanche g6 · Pion blanc sur case blanche f5 · Fou blanc sur case noire b4 · Pion blanc sur case blanche g4 · Cavalier blanc sur case blanche b3 · Cavalier blanc sur case noire c3 · Pion blanc sur case blanche a2 · Pion blanc sur case noire b2 · Pion blanc sur case blanche c2 · Fou blanc sur case blanche e2 · Dame noire sur case noire h2 · Tour blanche sur case noire a1 · Dame blanche sur case blanche d1 · Roi blanc sur case noire e1 · Tour blanche sur case blanche f1 | Tour noire sur case blanche a8 · Fou noir sur case blanche c8 · Tour noire sur case noire f8 · Roi noir sur case blanche g8 · Pion noir sur case noire a7 · Pion noir sur case blanche b7 · Pion noir sur case noire e7 · Pion noir sur case blanche f7 · Fou noir sur case noire g7 · Pion noir sur case blanche h7 · Cavalier noir sur case noire f6 · Pion noir sur case blanche g6 · Pion blanc sur case blanche f5 · Fou blanc sur case noire b4 · Pion blanc sur case blanche g4 · Cavalier blanc sur case blanche b3 · Cavalier blanc sur case noire c3 · Pion blanc sur case blanche a2 · Pion blanc sur case noire b2 · Pion blanc sur case blanche c2 · Fou blanc sur case blanche e2 · Dame noire sur case noire h2 · Tour blanche sur case noire a1 · Dame blanche sur case blanche d1 · Roi blanc sur case noire e1 · Tour blanche sur case blanche f1 | Tour noire sur case blanche a8 · Fou noir sur case blanche c8 · Tour noire sur case noire f8 · Roi noir sur case blanche g8 · Pion noir sur case noire a7 · Pion noir sur case blanche b7 · Pion noir sur case noire e7 · Pion noir sur case blanche f7 · Fou noir sur case noire g7 · Pion noir sur case blanche h7 · Cavalier noir sur case noire f6 · Pion noir sur case blanche g6 · Pion blanc sur case blanche f5 · Fou blanc sur case noire b4 · Pion blanc sur case blanche g4 · Cavalier blanc sur case blanche b3 · Cavalier blanc sur case noire c3 · Pion blanc sur case blanche a2 · Pion blanc sur case noire b2 · Pion blanc sur case blanche c2 · Fou blanc sur case blanche e2 · Dame noire sur case noire h2 · Tour blanche sur case noire a1 · Dame blanche sur case blanche d1 · Roi blanc sur case noire e1 · Tour blanche sur case blanche f1 | Tour noire sur case blanche a8 · Fou noir sur case blanche c8 · Tour noire sur case noire f8 · Roi noir sur case blanche g8 · Pion noir sur case noire a7 · Pion noir sur case blanche b7 · Pion noir sur case noire e7 · Pion noir sur case blanche f7 · Fou noir sur case noire g7 · Pion noir sur case blanche h7 · Cavalier noir sur case noire f6 · Pion noir sur case blanche g6 · Pion blanc sur case blanche f5 · Fou blanc sur case noire b4 · Pion blanc sur case blanche g4 · Cavalier blanc sur case blanche b3 · Cavalier blanc sur case noire c3 · Pion blanc sur case blanche a2 · Pion blanc sur case noire b2 · Pion blanc sur case blanche c2 · Fou blanc sur case blanche e2 · Dame noire sur case noire h2 · Tour blanche sur case noire a1 · Dame blanche sur case blanche d1 · Roi blanc sur case noire e1 · Tour blanche sur case blanche f1 | Tour noire sur case blanche a8 · Fou noir sur case blanche c8 · Tour noire sur case noire f8 · Roi noir sur case blanche g8 · Pion noir sur case noire a7 · Pion noir sur case blanche b7 · Pion noir sur case noire e7 · Pion noir sur case blanche f7 · Fou noir sur case noire g7 · Pion noir sur case blanche h7 · Cavalier noir sur case noire f6 · Pion noir sur case blanche g6 · Pion blanc sur case blanche f5 · Fou blanc sur case noire b4 · Pion blanc sur case blanche g4 · Cavalier blanc sur case blanche b3 · Cavalier blanc sur case noire c3 · Pion blanc sur case blanche a2 · Pion blanc sur case noire b2 · Pion blanc sur case blanche c2 · Fou blanc sur case blanche e2 · Dame noire sur case noire h2 · Tour blanche sur case noire a1 · Dame blanche sur case blanche d1 · Roi blanc sur case noire e1 · Tour blanche sur case blanche f1 | 5 |
| 4 | Tour noire sur case blanche a8 · Fou noir sur case blanche c8 · Tour noire sur case noire f8 · Roi noir sur case blanche g8 · Pion noir sur case noire a7 · Pion noir sur case blanche b7 · Pion noir sur case noire e7 · Pion noir sur case blanche f7 · Fou noir sur case noire g7 · Pion noir sur case blanche h7 · Cavalier noir sur case noire f6 · Pion noir sur case blanche g6 · Pion blanc sur case blanche f5 · Fou blanc sur case noire b4 · Pion blanc sur case blanche g4 · Cavalier blanc sur case blanche b3 · Cavalier blanc sur case noire c3 · Pion blanc sur case blanche a2 · Pion blanc sur case noire b2 · Pion blanc sur case blanche c2 · Fou blanc sur case blanche e2 · Dame noire sur case noire h2 · Tour blanche sur case noire a1 · Dame blanche sur case blanche d1 · Roi blanc sur case noire e1 · Tour blanche sur case blanche f1 | Tour noire sur case blanche a8 · Fou noir sur case blanche c8 · Tour noire sur case noire f8 · Roi noir sur case blanche g8 · Pion noir sur case noire a7 · Pion noir sur case blanche b7 · Pion noir sur case noire e7 · Pion noir sur case blanche f7 · Fou noir sur case noire g7 · Pion noir sur case blanche h7 · Cavalier noir sur case noire f6 · Pion noir sur case blanche g6 · Pion blanc sur case blanche f5 · Fou blanc sur case noire b4 · Pion blanc sur case blanche g4 · Cavalier blanc sur case blanche b3 · Cavalier blanc sur case noire c3 · Pion blanc sur case blanche a2 · Pion blanc sur case noire b2 · Pion blanc sur case blanche c2 · Fou blanc sur case blanche e2 · Dame noire sur case noire h2 · Tour blanche sur case noire a1 · Dame blanche sur case blanche d1 · Roi blanc sur case noire e1 · Tour blanche sur case blanche f1 | Tour noire sur case blanche a8 · Fou noir sur case blanche c8 · Tour noire sur case noire f8 · Roi noir sur case blanche g8 · Pion noir sur case noire a7 · Pion noir sur case blanche b7 · Pion noir sur case noire e7 · Pion noir sur case blanche f7 · Fou noir sur case noire g7 · Pion noir sur case blanche h7 · Cavalier noir sur case noire f6 · Pion noir sur case blanche g6 · Pion blanc sur case blanche f5 · Fou blanc sur case noire b4 · Pion blanc sur case blanche g4 · Cavalier blanc sur case blanche b3 · Cavalier blanc sur case noire c3 · Pion blanc sur case blanche a2 · Pion blanc sur case noire b2 · Pion blanc sur case blanche c2 · Fou blanc sur case blanche e2 · Dame noire sur case noire h2 · Tour blanche sur case noire a1 · Dame blanche sur case blanche d1 · Roi blanc sur case noire e1 · Tour blanche sur case blanche f1 | Tour noire sur case blanche a8 · Fou noir sur case blanche c8 · Tour noire sur case noire f8 · Roi noir sur case blanche g8 · Pion noir sur case noire a7 · Pion noir sur case blanche b7 · Pion noir sur case noire e7 · Pion noir sur case blanche f7 · Fou noir sur case noire g7 · Pion noir sur case blanche h7 · Cavalier noir sur case noire f6 · Pion noir sur case blanche g6 · Pion blanc sur case blanche f5 · Fou blanc sur case noire b4 · Pion blanc sur case blanche g4 · Cavalier blanc sur case blanche b3 · Cavalier blanc sur case noire c3 · Pion blanc sur case blanche a2 · Pion blanc sur case noire b2 · Pion blanc sur case blanche c2 · Fou blanc sur case blanche e2 · Dame noire sur case noire h2 · Tour blanche sur case noire a1 · Dame blanche sur case blanche d1 · Roi blanc sur case noire e1 · Tour blanche sur case blanche f1 | Tour noire sur case blanche a8 · Fou noir sur case blanche c8 · Tour noire sur case noire f8 · Roi noir sur case blanche g8 · Pion noir sur case noire a7 · Pion noir sur case blanche b7 · Pion noir sur case noire e7 · Pion noir sur case blanche f7 · Fou noir sur case noire g7 · Pion noir sur case blanche h7 · Cavalier noir sur case noire f6 · Pion noir sur case blanche g6 · Pion blanc sur case blanche f5 · Fou blanc sur case noire b4 · Pion blanc sur case blanche g4 · Cavalier blanc sur case blanche b3 · Cavalier blanc sur case noire c3 · Pion blanc sur case blanche a2 · Pion blanc sur case noire b2 · Pion blanc sur case blanche c2 · Fou blanc sur case blanche e2 · Dame noire sur case noire h2 · Tour blanche sur case noire a1 · Dame blanche sur case blanche d1 · Roi blanc sur case noire e1 · Tour blanche sur case blanche f1 | Tour noire sur case blanche a8 · Fou noir sur case blanche c8 · Tour noire sur case noire f8 · Roi noir sur case blanche g8 · Pion noir sur case noire a7 · Pion noir sur case blanche b7 · Pion noir sur case noire e7 · Pion noir sur case blanche f7 · Fou noir sur case noire g7 · Pion noir sur case blanche h7 · Cavalier noir sur case noire f6 · Pion noir sur case blanche g6 · Pion blanc sur case blanche f5 · Fou blanc sur case noire b4 · Pion blanc sur case blanche g4 · Cavalier blanc sur case blanche b3 · Cavalier blanc sur case noire c3 · Pion blanc sur case blanche a2 · Pion blanc sur case noire b2 · Pion blanc sur case blanche c2 · Fou blanc sur case blanche e2 · Dame noire sur case noire h2 · Tour blanche sur case noire a1 · Dame blanche sur case blanche d1 · Roi blanc sur case noire e1 · Tour blanche sur case blanche f1 | Tour noire sur case blanche a8 · Fou noir sur case blanche c8 · Tour noire sur case noire f8 · Roi noir sur case blanche g8 · Pion noir sur case noire a7 · Pion noir sur case blanche b7 · Pion noir sur case noire e7 · Pion noir sur case blanche f7 · Fou noir sur case noire g7 · Pion noir sur case blanche h7 · Cavalier noir sur case noire f6 · Pion noir sur case blanche g6 · Pion blanc sur case blanche f5 · Fou blanc sur case noire b4 · Pion blanc sur case blanche g4 · Cavalier blanc sur case blanche b3 · Cavalier blanc sur case noire c3 · Pion blanc sur case blanche a2 · Pion blanc sur case noire b2 · Pion blanc sur case blanche c2 · Fou blanc sur case blanche e2 · Dame noire sur case noire h2 · Tour blanche sur case noire a1 · Dame blanche sur case blanche d1 · Roi blanc sur case noire e1 · Tour blanche sur case blanche f1 | Tour noire sur case blanche a8 · Fou noir sur case blanche c8 · Tour noire sur case noire f8 · Roi noir sur case blanche g8 · Pion noir sur case noire a7 · Pion noir sur case blanche b7 · Pion noir sur case noire e7 · Pion noir sur case blanche f7 · Fou noir sur case noire g7 · Pion noir sur case blanche h7 · Cavalier noir sur case noire f6 · Pion noir sur case blanche g6 · Pion blanc sur case blanche f5 · Fou blanc sur case noire b4 · Pion blanc sur case blanche g4 · Cavalier blanc sur case blanche b3 · Cavalier blanc sur case noire c3 · Pion blanc sur case blanche a2 · Pion blanc sur case noire b2 · Pion blanc sur case blanche c2 · Fou blanc sur case blanche e2 · Dame noire sur case noire h2 · Tour blanche sur case noire a1 · Dame blanche sur case blanche d1 · Roi blanc sur case noire e1 · Tour blanche sur case blanche f1 | 4 |
| 3 | Tour noire sur case blanche a8 · Fou noir sur case blanche c8 · Tour noire sur case noire f8 · Roi noir sur case blanche g8 · Pion noir sur case noire a7 · Pion noir sur case blanche b7 · Pion noir sur case noire e7 · Pion noir sur case blanche f7 · Fou noir sur case noire g7 · Pion noir sur case blanche h7 · Cavalier noir sur case noire f6 · Pion noir sur case blanche g6 · Pion blanc sur case blanche f5 · Fou blanc sur case noire b4 · Pion blanc sur case blanche g4 · Cavalier blanc sur case blanche b3 · Cavalier blanc sur case noire c3 · Pion blanc sur case blanche a2 · Pion blanc sur case noire b2 · Pion blanc sur case blanche c2 · Fou blanc sur case blanche e2 · Dame noire sur case noire h2 · Tour blanche sur case noire a1 · Dame blanche sur case blanche d1 · Roi blanc sur case noire e1 · Tour blanche sur case blanche f1 | Tour noire sur case blanche a8 · Fou noir sur case blanche c8 · Tour noire sur case noire f8 · Roi noir sur case blanche g8 · Pion noir sur case noire a7 · Pion noir sur case blanche b7 · Pion noir sur case noire e7 · Pion noir sur case blanche f7 · Fou noir sur case noire g7 · Pion noir sur case blanche h7 · Cavalier noir sur case noire f6 · Pion noir sur case blanche g6 · Pion blanc sur case blanche f5 · Fou blanc sur case noire b4 · Pion blanc sur case blanche g4 · Cavalier blanc sur case blanche b3 · Cavalier blanc sur case noire c3 · Pion blanc sur case blanche a2 · Pion blanc sur case noire b2 · Pion blanc sur case blanche c2 · Fou blanc sur case blanche e2 · Dame noire sur case noire h2 · Tour blanche sur case noire a1 · Dame blanche sur case blanche d1 · Roi blanc sur case noire e1 · Tour blanche sur case blanche f1 | Tour noire sur case blanche a8 · Fou noir sur case blanche c8 · Tour noire sur case noire f8 · Roi noir sur case blanche g8 · Pion noir sur case noire a7 · Pion noir sur case blanche b7 · Pion noir sur case noire e7 · Pion noir sur case blanche f7 · Fou noir sur case noire g7 · Pion noir sur case blanche h7 · Cavalier noir sur case noire f6 · Pion noir sur case blanche g6 · Pion blanc sur case blanche f5 · Fou blanc sur case noire b4 · Pion blanc sur case blanche g4 · Cavalier blanc sur case blanche b3 · Cavalier blanc sur case noire c3 · Pion blanc sur case blanche a2 · Pion blanc sur case noire b2 · Pion blanc sur case blanche c2 · Fou blanc sur case blanche e2 · Dame noire sur case noire h2 · Tour blanche sur case noire a1 · Dame blanche sur case blanche d1 · Roi blanc sur case noire e1 · Tour blanche sur case blanche f1 | Tour noire sur case blanche a8 · Fou noir sur case blanche c8 · Tour noire sur case noire f8 · Roi noir sur case blanche g8 · Pion noir sur case noire a7 · Pion noir sur case blanche b7 · Pion noir sur case noire e7 · Pion noir sur case blanche f7 · Fou noir sur case noire g7 · Pion noir sur case blanche h7 · Cavalier noir sur case noire f6 · Pion noir sur case blanche g6 · Pion blanc sur case blanche f5 · Fou blanc sur case noire b4 · Pion blanc sur case blanche g4 · Cavalier blanc sur case blanche b3 · Cavalier blanc sur case noire c3 · Pion blanc sur case blanche a2 · Pion blanc sur case noire b2 · Pion blanc sur case blanche c2 · Fou blanc sur case blanche e2 · Dame noire sur case noire h2 · Tour blanche sur case noire a1 · Dame blanche sur case blanche d1 · Roi blanc sur case noire e1 · Tour blanche sur case blanche f1 | Tour noire sur case blanche a8 · Fou noir sur case blanche c8 · Tour noire sur case noire f8 · Roi noir sur case blanche g8 · Pion noir sur case noire a7 · Pion noir sur case blanche b7 · Pion noir sur case noire e7 · Pion noir sur case blanche f7 · Fou noir sur case noire g7 · Pion noir sur case blanche h7 · Cavalier noir sur case noire f6 · Pion noir sur case blanche g6 · Pion blanc sur case blanche f5 · Fou blanc sur case noire b4 · Pion blanc sur case blanche g4 · Cavalier blanc sur case blanche b3 · Cavalier blanc sur case noire c3 · Pion blanc sur case blanche a2 · Pion blanc sur case noire b2 · Pion blanc sur case blanche c2 · Fou blanc sur case blanche e2 · Dame noire sur case noire h2 · Tour blanche sur case noire a1 · Dame blanche sur case blanche d1 · Roi blanc sur case noire e1 · Tour blanche sur case blanche f1 | Tour noire sur case blanche a8 · Fou noir sur case blanche c8 · Tour noire sur case noire f8 · Roi noir sur case blanche g8 · Pion noir sur case noire a7 · Pion noir sur case blanche b7 · Pion noir sur case noire e7 · Pion noir sur case blanche f7 · Fou noir sur case noire g7 · Pion noir sur case blanche h7 · Cavalier noir sur case noire f6 · Pion noir sur case blanche g6 · Pion blanc sur case blanche f5 · Fou blanc sur case noire b4 · Pion blanc sur case blanche g4 · Cavalier blanc sur case blanche b3 · Cavalier blanc sur case noire c3 · Pion blanc sur case blanche a2 · Pion blanc sur case noire b2 · Pion blanc sur case blanche c2 · Fou blanc sur case blanche e2 · Dame noire sur case noire h2 · Tour blanche sur case noire a1 · Dame blanche sur case blanche d1 · Roi blanc sur case noire e1 · Tour blanche sur case blanche f1 | Tour noire sur case blanche a8 · Fou noir sur case blanche c8 · Tour noire sur case noire f8 · Roi noir sur case blanche g8 · Pion noir sur case noire a7 · Pion noir sur case blanche b7 · Pion noir sur case noire e7 · Pion noir sur case blanche f7 · Fou noir sur case noire g7 · Pion noir sur case blanche h7 · Cavalier noir sur case noire f6 · Pion noir sur case blanche g6 · Pion blanc sur case blanche f5 · Fou blanc sur case noire b4 · Pion blanc sur case blanche g4 · Cavalier blanc sur case blanche b3 · Cavalier blanc sur case noire c3 · Pion blanc sur case blanche a2 · Pion blanc sur case noire b2 · Pion blanc sur case blanche c2 · Fou blanc sur case blanche e2 · Dame noire sur case noire h2 · Tour blanche sur case noire a1 · Dame blanche sur case blanche d1 · Roi blanc sur case noire e1 · Tour blanche sur case blanche f1 | Tour noire sur case blanche a8 · Fou noir sur case blanche c8 · Tour noire sur case noire f8 · Roi noir sur case blanche g8 · Pion noir sur case noire a7 · Pion noir sur case blanche b7 · Pion noir sur case noire e7 · Pion noir sur case blanche f7 · Fou noir sur case noire g7 · Pion noir sur case blanche h7 · Cavalier noir sur case noire f6 · Pion noir sur case blanche g6 · Pion blanc sur case blanche f5 · Fou blanc sur case noire b4 · Pion blanc sur case blanche g4 · Cavalier blanc sur case blanche b3 · Cavalier blanc sur case noire c3 · Pion blanc sur case blanche a2 · Pion blanc sur case noire b2 · Pion blanc sur case blanche c2 · Fou blanc sur case blanche e2 · Dame noire sur case noire h2 · Tour blanche sur case noire a1 · Dame blanche sur case blanche d1 · Roi blanc sur case noire e1 · Tour blanche sur case blanche f1 | 3 |
| 2 | Tour noire sur case blanche a8 · Fou noir sur case blanche c8 · Tour noire sur case noire f8 · Roi noir sur case blanche g8 · Pion noir sur case noire a7 · Pion noir sur case blanche b7 · Pion noir sur case noire e7 · Pion noir sur case blanche f7 · Fou noir sur case noire g7 · Pion noir sur case blanche h7 · Cavalier noir sur case noire f6 · Pion noir sur case blanche g6 · Pion blanc sur case blanche f5 · Fou blanc sur case noire b4 · Pion blanc sur case blanche g4 · Cavalier blanc sur case blanche b3 · Cavalier blanc sur case noire c3 · Pion blanc sur case blanche a2 · Pion blanc sur case noire b2 · Pion blanc sur case blanche c2 · Fou blanc sur case blanche e2 · Dame noire sur case noire h2 · Tour blanche sur case noire a1 · Dame blanche sur case blanche d1 · Roi blanc sur case noire e1 · Tour blanche sur case blanche f1 | Tour noire sur case blanche a8 · Fou noir sur case blanche c8 · Tour noire sur case noire f8 · Roi noir sur case blanche g8 · Pion noir sur case noire a7 · Pion noir sur case blanche b7 · Pion noir sur case noire e7 · Pion noir sur case blanche f7 · Fou noir sur case noire g7 · Pion noir sur case blanche h7 · Cavalier noir sur case noire f6 · Pion noir sur case blanche g6 · Pion blanc sur case blanche f5 · Fou blanc sur case noire b4 · Pion blanc sur case blanche g4 · Cavalier blanc sur case blanche b3 · Cavalier blanc sur case noire c3 · Pion blanc sur case blanche a2 · Pion blanc sur case noire b2 · Pion blanc sur case blanche c2 · Fou blanc sur case blanche e2 · Dame noire sur case noire h2 · Tour blanche sur case noire a1 · Dame blanche sur case blanche d1 · Roi blanc sur case noire e1 · Tour blanche sur case blanche f1 | Tour noire sur case blanche a8 · Fou noir sur case blanche c8 · Tour noire sur case noire f8 · Roi noir sur case blanche g8 · Pion noir sur case noire a7 · Pion noir sur case blanche b7 · Pion noir sur case noire e7 · Pion noir sur case blanche f7 · Fou noir sur case noire g7 · Pion noir sur case blanche h7 · Cavalier noir sur case noire f6 · Pion noir sur case blanche g6 · Pion blanc sur case blanche f5 · Fou blanc sur case noire b4 · Pion blanc sur case blanche g4 · Cavalier blanc sur case blanche b3 · Cavalier blanc sur case noire c3 · Pion blanc sur case blanche a2 · Pion blanc sur case noire b2 · Pion blanc sur case blanche c2 · Fou blanc sur case blanche e2 · Dame noire sur case noire h2 · Tour blanche sur case noire a1 · Dame blanche sur case blanche d1 · Roi blanc sur case noire e1 · Tour blanche sur case blanche f1 | Tour noire sur case blanche a8 · Fou noir sur case blanche c8 · Tour noire sur case noire f8 · Roi noir sur case blanche g8 · Pion noir sur case noire a7 · Pion noir sur case blanche b7 · Pion noir sur case noire e7 · Pion noir sur case blanche f7 · Fou noir sur case noire g7 · Pion noir sur case blanche h7 · Cavalier noir sur case noire f6 · Pion noir sur case blanche g6 · Pion blanc sur case blanche f5 · Fou blanc sur case noire b4 · Pion blanc sur case blanche g4 · Cavalier blanc sur case blanche b3 · Cavalier blanc sur case noire c3 · Pion blanc sur case blanche a2 · Pion blanc sur case noire b2 · Pion blanc sur case blanche c2 · Fou blanc sur case blanche e2 · Dame noire sur case noire h2 · Tour blanche sur case noire a1 · Dame blanche sur case blanche d1 · Roi blanc sur case noire e1 · Tour blanche sur case blanche f1 | Tour noire sur case blanche a8 · Fou noir sur case blanche c8 · Tour noire sur case noire f8 · Roi noir sur case blanche g8 · Pion noir sur case noire a7 · Pion noir sur case blanche b7 · Pion noir sur case noire e7 · Pion noir sur case blanche f7 · Fou noir sur case noire g7 · Pion noir sur case blanche h7 · Cavalier noir sur case noire f6 · Pion noir sur case blanche g6 · Pion blanc sur case blanche f5 · Fou blanc sur case noire b4 · Pion blanc sur case blanche g4 · Cavalier blanc sur case blanche b3 · Cavalier blanc sur case noire c3 · Pion blanc sur case blanche a2 · Pion blanc sur case noire b2 · Pion blanc sur case blanche c2 · Fou blanc sur case blanche e2 · Dame noire sur case noire h2 · Tour blanche sur case noire a1 · Dame blanche sur case blanche d1 · Roi blanc sur case noire e1 · Tour blanche sur case blanche f1 | Tour noire sur case blanche a8 · Fou noir sur case blanche c8 · Tour noire sur case noire f8 · Roi noir sur case blanche g8 · Pion noir sur case noire a7 · Pion noir sur case blanche b7 · Pion noir sur case noire e7 · Pion noir sur case blanche f7 · Fou noir sur case noire g7 · Pion noir sur case blanche h7 · Cavalier noir sur case noire f6 · Pion noir sur case blanche g6 · Pion blanc sur case blanche f5 · Fou blanc sur case noire b4 · Pion blanc sur case blanche g4 · Cavalier blanc sur case blanche b3 · Cavalier blanc sur case noire c3 · Pion blanc sur case blanche a2 · Pion blanc sur case noire b2 · Pion blanc sur case blanche c2 · Fou blanc sur case blanche e2 · Dame noire sur case noire h2 · Tour blanche sur case noire a1 · Dame blanche sur case blanche d1 · Roi blanc sur case noire e1 · Tour blanche sur case blanche f1 | Tour noire sur case blanche a8 · Fou noir sur case blanche c8 · Tour noire sur case noire f8 · Roi noir sur case blanche g8 · Pion noir sur case noire a7 · Pion noir sur case blanche b7 · Pion noir sur case noire e7 · Pion noir sur case blanche f7 · Fou noir sur case noire g7 · Pion noir sur case blanche h7 · Cavalier noir sur case noire f6 · Pion noir sur case blanche g6 · Pion blanc sur case blanche f5 · Fou blanc sur case noire b4 · Pion blanc sur case blanche g4 · Cavalier blanc sur case blanche b3 · Cavalier blanc sur case noire c3 · Pion blanc sur case blanche a2 · Pion blanc sur case noire b2 · Pion blanc sur case blanche c2 · Fou blanc sur case blanche e2 · Dame noire sur case noire h2 · Tour blanche sur case noire a1 · Dame blanche sur case blanche d1 · Roi blanc sur case noire e1 · Tour blanche sur case blanche f1 | Tour noire sur case blanche a8 · Fou noir sur case blanche c8 · Tour noire sur case noire f8 · Roi noir sur case blanche g8 · Pion noir sur case noire a7 · Pion noir sur case blanche b7 · Pion noir sur case noire e7 · Pion noir sur case blanche f7 · Fou noir sur case noire g7 · Pion noir sur case blanche h7 · Cavalier noir sur case noire f6 · Pion noir sur case blanche g6 · Pion blanc sur case blanche f5 · Fou blanc sur case noire b4 · Pion blanc sur case blanche g4 · Cavalier blanc sur case blanche b3 · Cavalier blanc sur case noire c3 · Pion blanc sur case blanche a2 · Pion blanc sur case noire b2 · Pion blanc sur case blanche c2 · Fou blanc sur case blanche e2 · Dame noire sur case noire h2 · Tour blanche sur case noire a1 · Dame blanche sur case blanche d1 · Roi blanc sur case noire e1 · Tour blanche sur case blanche f1 | 2 |
| 1 | Tour noire sur case blanche a8 · Fou noir sur case blanche c8 · Tour noire sur case noire f8 · Roi noir sur case blanche g8 · Pion noir sur case noire a7 · Pion noir sur case blanche b7 · Pion noir sur case noire e7 · Pion noir sur case blanche f7 · Fou noir sur case noire g7 · Pion noir sur case blanche h7 · Cavalier noir sur case noire f6 · Pion noir sur case blanche g6 · Pion blanc sur case blanche f5 · Fou blanc sur case noire b4 · Pion blanc sur case blanche g4 · Cavalier blanc sur case blanche b3 · Cavalier blanc sur case noire c3 · Pion blanc sur case blanche a2 · Pion blanc sur case noire b2 · Pion blanc sur case blanche c2 · Fou blanc sur case blanche e2 · Dame noire sur case noire h2 · Tour blanche sur case noire a1 · Dame blanche sur case blanche d1 · Roi blanc sur case noire e1 · Tour blanche sur case blanche f1 | Tour noire sur case blanche a8 · Fou noir sur case blanche c8 · Tour noire sur case noire f8 · Roi noir sur case blanche g8 · Pion noir sur case noire a7 · Pion noir sur case blanche b7 · Pion noir sur case noire e7 · Pion noir sur case blanche f7 · Fou noir sur case noire g7 · Pion noir sur case blanche h7 · Cavalier noir sur case noire f6 · Pion noir sur case blanche g6 · Pion blanc sur case blanche f5 · Fou blanc sur case noire b4 · Pion blanc sur case blanche g4 · Cavalier blanc sur case blanche b3 · Cavalier blanc sur case noire c3 · Pion blanc sur case blanche a2 · Pion blanc sur case noire b2 · Pion blanc sur case blanche c2 · Fou blanc sur case blanche e2 · Dame noire sur case noire h2 · Tour blanche sur case noire a1 · Dame blanche sur case blanche d1 · Roi blanc sur case noire e1 · Tour blanche sur case blanche f1 | Tour noire sur case blanche a8 · Fou noir sur case blanche c8 · Tour noire sur case noire f8 · Roi noir sur case blanche g8 · Pion noir sur case noire a7 · Pion noir sur case blanche b7 · Pion noir sur case noire e7 · Pion noir sur case blanche f7 · Fou noir sur case noire g7 · Pion noir sur case blanche h7 · Cavalier noir sur case noire f6 · Pion noir sur case blanche g6 · Pion blanc sur case blanche f5 · Fou blanc sur case noire b4 · Pion blanc sur case blanche g4 · Cavalier blanc sur case blanche b3 · Cavalier blanc sur case noire c3 · Pion blanc sur case blanche a2 · Pion blanc sur case noire b2 · Pion blanc sur case blanche c2 · Fou blanc sur case blanche e2 · Dame noire sur case noire h2 · Tour blanche sur case noire a1 · Dame blanche sur case blanche d1 · Roi blanc sur case noire e1 · Tour blanche sur case blanche f1 | Tour noire sur case blanche a8 · Fou noir sur case blanche c8 · Tour noire sur case noire f8 · Roi noir sur case blanche g8 · Pion noir sur case noire a7 · Pion noir sur case blanche b7 · Pion noir sur case noire e7 · Pion noir sur case blanche f7 · Fou noir sur case noire g7 · Pion noir sur case blanche h7 · Cavalier noir sur case noire f6 · Pion noir sur case blanche g6 · Pion blanc sur case blanche f5 · Fou blanc sur case noire b4 · Pion blanc sur case blanche g4 · Cavalier blanc sur case blanche b3 · Cavalier blanc sur case noire c3 · Pion blanc sur case blanche a2 · Pion blanc sur case noire b2 · Pion blanc sur case blanche c2 · Fou blanc sur case blanche e2 · Dame noire sur case noire h2 · Tour blanche sur case noire a1 · Dame blanche sur case blanche d1 · Roi blanc sur case noire e1 · Tour blanche sur case blanche f1 | Tour noire sur case blanche a8 · Fou noir sur case blanche c8 · Tour noire sur case noire f8 · Roi noir sur case blanche g8 · Pion noir sur case noire a7 · Pion noir sur case blanche b7 · Pion noir sur case noire e7 · Pion noir sur case blanche f7 · Fou noir sur case noire g7 · Pion noir sur case blanche h7 · Cavalier noir sur case noire f6 · Pion noir sur case blanche g6 · Pion blanc sur case blanche f5 · Fou blanc sur case noire b4 · Pion blanc sur case blanche g4 · Cavalier blanc sur case blanche b3 · Cavalier blanc sur case noire c3 · Pion blanc sur case blanche a2 · Pion blanc sur case noire b2 · Pion blanc sur case blanche c2 · Fou blanc sur case blanche e2 · Dame noire sur case noire h2 · Tour blanche sur case noire a1 · Dame blanche sur case blanche d1 · Roi blanc sur case noire e1 · Tour blanche sur case blanche f1 | Tour noire sur case blanche a8 · Fou noir sur case blanche c8 · Tour noire sur case noire f8 · Roi noir sur case blanche g8 · Pion noir sur case noire a7 · Pion noir sur case blanche b7 · Pion noir sur case noire e7 · Pion noir sur case blanche f7 · Fou noir sur case noire g7 · Pion noir sur case blanche h7 · Cavalier noir sur case noire f6 · Pion noir sur case blanche g6 · Pion blanc sur case blanche f5 · Fou blanc sur case noire b4 · Pion blanc sur case blanche g4 · Cavalier blanc sur case blanche b3 · Cavalier blanc sur case noire c3 · Pion blanc sur case blanche a2 · Pion blanc sur case noire b2 · Pion blanc sur case blanche c2 · Fou blanc sur case blanche e2 · Dame noire sur case noire h2 · Tour blanche sur case noire a1 · Dame blanche sur case blanche d1 · Roi blanc sur case noire e1 · Tour blanche sur case blanche f1 | Tour noire sur case blanche a8 · Fou noir sur case blanche c8 · Tour noire sur case noire f8 · Roi noir sur case blanche g8 · Pion noir sur case noire a7 · Pion noir sur case blanche b7 · Pion noir sur case noire e7 · Pion noir sur case blanche f7 · Fou noir sur case noire g7 · Pion noir sur case blanche h7 · Cavalier noir sur case noire f6 · Pion noir sur case blanche g6 · Pion blanc sur case blanche f5 · Fou blanc sur case noire b4 · Pion blanc sur case blanche g4 · Cavalier blanc sur case blanche b3 · Cavalier blanc sur case noire c3 · Pion blanc sur case blanche a2 · Pion blanc sur case noire b2 · Pion blanc sur case blanche c2 · Fou blanc sur case blanche e2 · Dame noire sur case noire h2 · Tour blanche sur case noire a1 · Dame blanche sur case blanche d1 · Roi blanc sur case noire e1 · Tour blanche sur case blanche f1 | Tour noire sur case blanche a8 · Fou noir sur case blanche c8 · Tour noire sur case noire f8 · Roi noir sur case blanche g8 · Pion noir sur case noire a7 · Pion noir sur case blanche b7 · Pion noir sur case noire e7 · Pion noir sur case blanche f7 · Fou noir sur case noire g7 · Pion noir sur case blanche h7 · Cavalier noir sur case noire f6 · Pion noir sur case blanche g6 · Pion blanc sur case blanche f5 · Fou blanc sur case noire b4 · Pion blanc sur case blanche g4 · Cavalier blanc sur case blanche b3 · Cavalier blanc sur case noire c3 · Pion blanc sur case blanche a2 · Pion blanc sur case noire b2 · Pion blanc sur case blanche c2 · Fou blanc sur case blanche e2 · Dame noire sur case noire h2 · Tour blanche sur case noire a1 · Dame blanche sur case blanche d1 · Roi blanc sur case noire e1 · Tour blanche sur case blanche f1 | 1 |
|   | a | b | c | d | e | f | g | h |   |

Position après le 16e coup des blancs.
Alexandre Alekhine - Mikhaïl Botvinnik, Nottingham 1936, Défense sicilienne variante du dragon.
1. e4 c5 2. Cf3 d6 3. d4 cxd4 4. Cxd4 Cf6 5. Cc3 g6 6. Fe2 Fg7 7. Fe3 Cc6 8. Cb3 Fe6 9. f4 O-O 10. g4 d5 11. f5 Fc8 12. exd5 Cb4 13. d6 Dxd6 14. Fc5 Qf4 15. Tf1 Dxh2 16. Fxb4 (cf. diagramme) 16...Cxg4 (Dévie de fou blanc de la diagonale f1-a6) 17. Fxg4 Dg3+ 18. Tf2 (Les blancs ne peuvent se soustraire à l'échec perpétuel par 18 Rd2? à cause de 18...Fh6+ 19. Re2 De3#) 18... Dg1+ 19. Tf1 (le fou blanc dévié ne peut s'interposer en f1 ; la fuite du roi en e2 perd sur 19...Dxg4+ suivi de Dxb4 ; et sur Rd2 les noirs gagnent par Td8+) Dg3+ 20. Tf2 Dg1+ ½–½